# Mosquée

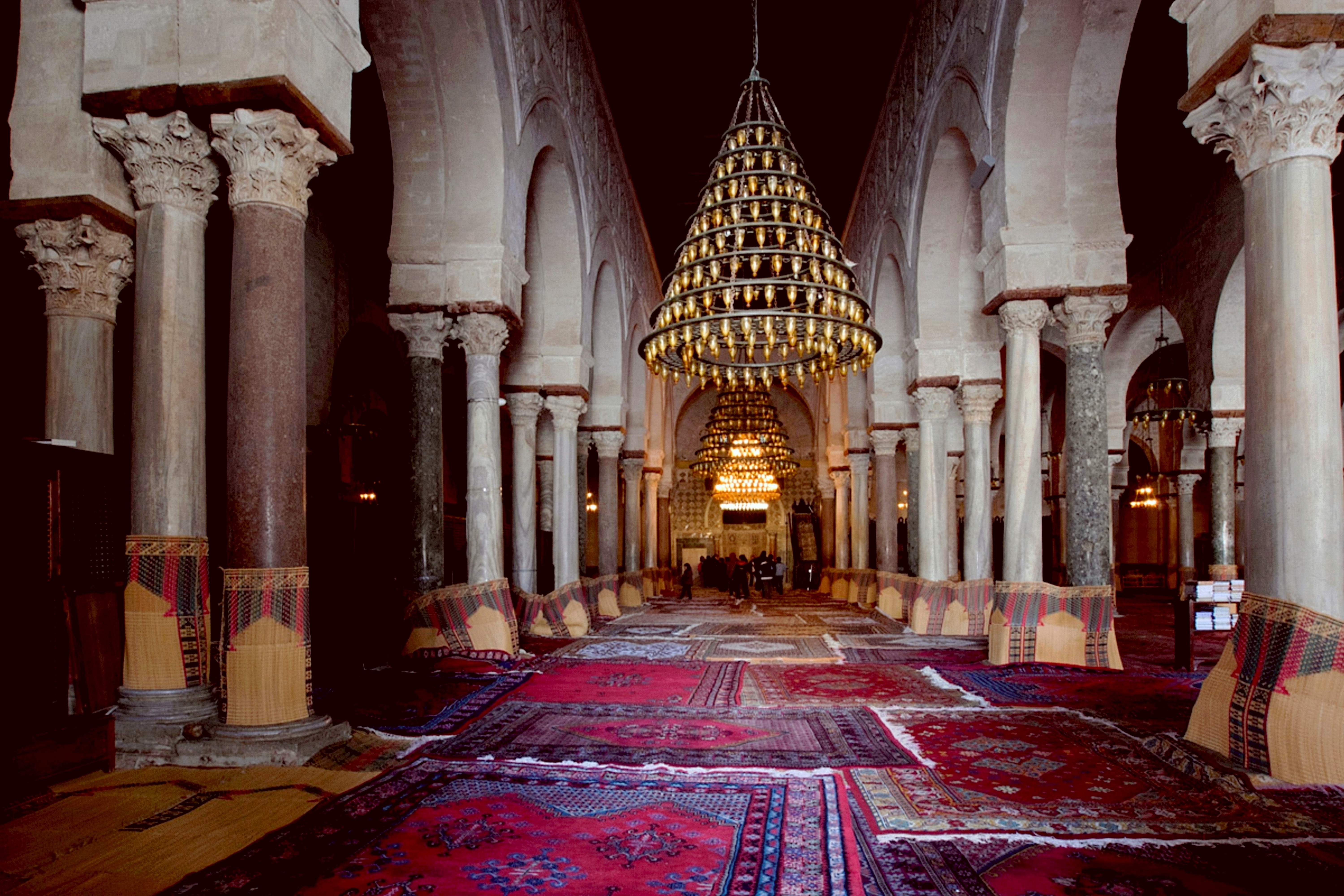
Salle de prière de la grande mosquée de Kairouan, en Tunisie.

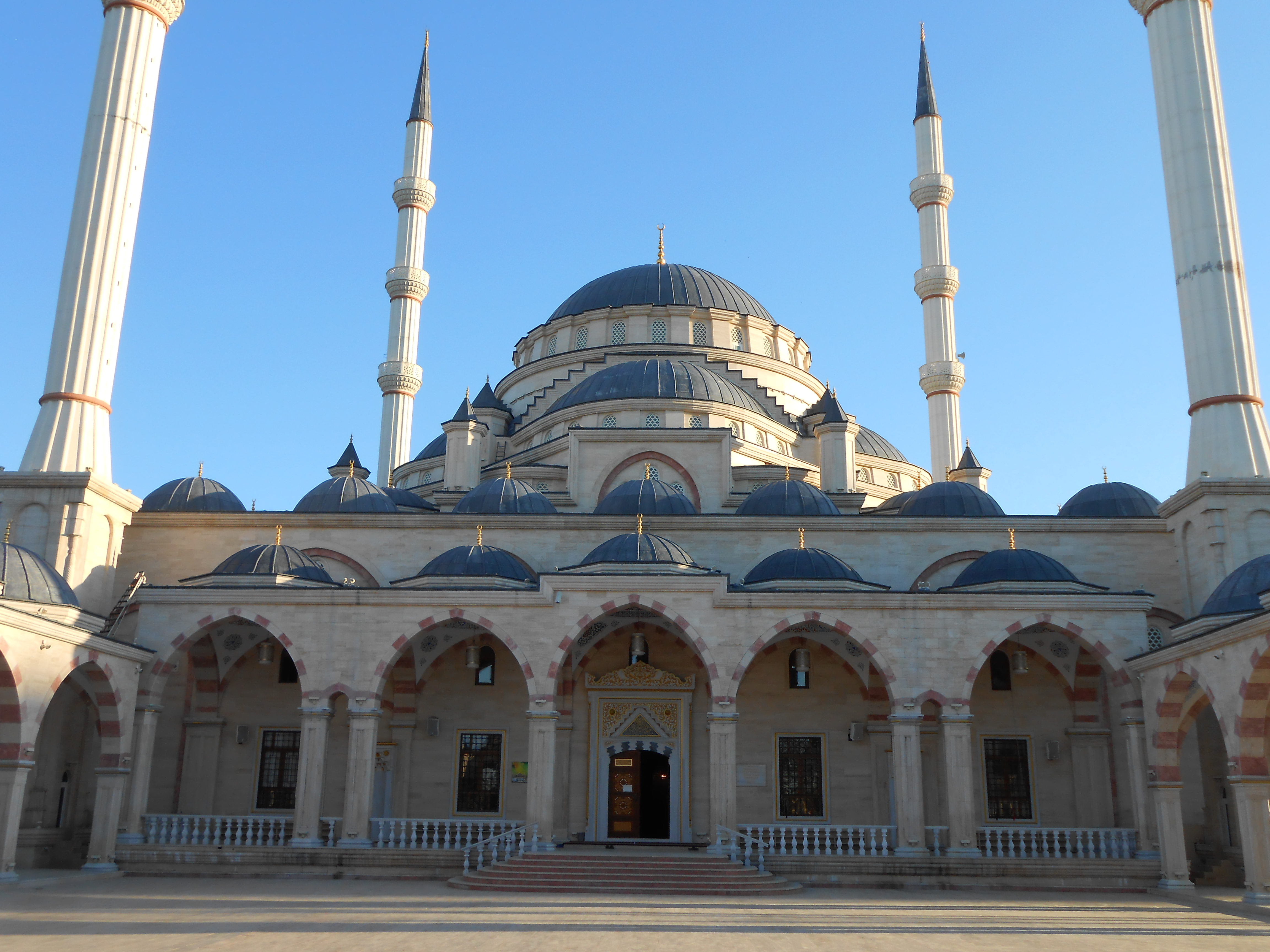
Mosquée de Goudermes en Tchétchénie.

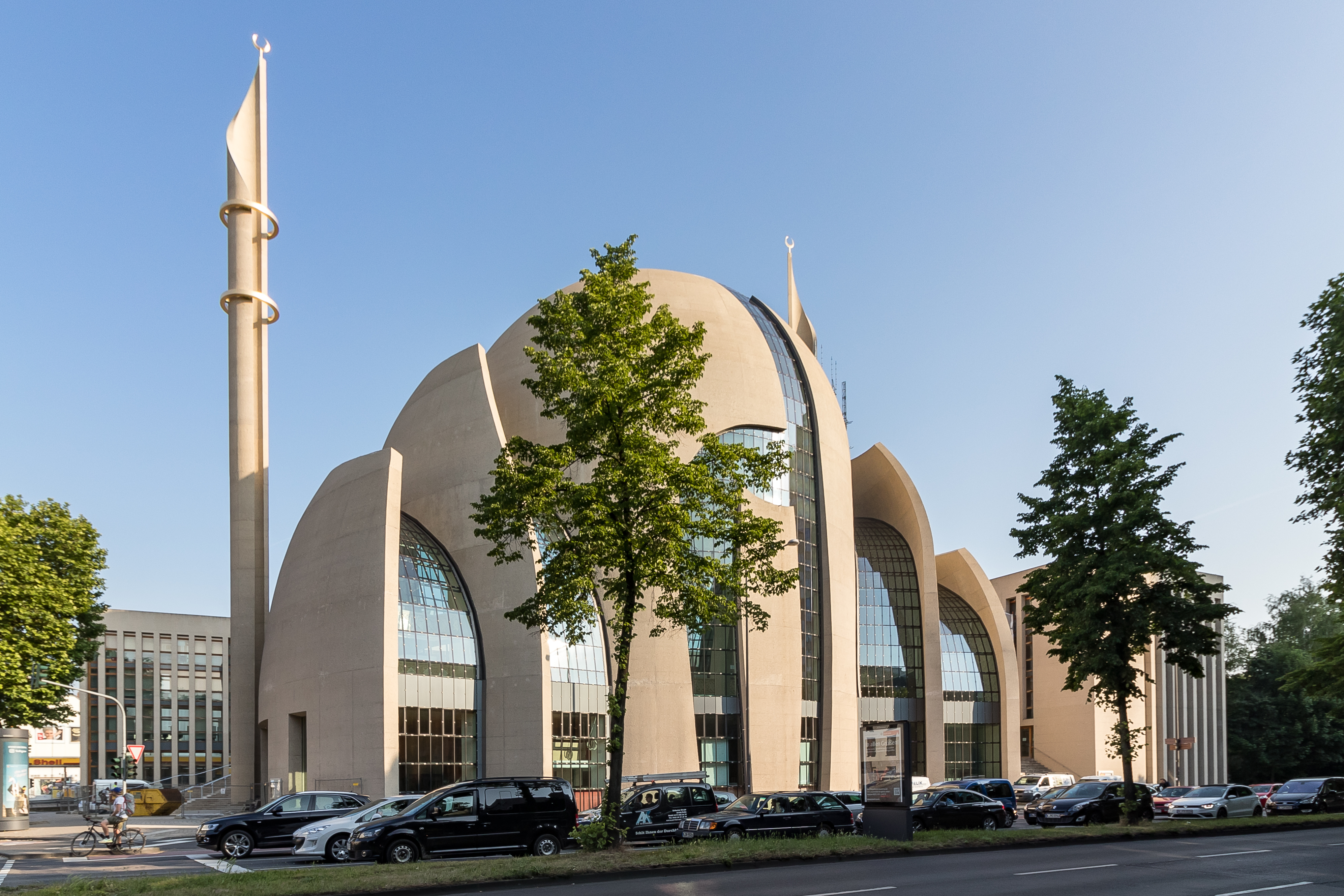
Mosquée centrale de Cologne en Allemagne.

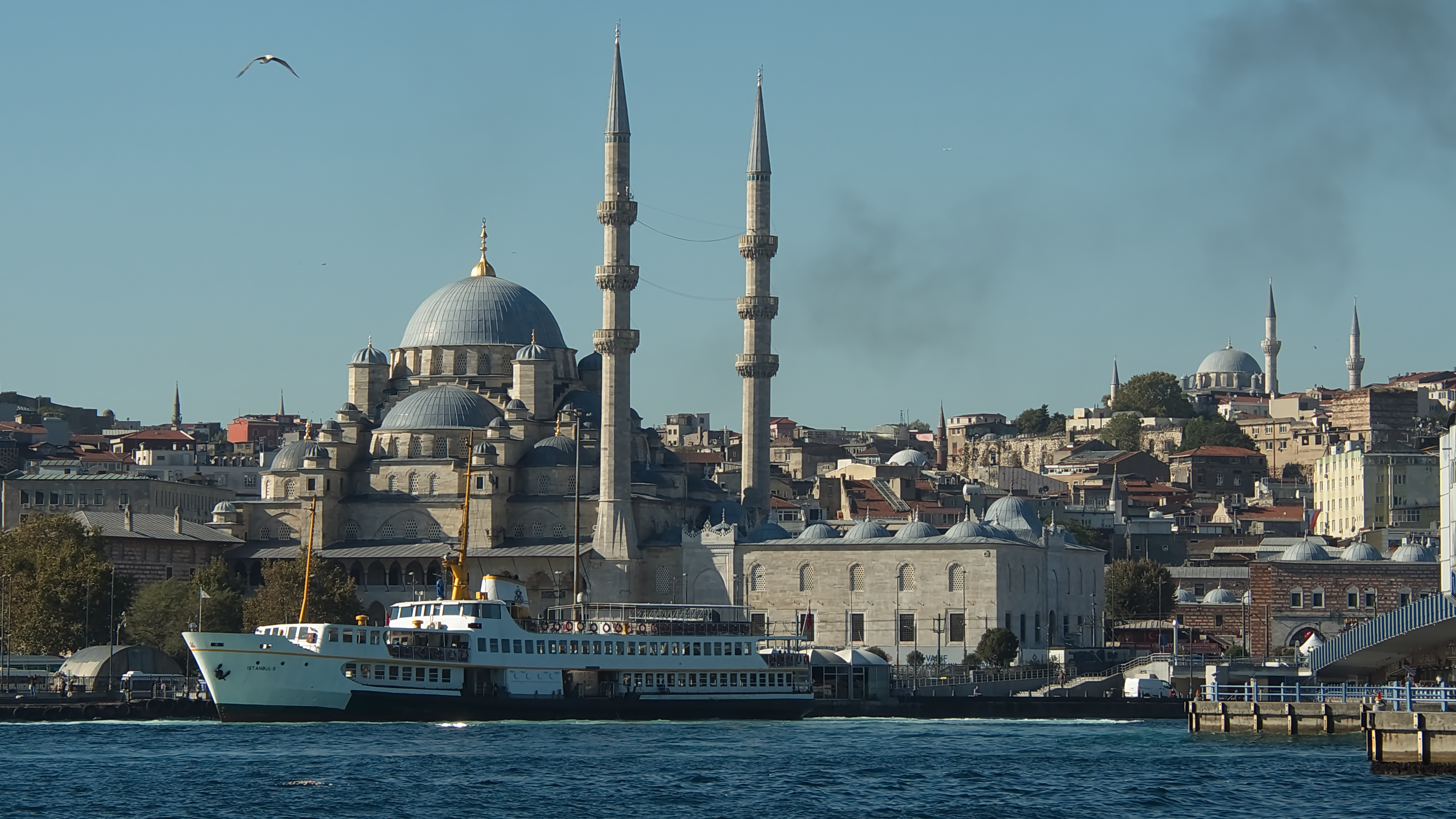
Mosquée neuve située dans le quartier d'Eminönü à Istanbul en Turquie.

- 1 - Vue de la mosquée depuis l'extérieur
- 2 - Vue de la mosquée depuis l'intérieur
- 3 - Lieu pour les ablution

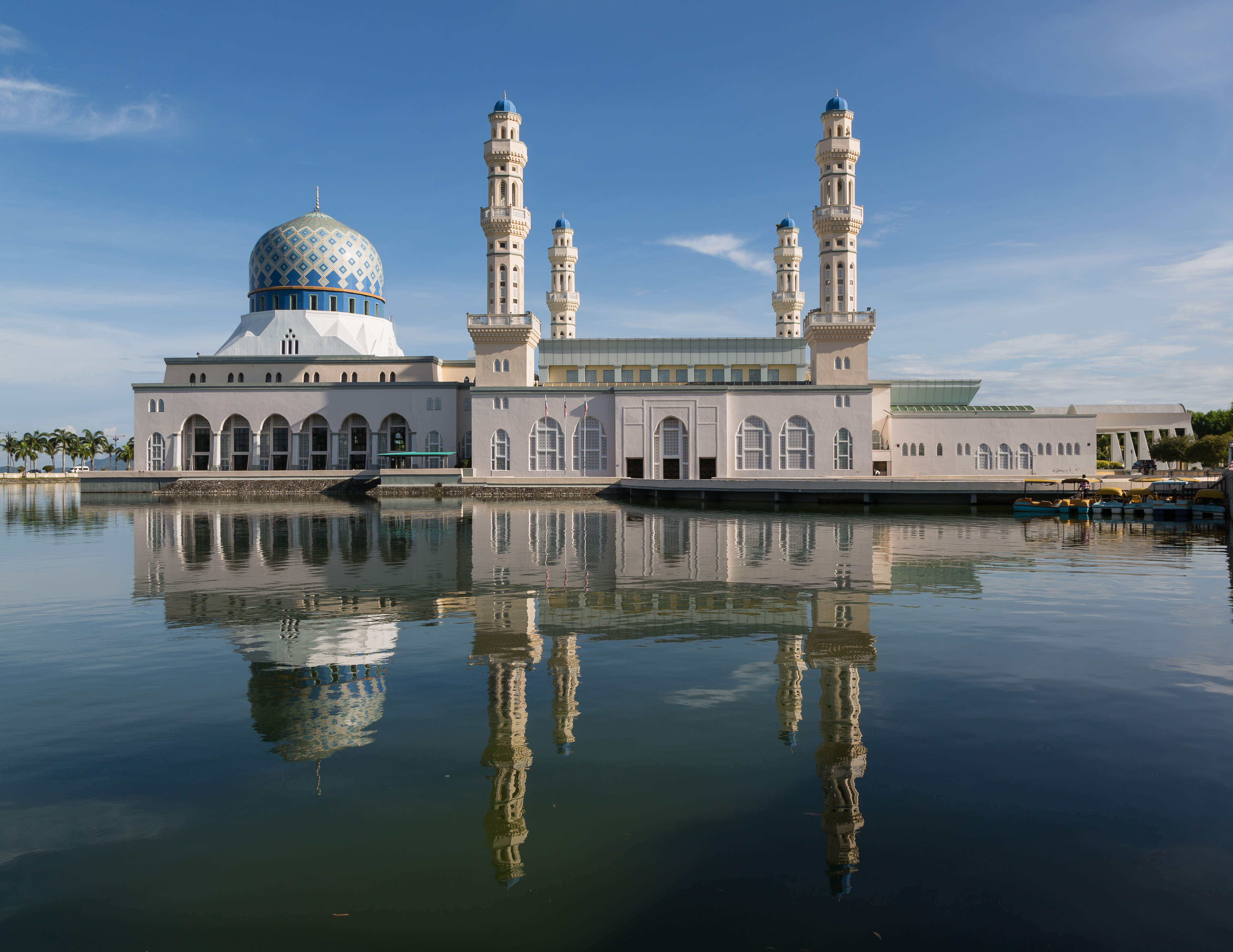
Mosquée à Kota Kinabalu en Malaisie.

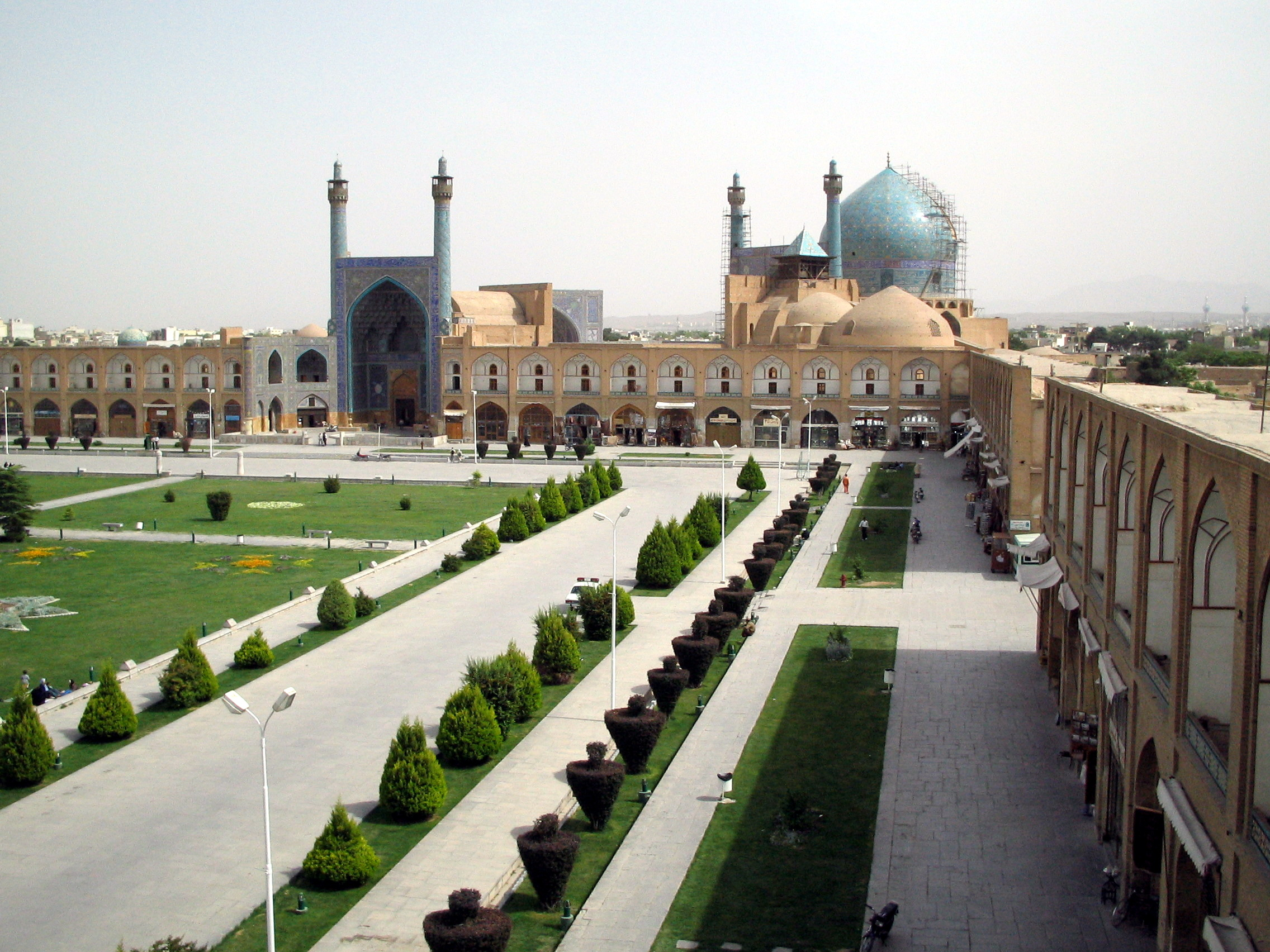
La mosquée du Chah vue depuis le balcon du Palais Ali Qapu.

Une mosquée est un lieu de culte où se rassemble la communauté musulmane pour les prières communes. Il s'agit du type de monument culturel le plus caractéristique de l'islam.
On ne trouve pas de règle définie dans le Coran sur ce que devrait être le lieu pour prier Allah, à l'exception de la qibla, à savoir la direction vers laquelle doit se tourner le fidèle pour accomplir la prière rituelle. L’ensemble architectural qui s'est développé au cours de l'histoire est en général flanqué d’une ou plusieurs tours appelées minarets, dont le nombre n'est pas limité. La salle de prière est souvent surmontée, complètement ou partiellement, par un dôme. C’est du haut d’un des minarets que le muezzin (mouadh-dhin) appelle à la prière au cours de l’adhan.
Une mosquée est plus qu’un lieu de culte ; elle sert d'institution sociale et éducative : elle peut, ainsi, être accompagnée d’une madrasa, d'une bibliothèque, d’un centre de formation, voire d’une université. Elle sert aussi de lieu de rencontres et d’échanges sociaux. Par ailleurs, les mosquées jouent parfois un rôle politique important, lié aux jeux d'influence des gouvernements qui sponsorisent des mosquées, dans leur pays et à l'étranger, et aussi aux liens de certaines mosquées avec diverses formes de radicalisation (islamisme).
Le modèle initial de la mosquée trouve sans doute ses sources dans l'aménagement de la maison du Prophète, à Médine. Par la suite, la forme des mosquées a évolué dans le temps et dans l'espace, et l'on relève trois grands types de plan : arabe (Maghreb, Égypte, péninsule Arabique, Proche Orient), iranien (Iran, Asie centrale, Afghanistan, Inde) et ottoman (Empire ottoman). Les mosquées contemporaines, à part quelques exceptions notables, reprennent souvent des adaptations historicisantes de ces modèles. Dans certaines régions (Chine, Inde, Indonésie), on trouve aussi des formes syncrétiques, qui mêlent ces grands modèles architecturaux à des formules architecturales locales.

## Étymologie

### En arabe
Mosquée dérive de l'arabe masjid, terme qui vient lui-même du verbe sajada (racine « Sîn-Jîm-Dâl, ») signifiant « s'agenouiller se prosterner », en référence aux postures de prosternation exécutés pendant les prières.
Le mot masjid existait avant la naissance de l'islam, et il désignait essentiellement un lieu de prière qui n'est donc pas spécifiquement musulman. Il est emprunté à l'araméen masgədā, « lieu de prière, autel ». Il dérive d’une racine proto-sémitique signifiant « poser le front au sol » et signale donc qu’il s’agit d’un lieu de prosternation. Le mot msgdʾ apparaît en araméen dès le Ve siècle avant J.-C., et on retrouve le même mot plus tard chez les Nabatéens, signifiant « endroit du culte ». Apparemment, ce mot araméen aurait à l’origine signifié « stèle » ou « pilier sacré ».
Dans le Coran, on trouve vingt-six fois le mot masjid, mais presque toujours suivi de l'épithète « sacré », dans l'expression al-masjid al-harâm. Ainsi dans la sourate 2, 14 : « Tourne ton visage vers la Mosquée sacrée ». Parlant de la Kaaba, le Coran utilise aussi les termes de « maison » (bayt), « station [d'Abraham] » (maqâm) et « lieu de prière » (muṣallâ). Ce dernier mot n'apparaît qu'une fois dans le Coran, 2, 125 (verset qui reprend aussi les deux autres): « Nous avons fait de la Maison [bayt] un lieu où l'on revient souvent et un asile pour les hommes. Prenez donc la station d'Abrahâm [maqâm Ibrahîm) comme lieu de prière [musalla] ».

#### Une distinction floue
En arabe, on trouve deux mots pour désigner une mosquée : à côté de masjid (مسجد), on a aussi jâmi’ (جَامِع) ou masjîd al-jâmi‘ (مسجد الجَامِع) de la racine Jîm - Mîm - 'ayn qui véhicule l'idée de rassembler, mais avec aussi celle de grande capacité. Le premier est souvent employé pour désigner de petites structures, comme des mosquées de quartier où l'on accomplit les prières quotidiennes. Le second, fréquemment traduit par « grande mosquée », « mosquée du vendredi » ou « mosquée congrégationnelle », s'applique à un bâtiment de dimensions plus importantes destiné à la prière du vendredi,,. C'est en principe le seul dans lequel on trouve un minbar, la tribune de laquelle l'imâm adresse son prêche le vendredi.
En général donc, la ville musulmane traditionnelle compte un grand nombre de mosquées, mais une seule, en principe, joue le rôle de mosquée du vendredi. Cette mosquée a d'abord été appelée al-masjid al-jâmi', c'est-à-dire, littéralement, la grande mosquée. Par la suite, on a simplifié l'expression, conservant le seul jâmi', et on n'a utilisé le terme masjid pour les seules mosquées secondaires. Toutefois, aujourd'hui, le mot jâmi' a souvent pris le dessus sur masjid, et désigne aussi les mosquées de quartier. Mais en même temps, on rencontre de grandes mosquées qui arborent le titre de masjid, si bien que la distinction est devenue plutôt confuse.

### Dans les langues européennes
En français, mosquée est un mot attesté en 1550 dans la langue française, et il figure dans l'édition de 1694 du Dictionnaire de l'Académie française. Le mot est un emprunt, par l'intermédiaire de l’italien moschea, altération de moscheta, à l'espagnol mezquita, venant lui-même de l’arabe مسجد / masjid, lui-même emprunté à l'araméen masgədā, « lieu de prière, autel ». Il dérive d’une racine proto-sémitique signifiant « poser le front au sol » et signale donc qu’il s’agit d’un lieu de prosternation.
Mais aux XIVe, XVe XVIe et XVIIe siècles apparaissent d'autres termes pour désigner la mosquée en langues européennes : « musquette », « mousquaie », « musquée » (pour le français) et « moseak », « muskey », « moschy », et « mos’keh »[réf. nécessaire]. Après quoi, progressivement s'est imposé le terme « mosquée », qu’on trouve en espagnol, portugais, moyen français, italien ou encore en anglais, et qui deviendra la norme. En français, l’épellation moderne est attestée en 1694, et c'est elle qui est devenue l'épellation standard du mot.

## Histoire

### Tradition islamique

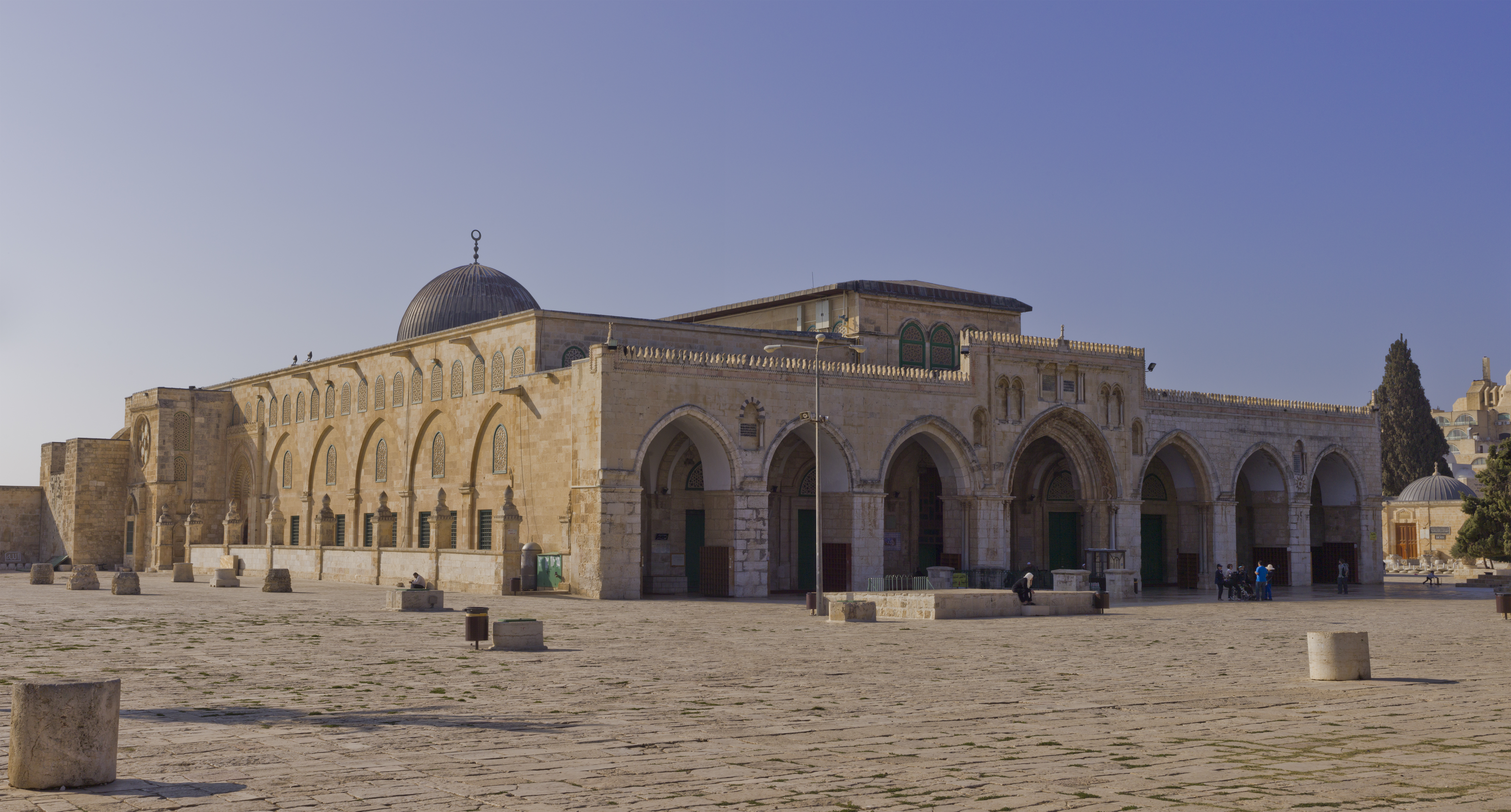
Mosquée Al-Aqsa, sur l'Esplanade des mosquées à Jérusalem.

Selon une parole attribuée à Mahomet, « la terre entière est le masjid d'Allah ». D'après une autre, « la Terre m’a été rendue lieu de prière et pure. Quiconque parmi les hommes de ma communauté atteindra l’heure de la prière aura un lieu de prière et de pureté ». Selon la croyance islamique, la première mosquée au monde était masjid al-Haram connue également sous le nom de Kaaba à La Mecque, qui aurait été édifiée par Adam, puis reconstruite par Abraham et son premier fils Ismaël sur un ordre de Dieu. La deuxième mosquée la plus ancienne est la mosquée al-Aqsa. Selon la tradition musulmane, elle aurait été construite 40 ans plus tard par Abraham ; lors du voyage nocturne de Mahomet, celui-ci aurait été conduit d’abord de la mosquée sacrée de La Mecque jusqu’à celle d'al-Aqsa de Jérusalem. Elle était également la première direction de la qibla.
La première construite pendant le règne de l’islam serait la mosquée de Quba à Médine. Elle aurait été édifiée lors de l’hégire, migration de Mahomet et ses compagnons de la Mecque à Médine. Quelques jours après avoir commencé sa construction, Mahomet aurait entamé la construction d’une deuxième mosquée à Médine, connue aujourd’hui sous le nom de masjid al-Nabawi, ou « mosquée du prophète ». D'après la tradition, son emplacement serait celui de la première prière de vendredi effectuée à Médine. Selon cette tradition, prié par différents habitants de Médine d’accepter leur terrain et désireux de ne froisser personne, Mahomet lâcha la bride de sa monture, Qoçoua, disant qu'il établirait la mosquée là où elle s'arrêterait. Après une longue divagation, elle s’arrêta enfin sur un large terrain vide et s’agenouilla. C’est sur ce terrain que la mosquée de Médine aurait été bâtie.
Durant son séjour à La Mecque, Mahomet effectue devant la Kaaba les cinq prières quotidiennes avec les disciples de l’islam alors même que des Arabes non musulmans y effectuent également leurs rituels. La tribu de Quraych, chef de La Mecque, qui est responsable de la Kaaba, essaie d’exclure les disciples de Mahomet du sanctuaire. Quand celui-ci revient à la Mecque en 630, il brise les idoles du temple et convertit la Kaaba en mosquée. Elle est depuis connue en tant que masjid al-Haram, ou « mosquée sacrée ».
La Masjid Al-Haram a été sensiblement agrandie au cours de son histoire afin de ffaciliter le hajj, le pèlerinage que tout musulman se doit d’effectuer s’il en a la capacité. Sa première extension fut réalisée au VIIe siècle, sous le règne du calife Omar, et elle a acquis sa forme actuelle en 1577 pendant le règne du sultan Selim II. D'importantes extensions sont réalisées à partir des années 1970, sous le règne de la famille royale saoudienne Al-Saoud.

### Diffusion

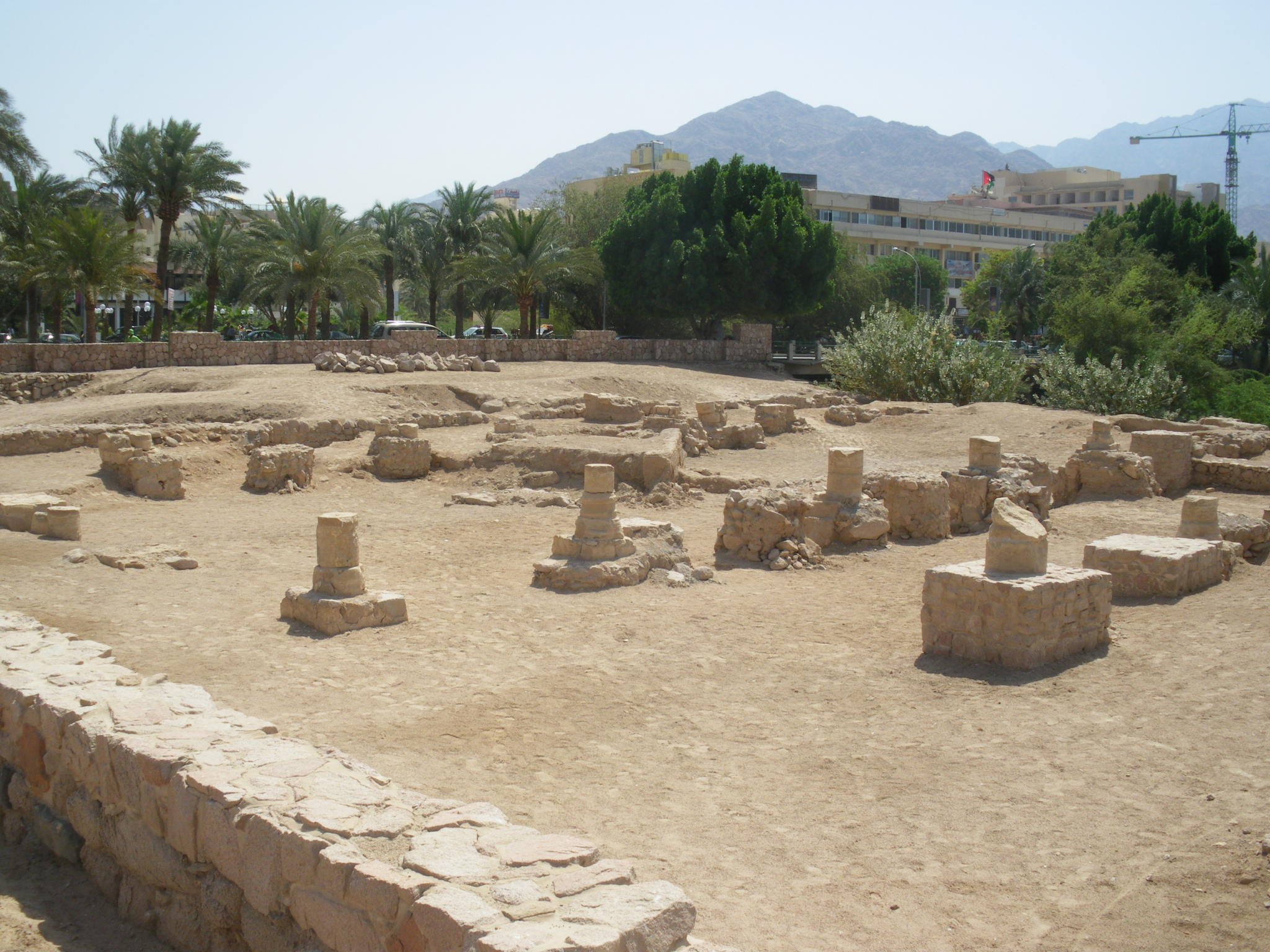
Les ruines de la mosquée d'Ayla à Aqaba, construite vers 650. Ce fut la première mosquée construite en dehors de la péninsule Arabique.

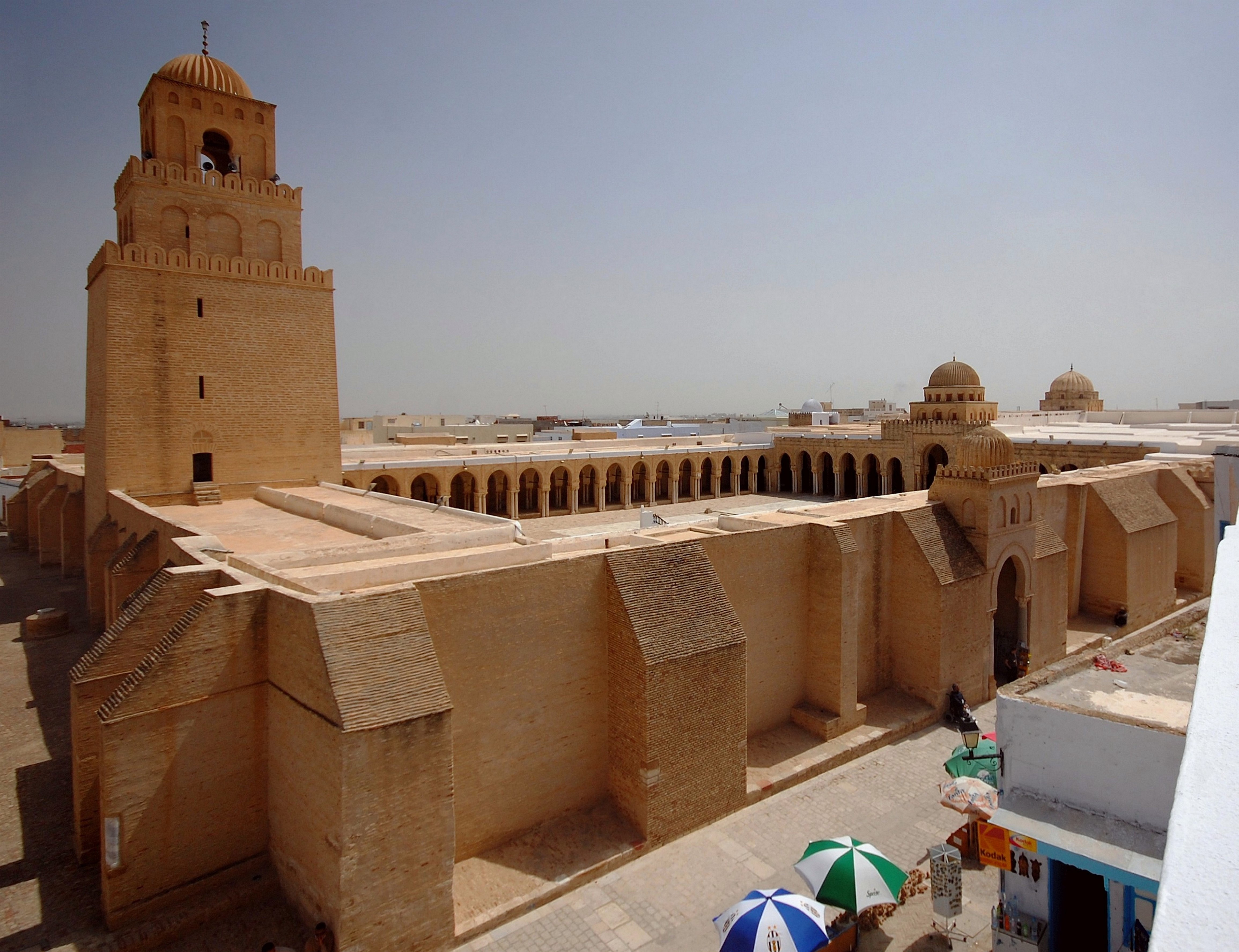
La grande mosquée de Kairouan (Tunisie) est le plus ancien et le plus prestigieux sanctuaire de l'Occident musulman.

Des mosquées ont été construites en dehors de la péninsule d'Arabie au fur et à mesure de l'avance des conquêtes musulmanes, du commerce et des migrations.
Au Maghreb, la première mosquée est la Mosquée Al-Naqah de Tripoli, en Libye, fondée vers 643 par le compagnon et général du Amr Ibn Aa-as lors de la conquête de l'Égypte, Cyrénaïque et Tripolitaine, sous le califat des Rachidoune d'Omar.
Fondée vers 670, la grande mosquée de Kairouan (en Tunisie) est l'un des plus anciens et le plus prestigieux sanctuaire de l'Occident musulman. Par son plan et ses caractéristiques architecturales, la grande mosquée de Kairouan servit de modèle à de nombreuses mosquées dans divers pays du Maghreb, en Andalousie et jusqu'à l'Égypte de la période Fatimide.

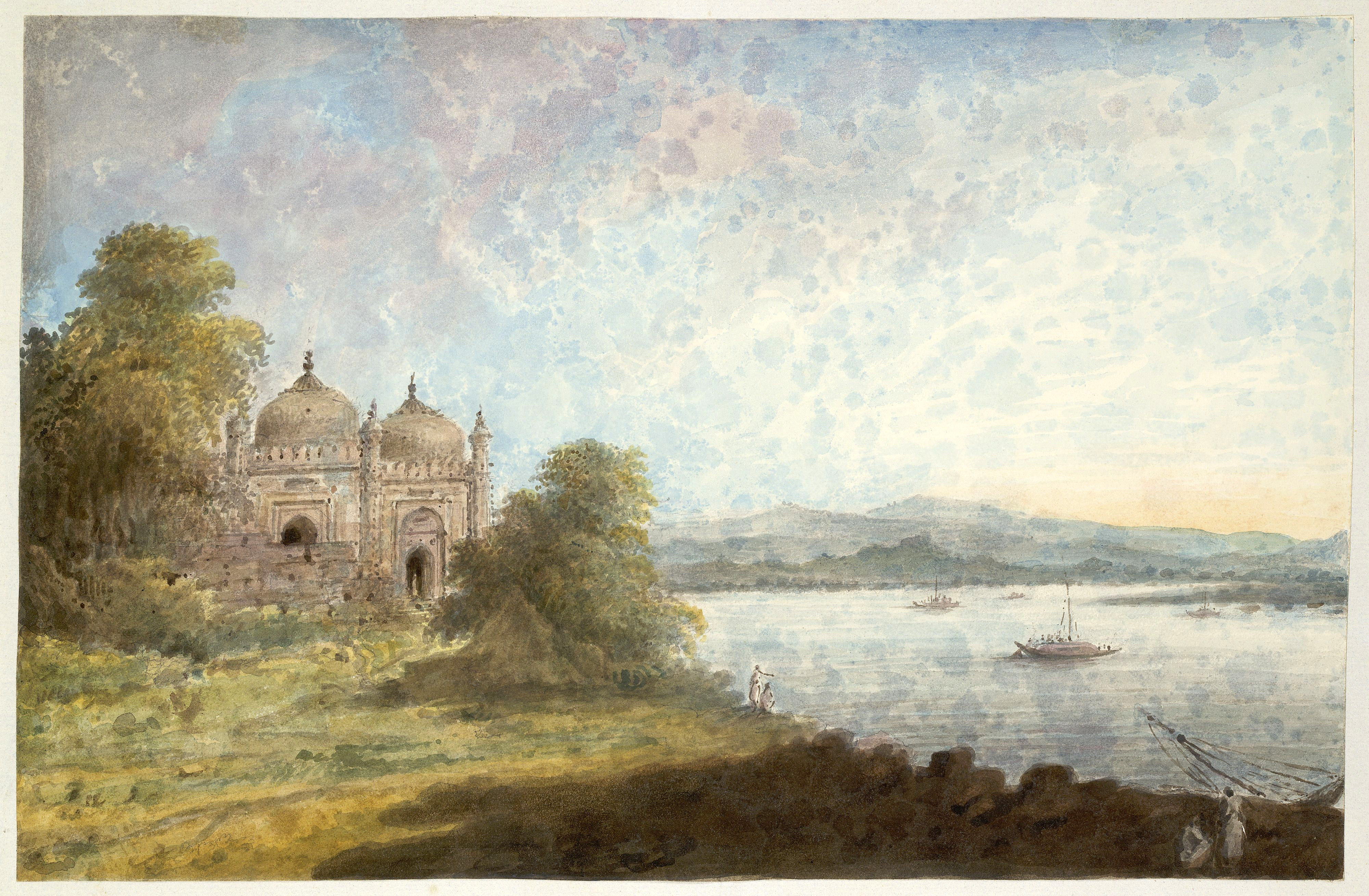
Mosquée d'Akbar à Jharkhand en Inde, peinture de 1804.

La première mosquée connue de Chine a été construite sous la dynastie Tang pendant le VIIIe siècle, à Xi'an. La mosquée de Xi'an, à l'instar de celles de l'est du pays, suit l’architecture chinoise traditionnelle en forme de pagodes, et ne contient pas certains des éléments propres à celles du reste du monde, y compris celles de Chine occidentale.
Leur large diffusion en Inde remonte au règne de l’Empire moghol, aux XVIe et XVIIe siècles. Les Moghols ont adapté les créations iraniennes dans leurs réalisations, en particulier les dômes en arc brisé, comme dans la Jama Masjid de New Delhi. Toutefois, la première mosquée construite en Inde fut la mosquée Quwwat ul-Islâm à Delhi, vers 1197
Les premières mosquées dans l’Empire ottoman, comme la Hagia Sophia d'Istanbul, étaient à l’origine des églises ou des cathédrales de l’Empire byzantin. Les Ottomans ont par la suite introduit une nouvelle architecture des mosquées. De grands dômes centraux sont ajoutés, avec des minarets multiples et des façades ouvertes. Les architectes ottomans ont raffiné la conception des colonnes, les plafonds sont devenus plus hauts, tout en incorporant les éléments traditionnels, tels que le mihrab. On trouve jusqu’à nos jours en Turquie des mosquées qui témoignent du modèle ottoman.

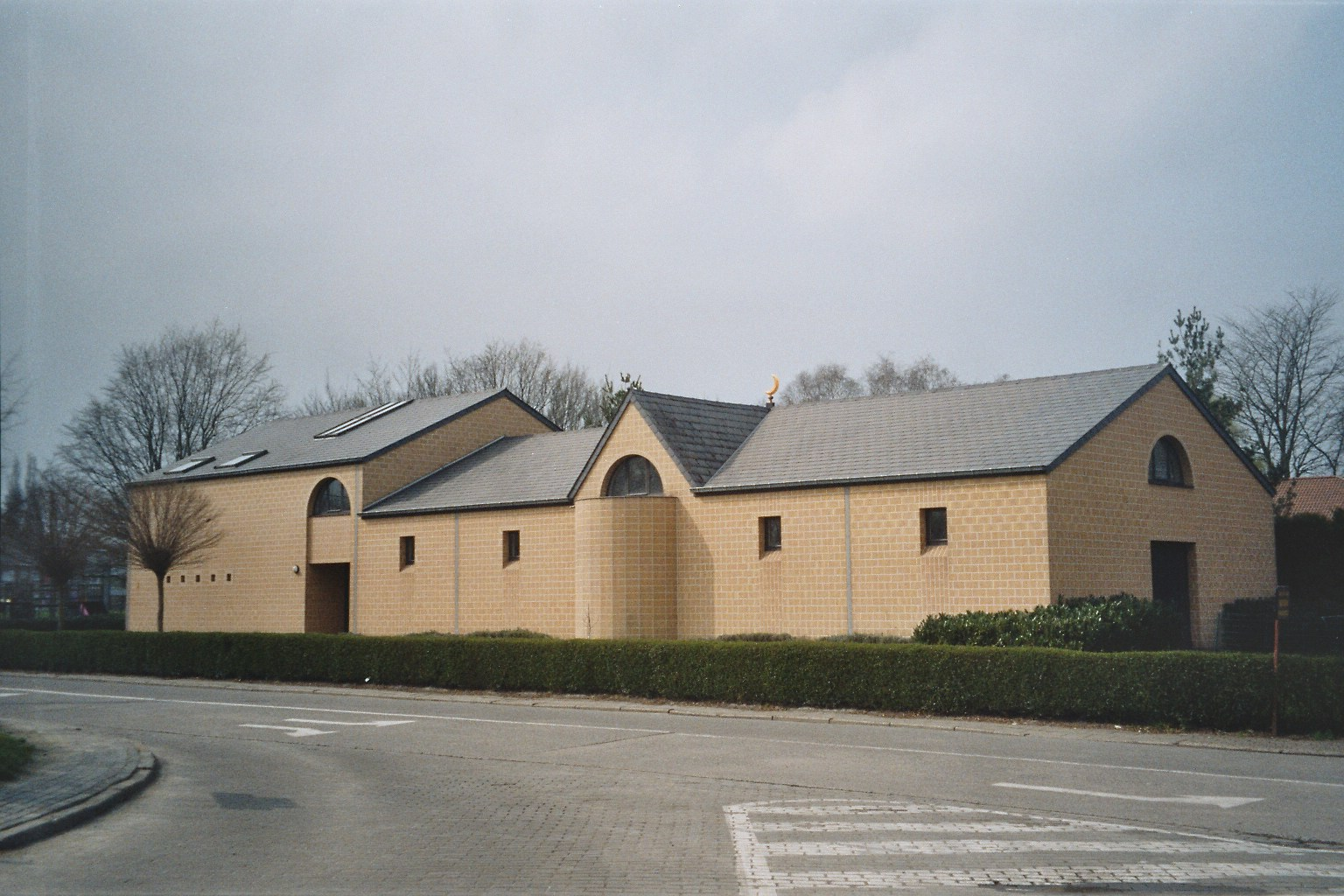
La mosquée de Lebbeke (Belgique).

Des mosquées ont commencé à être construites en Europe avec l’arrivée des Arabes en Espagne (VIIIe siècle), puis avec l’expansion de l’Empire ottoman dans les Balkans, à compter du XIVe siècle. Mais la croissance la plus rapide de leur nombre s’est produite récemment, avec la montée des flux migratoires provenant des pays à majorité musulmane. Les principales villes européennes, telles que Rome, Londres et Munich, accueillent des mosquées dotées de dômes et de minarets traditionnels. Elles sont localisées dans les centres urbains et y servent de centres sociaux, religieux et communautaires pour les musulmans maintenant assez nombreux qui y vivent. Dans les régions suburbaines et rurales d'Europe où il y a moins de musulmans, on en trouve de plus petites. La plus ancienne située dans un département français est la mosquée Noor-e-Islam, qui se trouve à Saint-Denis de La Réunion : elle fut inaugurée en 1905, suivie par la grande mosquée de Paris en 1922. En Belgique, les premières mosquées sont construites en 1975,.
Aux États-Unis, les mosquées sont apparues au début du XXe siècle en commençant par celle de Cedar Rapids à la fin des années 1920. Seulement 2 % des mosquées aux États-Unis ont été érigées avant 1950, 87 % après 1970 et 50 % après 1980.

### Changement d'affectation des lieux de culte

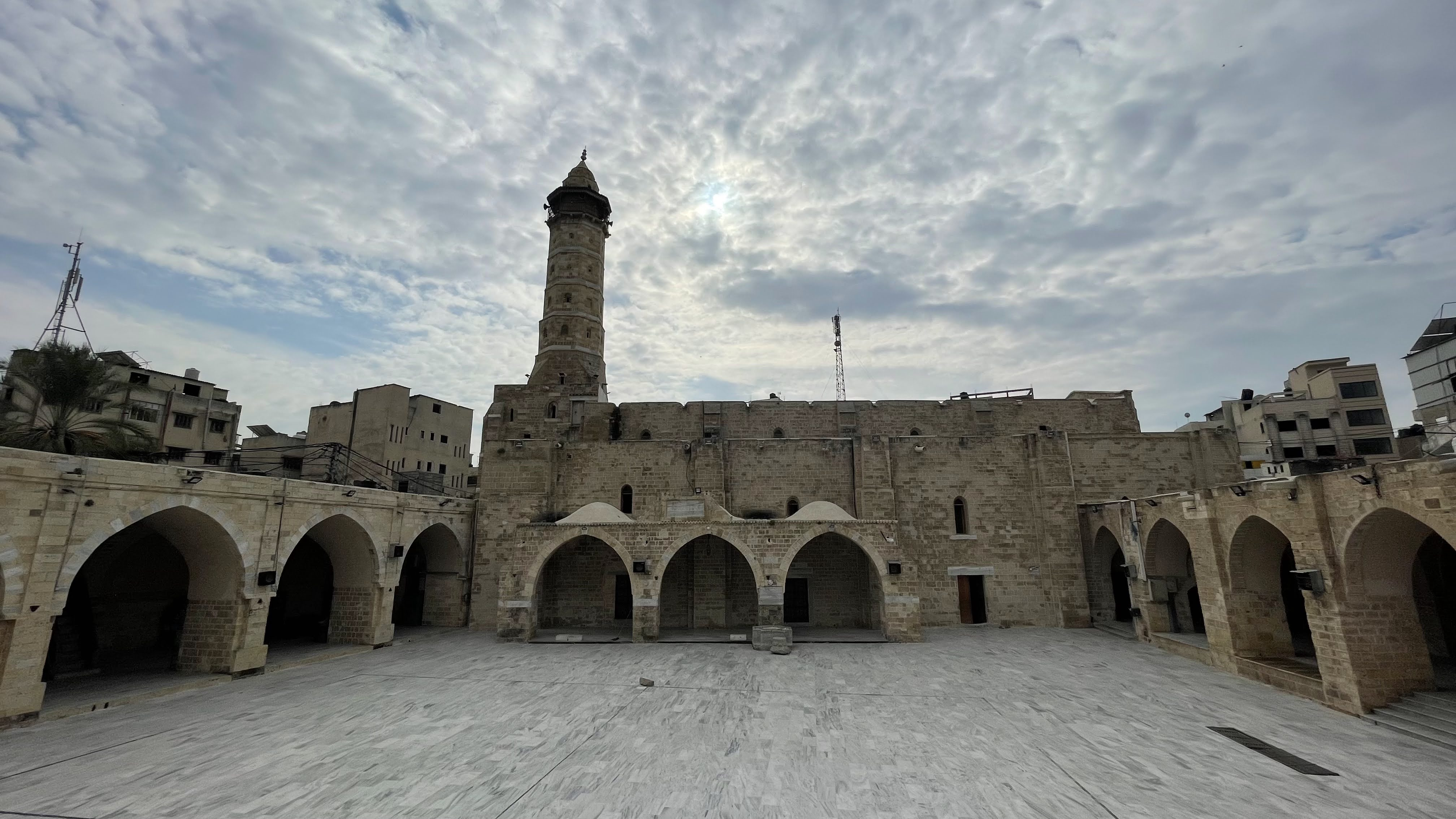
La grande mosquée de Gaza, née de la transformation, entre 1297 et 1329, d'une église construite entre 1150 et 1187.

Plusieurs exemples de lieux de culte étant passés d'une religion à une autre existent, certains concernent l’islam.
La Kaaba était avant l'islam un lieu de culte païen, on y trouvait 360 idoles que Mahomet fit détruire lorsqu'il effectua la circumambulation autour de la Kaaba, futur principal lieu saint de l'islam. Quant à la mosquée Al-Aqsa désignée comme le troisième lieu saint de l'islam, elle fut érigée sur le mont du Temple là où se situait le second temple de Jérusalem et qui est aujourd'hui encore perçu par les Juifs comme le lieu le plus saint du judaïsme.
En 1453, lors de la prise de Constantinople, les Ottomans transformèrent presque toutes les églises, monastères, et chapelles de la ville y compris la basilique Sainte-Sophie (Hagia Sophia), badigeonnant les mosaïques contraires à l'interdit de la représentation dans l'islam et lui adjoignirent quatre minarets, Sinan architecte turc fut influencé par l'architecture de Sainte-Sophie dans ses réalisations ultérieures. En 1528, le souverain moghol Babur fit construire une mosquée à Ayodhya en Inde. Les Hindous et des historiens considèrent qu'elle fut construite sur le lieu où se trouvait le temple du dieu hindou Rāma, démoli par le pouvoir islamique, en conséquence de quoi un groupe de 75 000 personnes menés par des hommes politiques indiens ont démoli cette mosquée lors d'émeutes en 1992. Inversement des mosquées ont également été converties, notamment en Espagne après la Reconquista comme en témoigne l'actuelle cathédrale de Séville située à l'emplacement d'une ancienne mosquée almohade dont le minaret a été conservé et transformé en clocher ou la Mezquita de Cordoue. On observe également ce phénomène en Europe du Sud-Est et Inde à la fin de leur occupation musulmane.

## Fonctions religieuses

### Prières

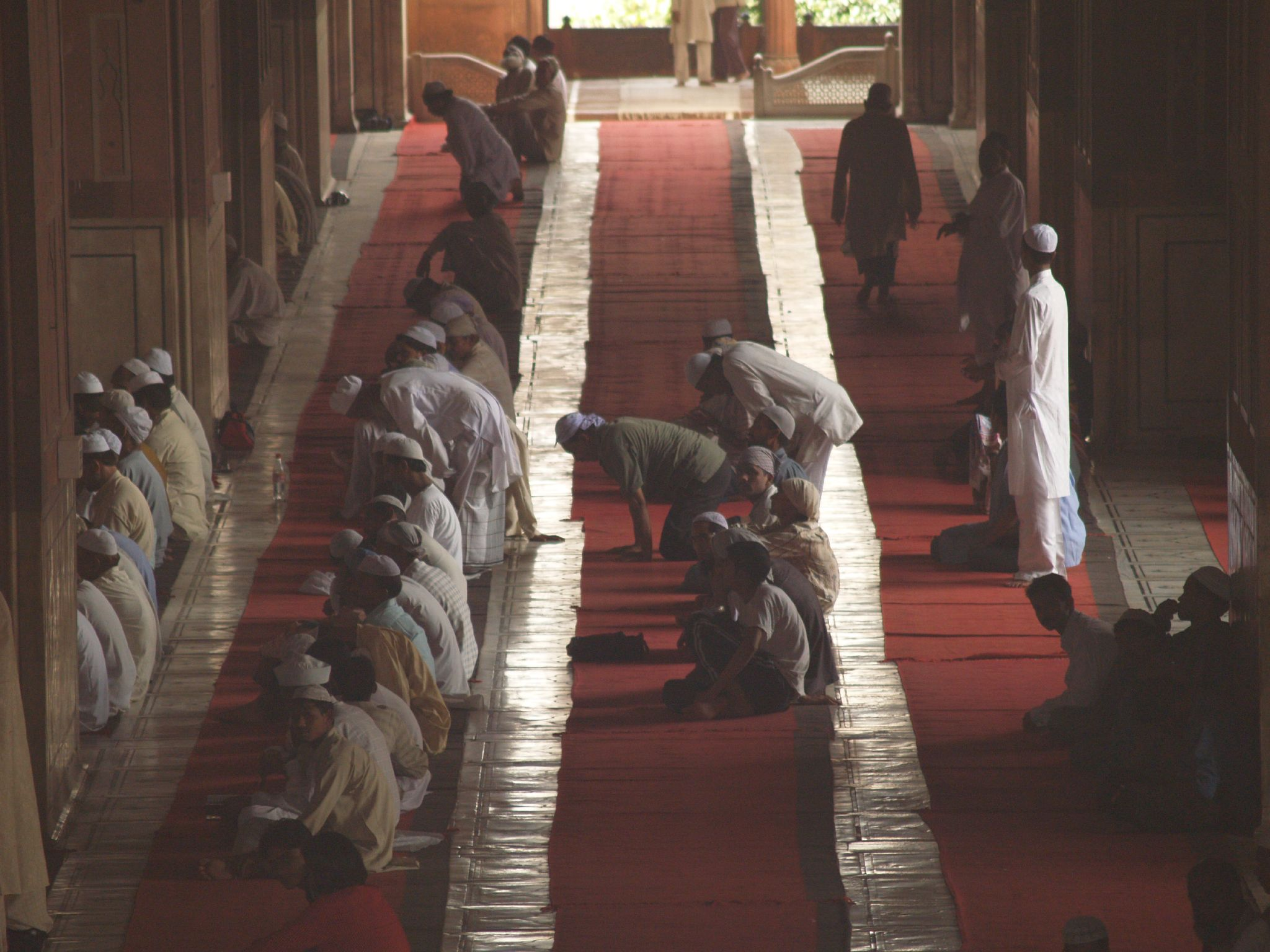
Salat à la mosquée Jama Masjid de Delhi en Inde.

La salat (arabe : صلاة) est l’un des cinq piliers de l’islam, et stipule que les musulmans doivent effectuer cinq prières quotidiennes obligatoires : avant le lever du soleil (arabe : فجر fajr), quand le soleil dépasse le point central du ciel (arabe : ظهر dhuhr), l’après-midi (arabe : عصر asr), après le coucher du soleil (arabe : مغرب maghrib), et en soirée (arabe : عشاء isha’a). Bien que les plus petites salles de prière n'offrent la possibilité d’en effectuer que quelques-unes, la plupart des mosquées accueillent les cinq.
Tandis que les prières quotidiennes peuvent être exécutées à n’importe quel endroit, l'islam demande que tous les hommes assistent à la prière du vendredi à la mosquée : ce jour-là, elle accueille la prière du jumah, ou « prière du vendredi », qui se tient au moment de la deuxième quotidienne, celle de midi (dhuhr).
Dans le calendrier musulman, il y a deux Aïds : Aïd el-Adha (arabe : عيد الأضحى ou Aïd el-Khabir arabe : عيد الكبير Grande Fête), Aïd el-Fitr (arabe : عيد الفطر ou Aïd es-Seghir arabe : عيد الصغير « Petite Fête »). Pendant le premier jour de ces deux événements, une prière spéciale est tenue le matin dans les mosquées : Salat el Aïd (« Prière de la Fête »). Les prières d’Aïd sont habituellement effectuées en grands groupes. De ce fait, seules les plus grandes mosquées accueillent normalement la prière d’Aïd. Parfois, celle-ci a lieu sur de vastes places en plein air, en raison de l'affluence.
Salat al-janazah (arabe : صلاة الجنازة) est également tenue lors de la mort d’un musulman.
Lors de l’éclipse du soleil, les mosquées accueillent une autre prière spéciale appelée salat al-koussouf (arabe : صلاة الكسوف).

### Événements du ramadan

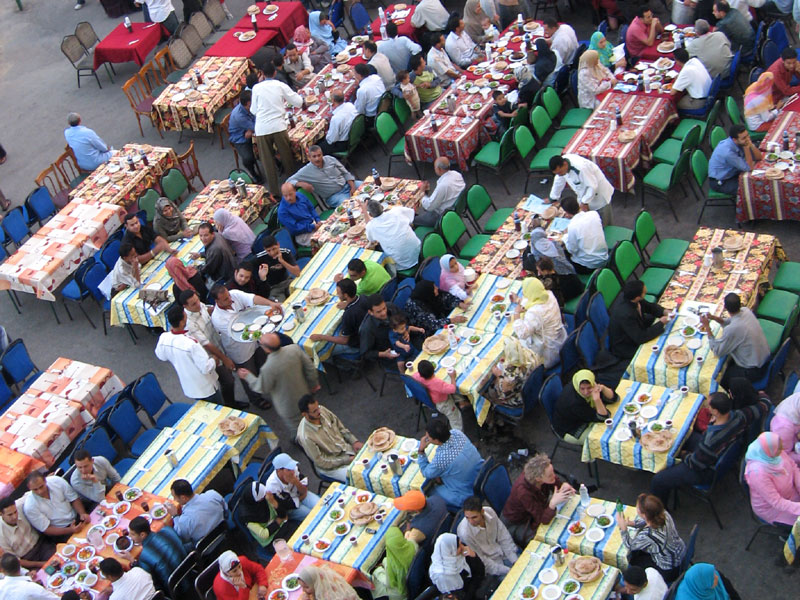
Iftar en Égypte.

Le ramadan (arabe : رمضان), le mois le plus saint de l’islam, est célébré par plusieurs événements. Comme les musulmans doivent jeûner (arabe : صوم) les journées du ramadan, les mosquées accueillent les repas du soir (iftar) après le coucher du soleil et la quatrième prière du jour, maghrib. La nourriture est fournie, au moins en partie, par des membres de la communauté. Quelques mosquées tiennent également des repas du sohour, le dernier repas avant la reprise du jeûne à l’aube. En Occident certains politiciens assistent parfois à des tables d’iftar, dans le cadre de leurs campagnes électorales ou pour essayer de se concilier la communauté musulmane.
Pendant le ramadan, les musulmans effectuent une prière spécifique, méritoire, le tarawih (arabe : تراويح). Elle a lieu après la cinquième et dernière prière, l’isha, sauf chez les chiites qui ne la pratiquent pas. Pendant le tarawih, l’imam récite de mémoire, en entier et au moins une fois l’intégralité du Coran, voire deux fois s’il veut faire comme Mahomet. Certains imams ne récitent pas tout le Coran, notamment dans les petites mosquées où la prière est relativement courte. Il est également possible de le lire s’il n’est pas mémorisé.
Des conférences sont également organisées pendant ce mois.
Enfin, pendant les dix derniers jours du ramadan, certaines mosquées accueillent l'i’tikaf, une pratique à laquelle participe au moins un musulman de la communauté pour réciter le coran, vénérer Dieu et étudier l’islam.

### Charité
Le troisième pilier de l’islam stipule que les musulmans doivent effectuer la zakat (arabe : زكاة charité). Elle correspond à 2,5 % (ou 1/40) de l’épargne du musulman, si cette épargne dépasse un certain montant, évalué actuellement en Europe à environ 870 euros, et réévaluée annuellement. Pour les musulmans, le Coran prescrit : « Entraidez-vous dans l’accomplissement des bonnes œuvres et de la piété et ne vous entraidez pas dans le péché et la transgression. Et craignez Allah, car Allah est, certes, dur en punition ! ».
Pendant le mois de Ramadan, la zakat se fait davantage par la confection et la distribution de repas individuels. Des tables de charité sont organisées dans les mosquées ou des tentes de charité.

## Fonctions sociales

### Centre de la communauté musulmane

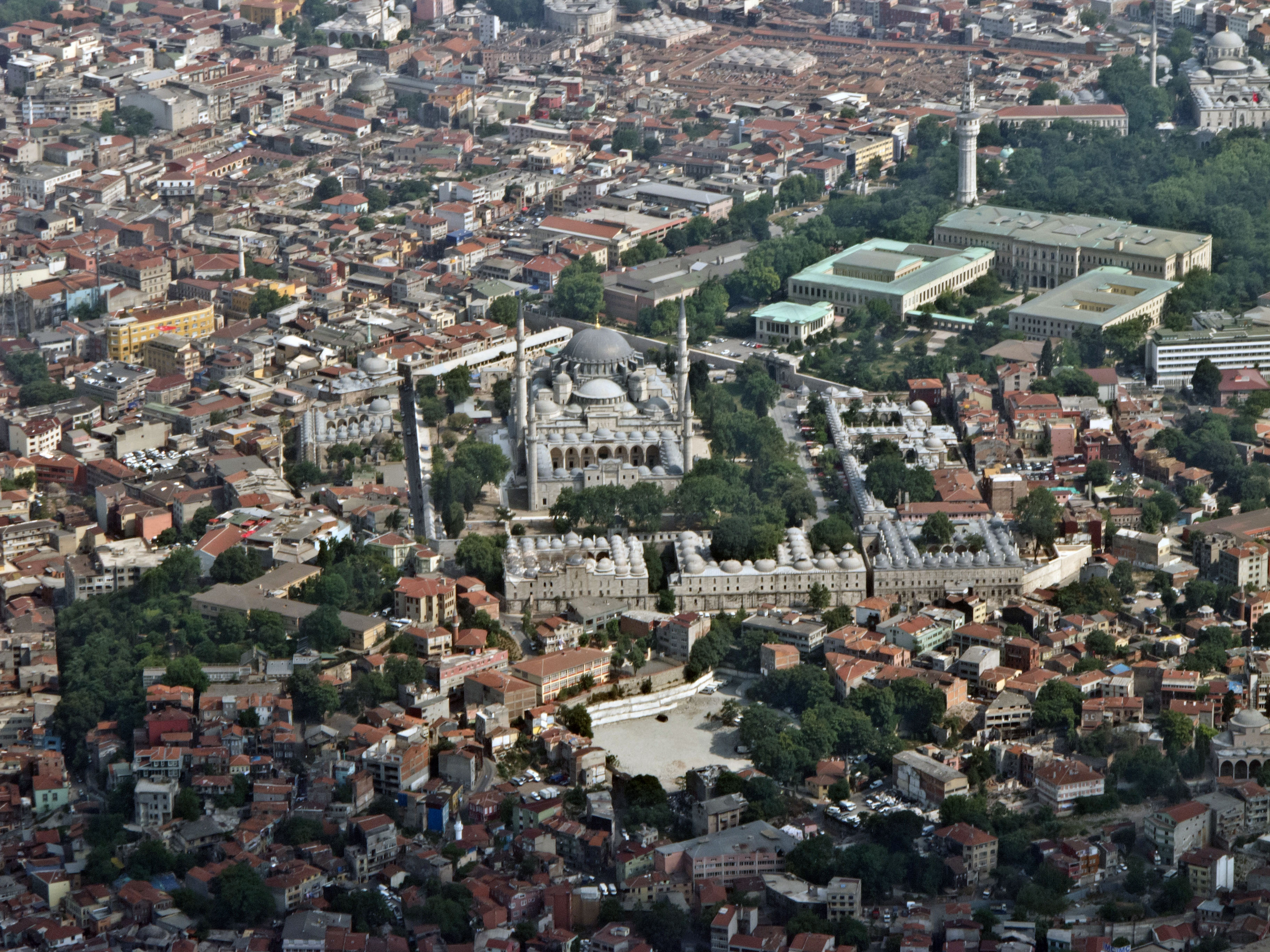
Mosquée Süleymaniye entourée par l'université d’Istanbul en Turquie.

À son arrivée à Médine, Mahomet fit bâtir un lieu de rencontre pour la Communauté, une sorte de « quartier général » où seraient traités tous les points touchant la Communauté, un centre de vie et de rassemblement. Beaucoup de gouverneurs musulmans après la mort du prophète de l’islam, ont donc établi leurs domaines autour d’une mosquée. De la même manière que La Mecque est construite autour de Masjid al-Haram et Médine autour de Masjid al-Nabawi, Karbala, en Irak actuel, a été construite autour du tombeau de Husayn, petit-fils de Mahomet. En général, les centres-villes des régions musulmanes sont marqués par la présence de mosquées.
La place de la mosquée en Iran est notable à plusieurs titres. La mosquée, en plus d'un sanctuaire religieux, est aussi un lieu public où n'importe qui peut pénétrer. De plus, elle offre un véritable service public en mettant à disposition de l'eau courante et des toilettes. La mosquée participe à la vie sociale d'un quartier. Elle fournit un lieu de prière et de repos à certaines catégories d'habitants ou de travailleurs du quartier, et est également un maillon essentiel entre les « sources d'imitation » (marja-e taqlid) et les populations religieuses.

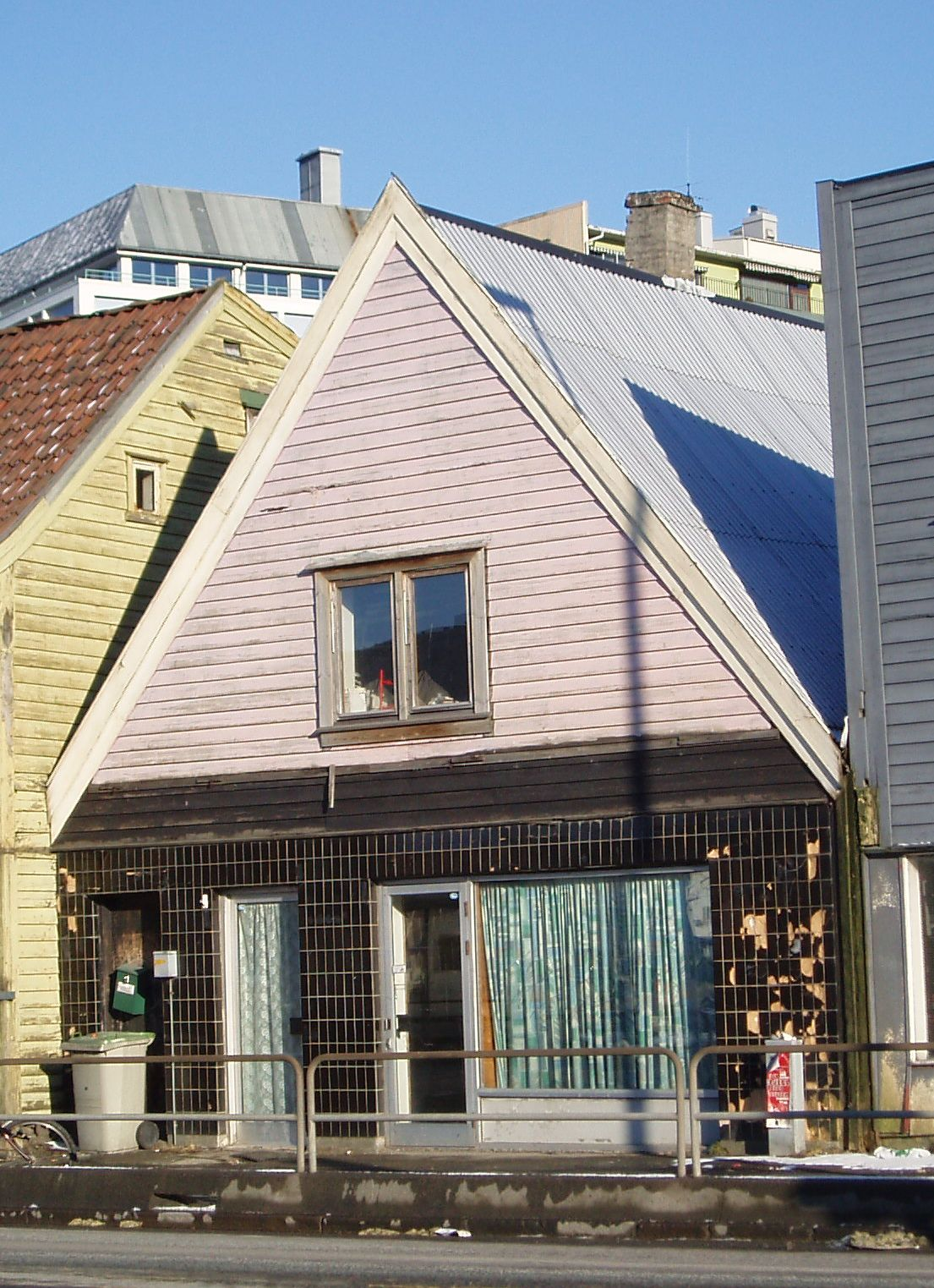
Mosquée de Bergen en Norvège.

Les mosquées construites récemment, particulièrement dans les pays non musulmans, tendent par contre à s’éloigner du centre-ville. Aux États-Unis, la croissance du nombre de mosquées et des membres des congrégations dans les banlieues est beaucoup plus importante que dans les zones très peuplées et proches du centre ville. Néanmoins, même une mosquée dans une zone qui n’est pas très peuplée pousse souvent des musulmans à rapprocher leurs habitations et leurs entreprises de la mosquée. Ainsi, les lieux de culte forment les points focaux des communautés musulmanes, même si elles ne forment pas le centre de la communauté tout entière.
Dans certaines villes de Turquie la pratique d’activités sportives a été rendue possible, comme activité de loisir en complément des enseignements religieux destinés aux jeunes. Après une convention entre le Diyanet (ministère des cultes relevant du Premier ministre) et la direction locale de la jeunesse et des sports, il était possible, dans une mosquée du district de Milas de 2012 à juillet 2013, de jouer au badminton, une mosquée de la province d'Antalya a hébergé des cours de tennis et une mosquée de Seyhan a mis en place des sessions de karaté pour des enfants, dans les salles de prières,.

### Éducation

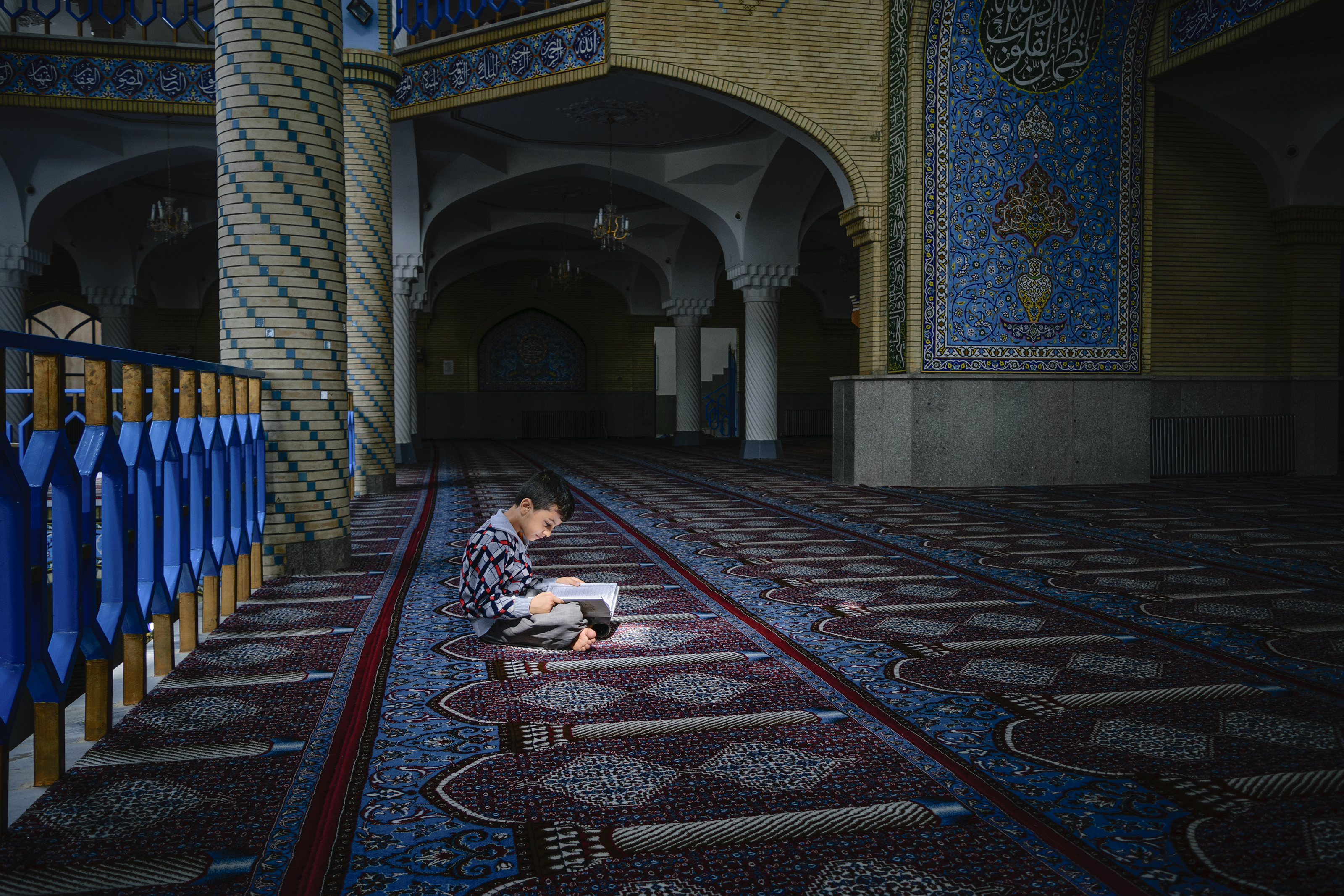
Un enfant lit dans la mosquée Dar ul-Ihsan à Sanandaj, Iran.

L’éducation est une mission considérée comme noble, et l’islam insiste sur l’éducation et sur le savoir, que celui-ci soit religieux, scientifique ou littéraire. Les premiers versets révélés au prophète Mahomet disent : « Lis ! Au nom de ton Seigneur qui a créé, qui a créé l’homme d’une adhérence. Lis ! Ton Seigneur est le Plus Noble, qui a enseigné par la plume (le calame), a enseigné à l’homme ce qu’il ne savait pas. » (Sourate 96). Le prophète indique : « Le meilleur d’entre vous est celui qui a appris le Coran et l’aura fait apprendre ». Dans un hadith, Mahomet affirme : « Mettez-vous à la recherche du savoir, jusqu'en Chine s'il le faut ». La mosquée se veut donc l’école de toutes les sciences, où vont se former les savants. Plus qu’un lieu de culte, la mosquée a donc été dans les temps de rayonnement de la civilisation musulmane un haut lieu d’éducation pour les fidèles de tous âges et de divers horizons. Abou Saïd Al-Khoudry rapporte que les femmes dirent à Mahomet : « Les hommes sont les seuls à profiter de tes exhortations. Consacre-nous donc un jour pour écouter tes enseignements. ». Il leur désigna ainsi un jour où il les rencontrerait et leur offrait ses exhortations et ses recommandations.
L’apprentissage du Coran, de l'arabe et des pratiques religieuses est effectué dans les pays où la langue n’est pas largement parlée. Des cours y sont donnés sur l’islam et son histoire aux nouveaux musulmans, particulièrement en Europe et aux États-Unis.
Les madrasas sont parfois intégrées à des mosquées comme le cas autrefois d'Al-Azhar en Égypte et la Zitouna en Tunisie. Mais la tendance actuelle est de se diriger vers la séparation entre la mosquée et son ancienne vocation universitaire. En effet, si la simple éducation islamique peut être effectuée dans tout centre où existe un mu’allim (qui peut être l’imam) capable d’assumer ce rôle de première formation, les étapes suivantes nécessitent des structures plus développées d’enseignement, des maîtres plus qualifiés et surtout des moyens qui, dans le cas des enseignements supérieurs, sont de la seule portée des États.

### Événements et collecte de fonds

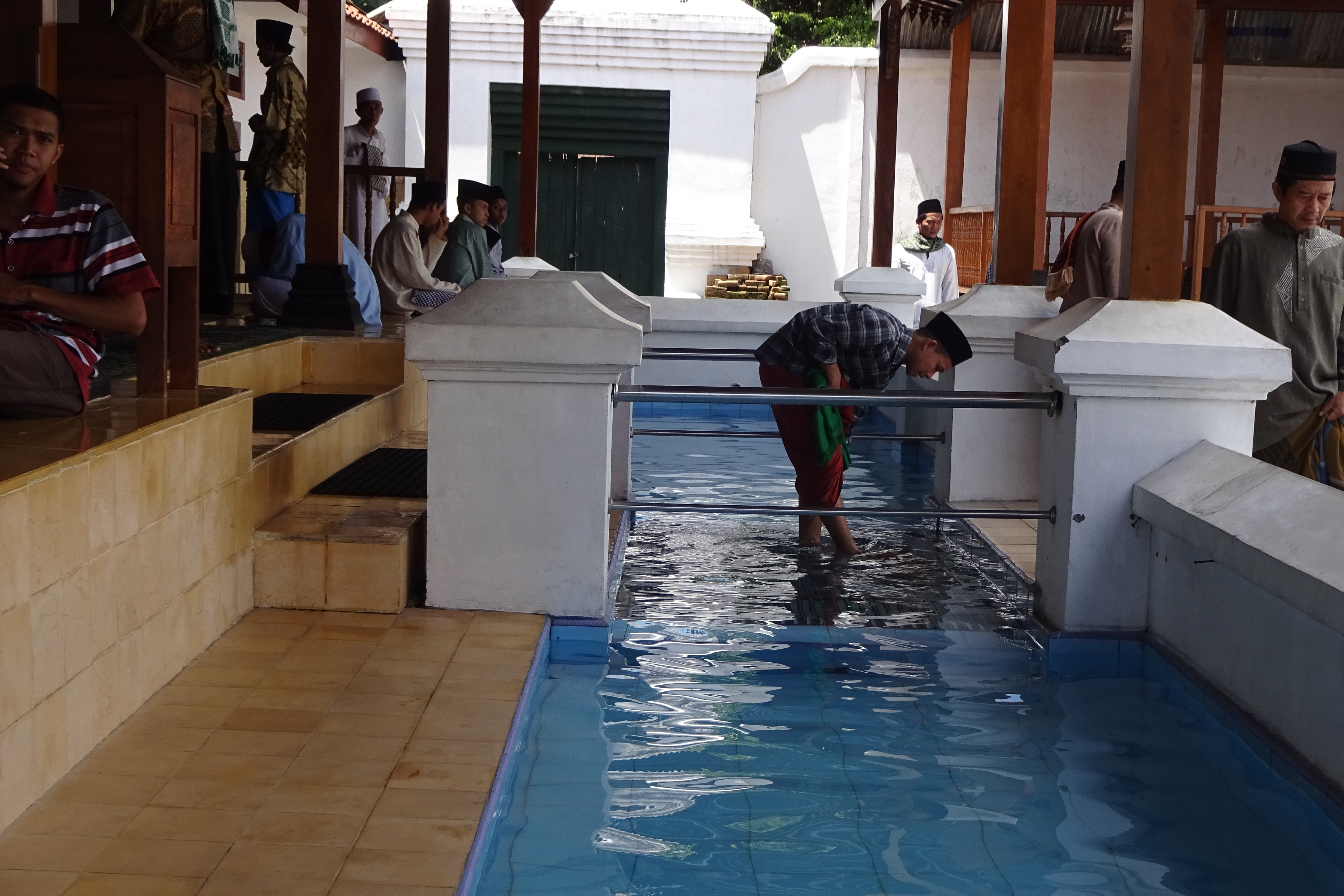
Ablutions à Yogyakarta en Indonésie.

Les mosquées dans certaines régions du monde accueillent des événements et des dîners pour collecter de l’argent, pour financer des activités culturelles ou de charité, ou simplement pour réunir la communauté. Une illustration intéressante de cette participation de la communauté est celle de la grande mosquée de Djenné au Mali où, pendant un festival annuel, la communauté participe à la réapplication du plâtre à l’extérieur du bâtiment de brique de boue.
Aux États-Unis, les jeunes sont aussi attirés par les mosquées qui ont des équipements de sports tels que les terrains de basket-ball, de football ou de football américain.
Les mosquées accueillent également des mariages. D'après la Sunna, le prophète avait instauré la proclamation du mariage au sein de la mosquée, lieu où doivent se nouer les liens sacrés dans une ambiance islamique, et où les musulmans en témoigneront dans la foi. D’après Aïcha, femme de Mahomet, ce dernier a dit : « Annoncez le mariage dans les mosquées et faites battre les tambours ».
La vente et toute activité commerciale sont interdites dans la mosquée. Selon la parole de Mahomet : « Si vous voyez quelqu’un qui achète ou vend dans la mosquée, dites-lui : « Qu’Allah rende ton commerce perdant », car cela risque de transformer la mosquée en un lieu de commerce. Cet épisode n'est pas sans rappeler celui de Jésus chassant les marchands du temple.
En Iran, les fidèles sont redevables de deux taxes sur la richesse : non seulement la zakat, mais aussi le khoms correspondant à un cinquième des revenus. La moitié du khoms, appelée « part de l'Imam » (sahm-e emâm), est généralement collectée par le réseau des mosquées et centralisée par les « sources d'imitation » (marja-e taqlid). Le khoms est destiné à l'entretien matériel des membres du clergé. On assiste aujourd'hui à la constitution d'un espace public confessionnel en Iran, constitution qui se confond avec les processus de privatisation et de marchandisation de la société. Ce processus touche l'ensemble des pratiques religieuses des croyants. On assiste donc à la tarification des services offerts par la mosquée. Les cérémonies ayant lieu à la mosquée, comme les funérailles, les commémorations et les rituels de retour du hadj, par exemple, donnent lieu à des prestations de service tarifées et très détaillées.

## Rôles politiques contemporains

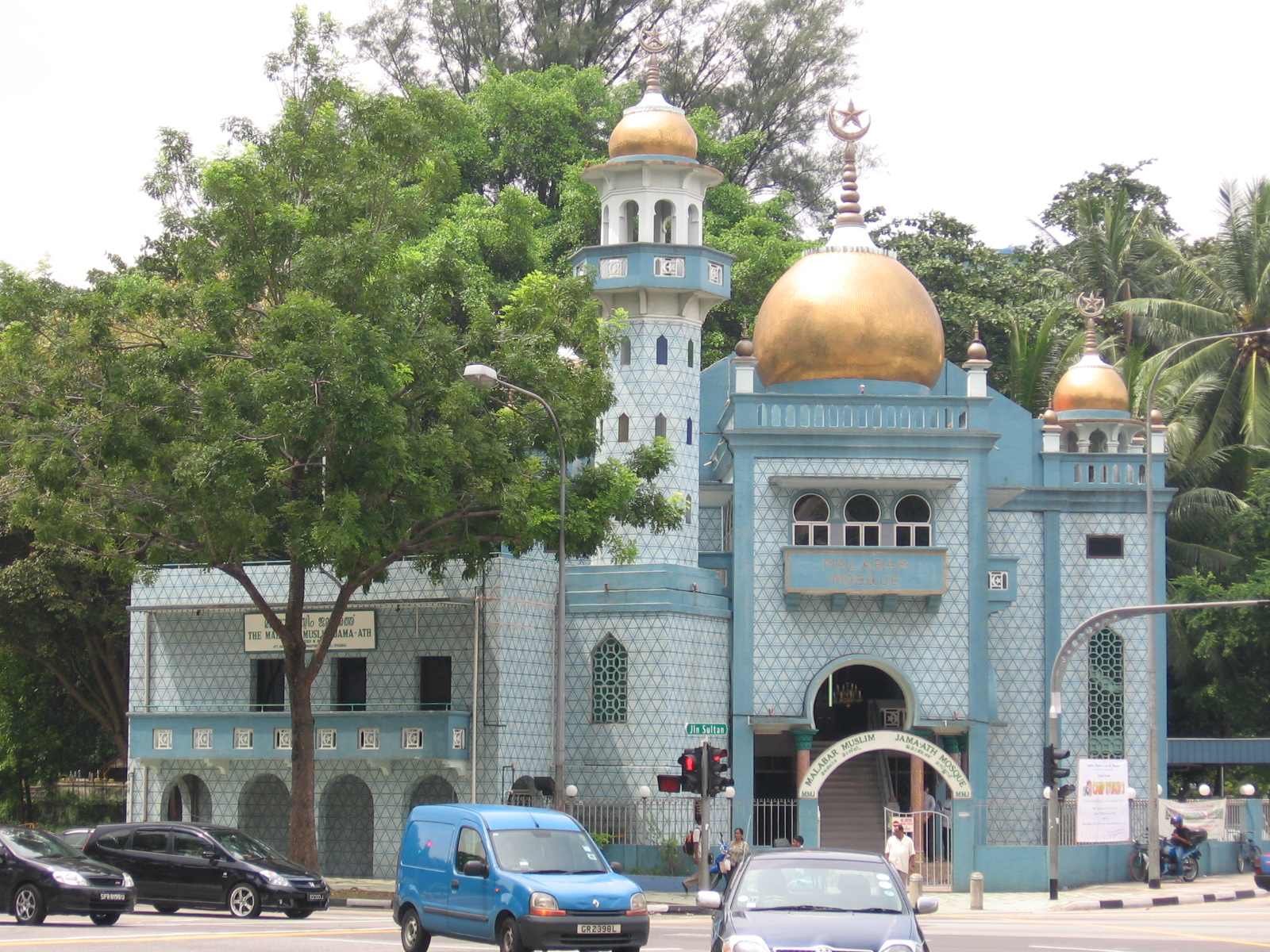
La mosquée de Malabar à Singapour.

La fin du XXe siècle a été marquée par une augmentation du nombre de mosquées prenant et véhiculant des positions politiques. Certaines sont peu polémiques. Ainsi, aujourd’hui, la participation civique (en particulier le vote) est généralement encouragée par les mosquées du monde occidental.
D'autres actions politiques sont plus contestées. Le fondamentalisme islamique, et les mouvements terroristes, ou tout du moins violents, s'y rattachant, se diffusent ainsi dans un nombre restreint de mosquées à travers le globe. À l'inverse, dans d'autres mosquées sont régulièrement faits des prêches en faveur de la coexistence paisible avec les autres tendances musulmanes et avec les non-musulmans, surtout en période de tensions.

### Influence politique
Au cours de la révolution iranienne, la mosquée en Iran a servi de base pour les réunions et l'organisation des manifestations. Les « Comités pour l'accueil de l'imam Khomeiny », puis les « Conseils islamiques de quartier » après la révolution ont aussi siégé dans les mosquées. Ces comités, qui s'occupaient de problèmes quotidiens des habitants du quartier, ou de questions politiques pendant la révolution, ont utilisé les lieux de culte musulmans pour des activités séculières.
C'est pendant la guerre Iran-Irak que l'État iranien, au cours de la mobilisation révolutionnaire et nationale de cette période, mélange discours révolutionnaire et légitimité religieuse afin d'occuper l'espace public. La prière du vendredi, par exemple, possède deux parties : le premier sermon est religieux, et le deuxième est explicitement politique ou social. Il est même devenu courant que ces prêches soient précédés de l'intervention d'un ministre ou d'un technocrate qui explique son action. C'est également au cours de la période de guerre contre l'Irak que les mosquées ont commencé à avoir un rôle dans le recrutement et le soutien aux volontaires candidats au martyr. La levée des Bassidji s'est en effet effectuée par groupes de voisins ou d'amis, ou d'actions collectives organisées par les mosquées.
En Turquie, État officiellement laïque existe une fondation (waqf) religieuse étatique (Türk Diyanet Vakfi) qui s'occupe de la formation et de la rétribution des imams et dicte leurs prêches. Selon Le Soir cet organisme gère 77 000 mosquées et 80 000 fonctionnaires en Turquie, mais aussi à l'étranger, par exemple en Belgique où elle gère 62 lieux de culte.
En Indonésie, le manque de liberté politique des années Suharto a contribué au renouveau islamique. En 1990, un intellectuel musulman déclarait que « la mosquée demeure un sanctuaire pour l'expression des frustrations et du mécontentement ».

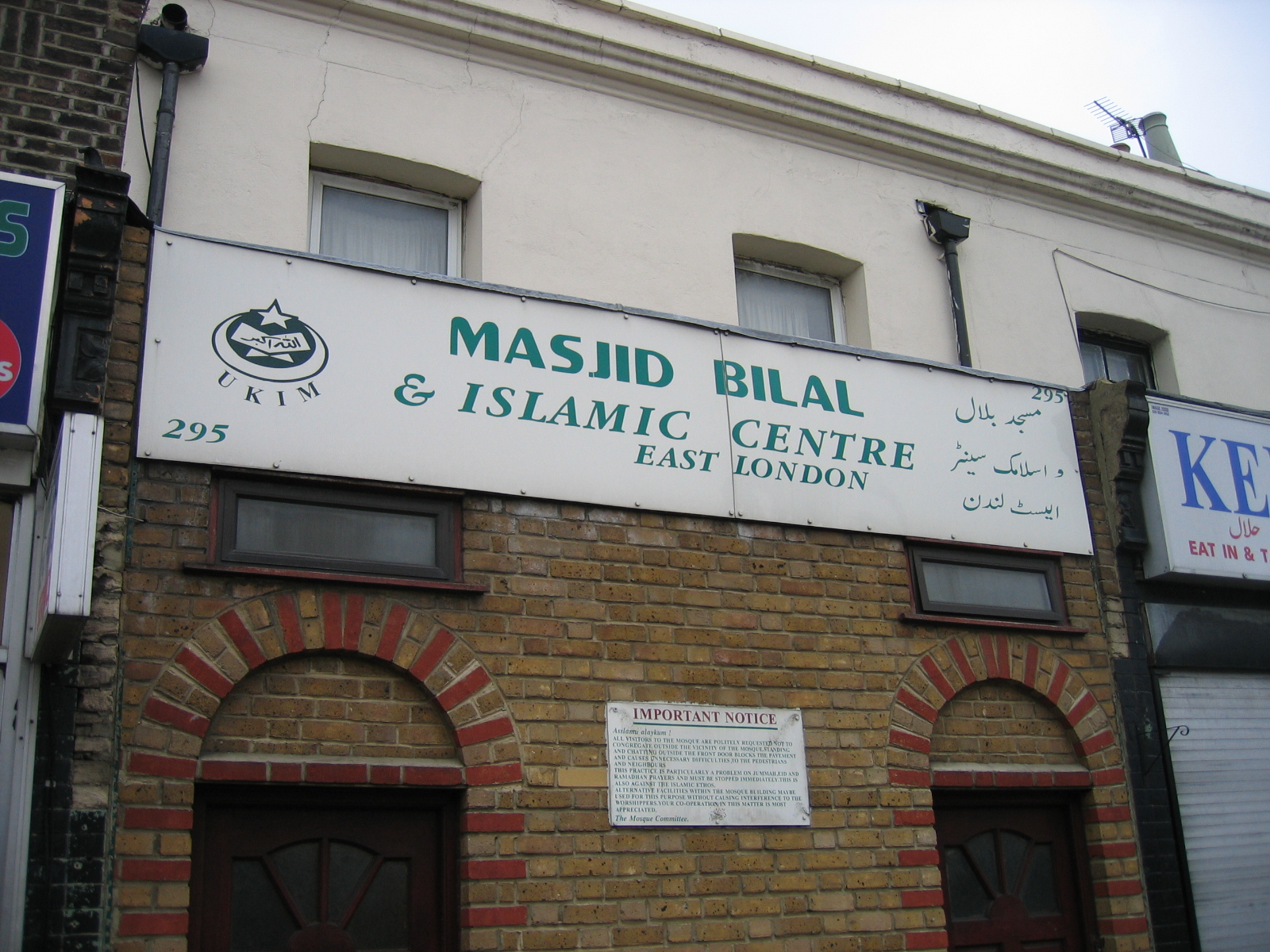
Mosquée Bilal à East Ham (Grand Londres).

Dans les pays où les musulmans ne sont pas majoritaires, les mosquées sont utilisées pour favoriser la participation civique. Les mosquées américaines accueillent ainsi l’enregistrement d’électeurs. Les mosquées permettent aux musulmans de rester au courant des questions concernant la communauté musulmane. En Belgique, les élections du corps exécutif Conseil provisoire de sages (installé par un arrêté royal), qui ont eu lieu le 13 décembre 1998, se sont déroulées dans 124 bureaux de vote dont 104 avaient été installés dans des mosquées et 20 dans des lieux publics. Les fidèles de certaines mosquées participent à des protestations, signent des pétitions et s’impliquent dans la politique. Pendant la crise des caricatures en février 2006, les chefs des mosquées ont déterminé la réaction des fidèles. Tandis que quelques responsables, en Asie du Sud et au Moyen-Orient réclamaient des réactions plus violentes aux dessins, d’autres ont demandé aux fidèles de retenir leur colère et d'agir pacifiquement ; dans les deux situations, les fidèles ont réagi en conséquence du discours adopté.

### Fondamentalisme
À la fin du XXe siècle, un nombre restreint de mosquées sont également devenues les plateformes d'imams extrémistes préconisant la violence politique et les idées islamistes extrémistes. La mosquée de Finsbury Park à Londres est un exemple de mosquée qui a été employée dans ce but. Cette dernière a été liée à plusieurs personnes condamnées ou suspectées dans le cadre de la lutte anti-terroriste, comme Zacarias Moussaoui et Richard Reid. En Espagne, il existe un certain nombre de mosquées clandestines installées dans des garages ou dans des appartements, considérées par les autorités espagnoles comme des espaces propices au prosélytisme radical. De nombreux islamistes ont été arrêtés et la surveillance des mosquées est de plus en plus accentuée, car les autorités craignent à la fois la radicalisation des jeunes immigrants de la deuxième génération, et la présence de groupes radicaux islamistes chargés de recruter de futurs combattants. Cette surveillance est particulièrement active depuis les attentats du 11 mars à Madrid. Certains pays comme le Qatar et les Émirats arabes unis procèdent à l’expulsion des imams étrangers qui tiennent des discours extrémistes.

### Attaques contre les mosquées
Le mardi 20 novembre 1979, la grande mosquée de la Mecque a été prise d'assaut par un groupe d'extrémistes religieux pendant plusieurs semaines. Dans la matinée, cependant, le roi Khaled avait réuni les grands oulémas du royaume pour obtenir d'eux une fatwa autorisant l'assaut, mais les soldats ne progressaient cependant que très lentement. Le 23 novembre, le Royaume saoudien ayant demandé l'aide de la France envoie trois gendarmes français du GIGN à La Mecque. Dans la nuit du 4 au 5 décembre, environ 170 personnes se rendirent.

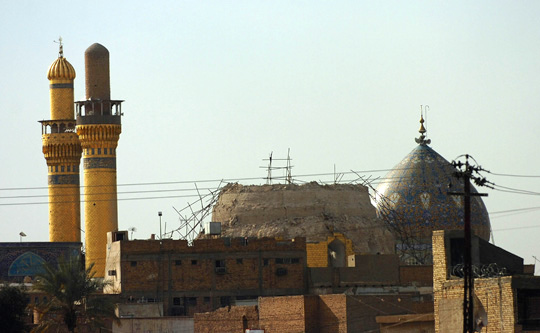
Mosquée Al-Askari de Samarra après l'attentat de 2006.

En Irak, dans le cadre de l’affrontement entre chiites et sunnites, des mosquées chiites et sunnites sont régulièrement attaquées par des groupes armés. Un bombardement mené par Al-Qaïda en février 2006 a sérieusement endommagé la mosquée Al-Askari à Samarra. Cette mosquée étant sainte pour les chiites, l'attentat a aggravé les tensions qui existent entre les musulmans sunnites et chiites. Dans la religion musulmane, il est formellement interdit de s’attaquer à n’importe quelle maison de prière ou temple. Toujours en Irak, des mosquées ont essuyé le feu de l’armée américaine qui affirme que des combattants se cachent dans ces mosquées.
En 2007, la tension entre les autorités pakistanaises et certains militants talibans éclate brutalement lors de l'assaut de la Mosquée rouge. Des islamistes extrémistes armés occupent la mosquée et l'armée mène une attaque pour en reprendre le contrôle. L'événement cause la mort de plus de cent personnes et relance l'insurrection islamiste au Pakistan.
En Occident, ces attaques sont des faits isolés et sont plutôt reliées à un contexte politique. Aux États-Unis par exemple, le nombre d’attaques visant les mosquées a augmenté depuis le 11 septembre. Aux Pays-Bas, le nombre d’attaques s'est également accru après l’assassinat de Theo van Gogh, qui avait tourné un film hostile à l’islam basé sur l’expérience personnelle de Ayaan Hirsi Ali. Les mosquées du Royaume-Uni, ont connu des attaques similaires après les attentats du 7 juillet 2005. Certaines mosquées ont été incendiées ou parfois vandalisées. On retrouve souvent des inscriptions néo-nazies sur les édifices. D'autres mosquées sont également parfois visées dans le reste de la France comme la mosquée de Paris qui a subi plusieurs actes de vandalisme. Certaines attaques entraînent des affrontements interreligieux comme lors de la destruction de la mosquée Barbari en Inde en décembre 1992 qui a entraîné des violences entre musulmans et hindous en 1992 et 2002.

### Financement

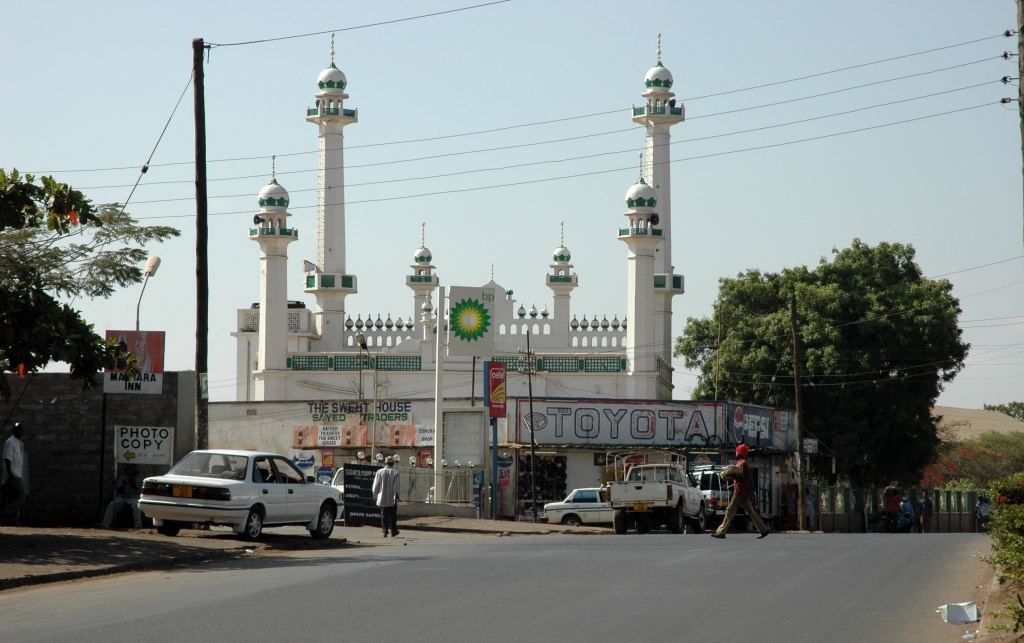
Mosquée à Moshi en Tanzanie.

Dans les pays musulmans, les mosquées sont gérées par le ministère des Affaires islamiques. Celui-ci finance la construction, la formation des imams (en coopération avec le ministère de culture) et leurs affectations aux mosquées. Parfois, certains pays appellent des imams venant d’autres pays s’il n’y a pas assez d’imams locaux pour les différentes mosquées. Il existe des mosquées construites par des particuliers, mais c’est l’État qui prend en main leur direction.
En Indonésie (premier pays musulman du monde par son nombre de pratiquants), à travers le ministère des religions, l'État prend en charge la construction de mosquées, le pèlerinage à la Mecque et l'enseignement religieux.
En France, avec la loi de 1905 dite de séparation des Églises et de l’État, qui dispose dans son article 2 : « La République ne reconnaît, ne salarie ni ne subventionne aucun culte », les mosquées sont financées par des fonds étrangers et par les dons des fidèles et les collectes, surtout pendant le mois de Ramadan. En France, les imams sont souvent bénévoles, mais certains, par exemple ceux qui dépendent de la mosquée de Paris, sont rémunérés par l’État algérien. Néanmoins, l’État impose une limite de 15 % à la part de financement en provenance de pays étrangers (notamment le Maroc et l’Arabie saoudite). Depuis le 11 septembre, il y a une certaine méfiance à l'égard des financements saoudiens. À Nice, une demande de mosquée, déposée en 2006 et financée par l’Arabie saoudite, a été refusée. Les autorités françaises veulent limiter la construction des mosquées à financement étranger.
En Belgique, la région de Bruxelles est chargée du financement des travaux liés aux mosquées (construction et entretien) de la région, de la prise en charge du déficit des mosquées, et doit se charger du logement de l’imam qui a le rang le plus haut.
Après la chute de Saddam Hussein, l'Iran a financé la construction et la rénovation de plusieurs mosquées et sanctuaires chiites notamment à Karbala et Najaf. À travers le Hezbollah dont le leader Hassan Nasrallah a étudié à Qom, l'Iran finance la construction de mosquées chiites et d'écoles.

### Influence saoudienne

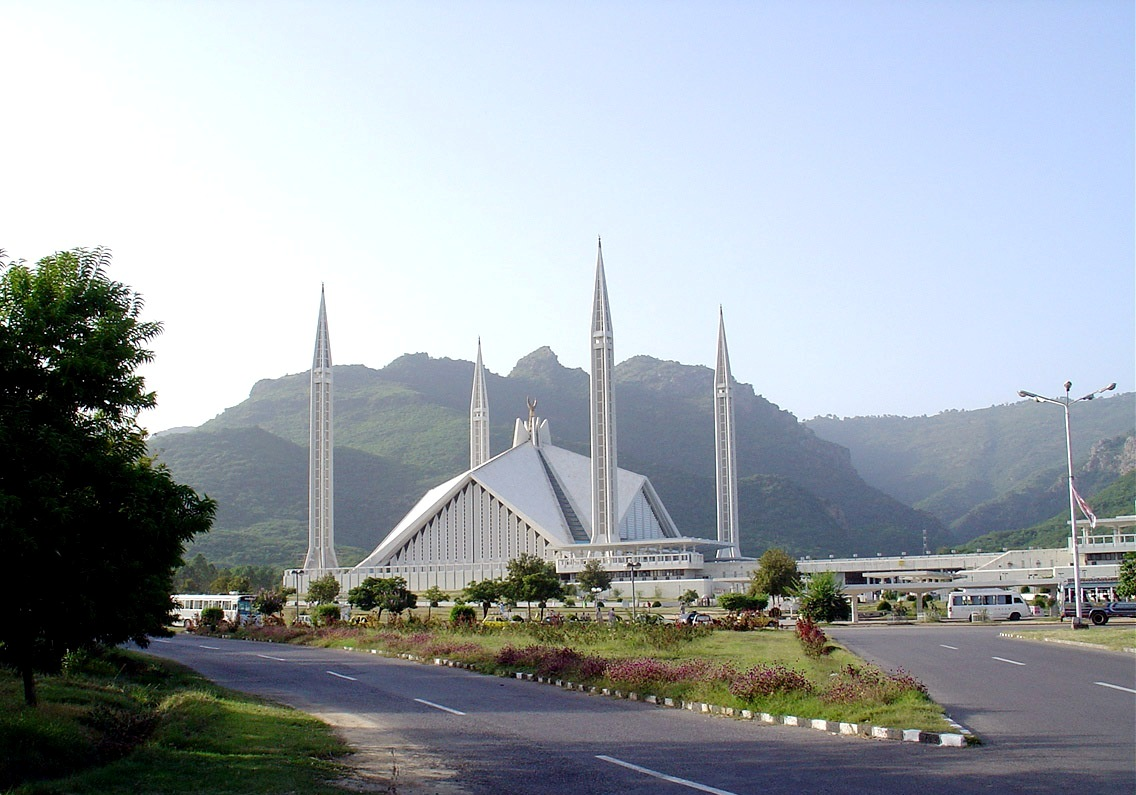
Mosquée du roi Faisal à Islamabad (Pakistan).

L’implication saoudienne dans la construction des mosquées remonte aux années 1960, lors de la fondation de la Ligue islamique mondiale par la famille royale. Ce n’est qu’au début des années 1980, c’est-à-dire après la révolution islamique en Iran que l’Arabie saoudite a commencé à devenir influente dans le financement et la construction des mosquées hors du pays.
Le royaume aurait dépensé plus de 45 milliards de dollars pour financer la construction de mosquées et de centres islamiques. Le journal saoudien Ain al-Yaqeen estime que les Saoudiens ont financé la construction de plus de 1 500 mosquées et plus de 2 000 centres islamiques, principalement dans les pays où les musulmans sont une minorité. La construction du centre islamique de Rome a été financée principalement par le roi Fahd, lequel a payé 50 millions de dollars, soit 70 % du coût total de la construction.
Des citoyens saoudiens contribuent également d’une manière significative, particulièrement dans les pays où des musulmans sont pauvres ou opprimés. Après la chute de l’Union soviétique, des mosquées d'Afghanistan ont reçu des aides importantes de la part de citoyens saoudiens. À la suite de la guerre du Kosovo pendant laquelle beaucoup d'édifices religieux ont été détruits ou endommagés, les Saoudiens ont financé la restauration de mosquées en opposition avec leur style originel ottoman riche en fresques aux thèmes figuratifs.
Après les attentats du 11 septembre 2001, certains pays ont prêté plus d’attention aux centres et aux mosquées financés par les Saoudiens. En effet, l’Arabie saoudite adhère au courant wahabbite, qui est une forme rigoureuse de l’islam sunnite. Cette nouvelle méfiance a parfois freiné ces financements.
Au-delà des sommes engagées dans la construction, l'Arabie saoudite forme également des prédicateurs salafistes à travers le monde, dont plus de 30 aux États-Unis.

## Architecture
Très diverses dans leur taille et leur style architectural, les mosquées peuvent être de simples masjid servant au culte quotidien, mais aussi des jami' (grandes mosquées), où les fidèles se rassemblent pour la prière du vendredi. Les éléments caractéristiques de la mosquée sont apparus dès l’aube de l’islam. Au fur et à mesure de l’expansion de l’islam, les mosquées ont intégré de plus en plus d’éléments issus de l’architecture des territoires conquis. Chaque région connaît donc une architecture de mosquée qui lui est propre.

### Types de plan

#### Plan arabe

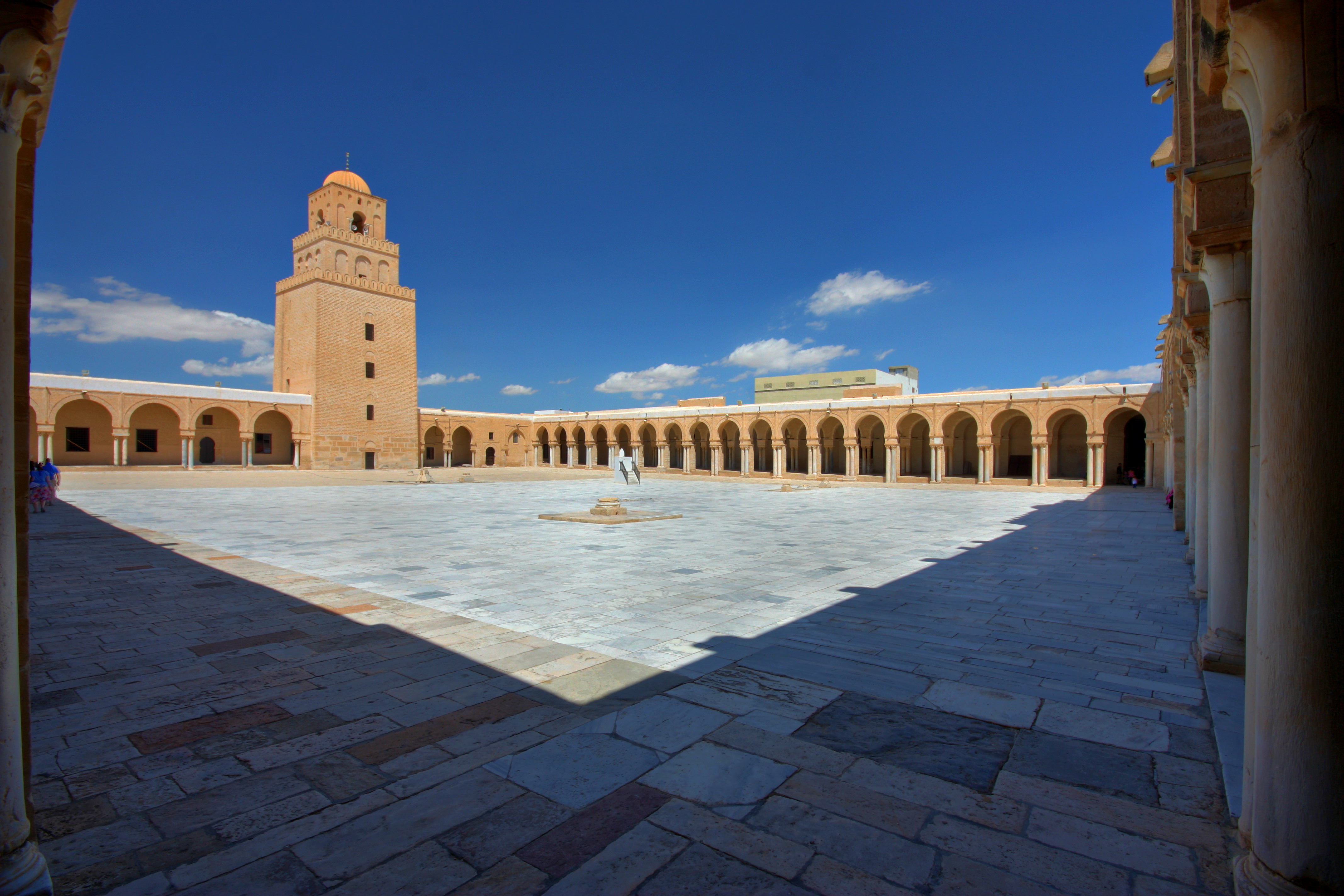
La grande mosquée de Kairouan est la plus ancienne mosquée du Maghreb. De plan arabe, elle présente une vaste cour quadrangulaire entourée de portiques à arcades.

C’est le premier plan conçu. Il se base sur un modèle plus ou moins mythique : la maison du prophète à Médine, qui serait actuellement située sous la grande mosquée de Médine. Le plan arabe, ou plan hypostyle, est un plan à forme carrée ou rectangulaire qui se compose d’une cour à portique et d’une salle de prière à colonnes, les nefs étant dirigées parallèlement ou perpendiculairement (pour le Maghreb et certaines exceptions) à la qibla. On le trouve dans tout le monde islamique, depuis la Syrie (grande mosquée des Omeyyades de Damas, par exemple) jusqu’au Maghreb (exemple la grande mosquée de Kairouan en Tunisie), à l’Espagne et à l’Irak. Les mosquées de plan arabe ont été construites notamment sous le règne des Abbassides et Omeyyades.

#### Plan iranien
Comme son nom l’indique, ce plan se retrouve quasiment exclusivement dans le Grand Iran, c’est-à-dire dans une région comprenant l’Iran, une partie de l’Afghanistan et du Pakistan et une partie de l’Irak. C'était également le plan utilisé en Inde avant la dynastie moghole. Il apparaît au Xe siècle avec la dynastie seldjoukide et se caractérise par l’emploi d’iwans, d’un pishtak et d'une salle de prière sous coupole. Généralement, les cours des mosquées en comportent quatre disposés en croix. Un pishtak est un portail formant une avancée, souvent surmonté de deux minarets et délimité par un grand arc. La mosquée du Shah à Ispahan est l’un des plus beaux exemples de plan iranien connus.

#### Plan moghol
Ce plan se trouve essentiellement dans l'aire indienne à partir du XVIe siècle, et il est influencé par le plan iranien. Il se caractérise par une immense cour à quatre iwans, dont un ouvre sur une salle de prière étroite et rectangulaire, couronnée par trois ou cinq coupoles bulbeuses. Par exemple, dans l'Inde actuelle, les grandes mosquées de Delhi, de Fathepur-Sikri et de Bîdâr utilisent ce type de plan,ou encore celle de Lahore, aujourd'hui au Pakistan.

#### Plan ottoman

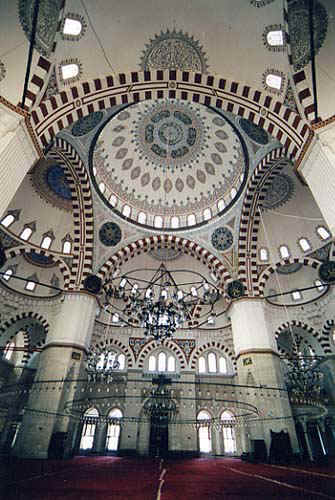
Espace intérieur de la mosquée Şehzade Mehmet à Istanbul.

Ce plan se développe dans l'Empire ottoman, et on le trouve donc dans la Turquie (actuelle), mais aussi dans les anciens territoires de l'empire. Ce plan a été mis au point par Sinan XVIe siècle, le plus grand architecte ottoman, à qui on attribue plus de 300 édifices, dont la mosquée Süleymaniye à Istanbul. Cependant, on en trouve des prémices depuis le XIIIe siècle dans le premier art ottoman. Ce modèle s'inspire très largement de la basilique Sainte-Sophie, dont il présente des variations. On a essentiellement une vaste salle de prière coiffée d'une grande coupole cantonnée de demi-coupoles et de coupoles de plus petite taille, destinées à contrebuter la coupole centrale. Le bâtiment principal est en général précédé d'une cour entourée d'un portique.
On trouve également en plus de la coupole centrale des coupoles souvent plus petites dans tout le reste de la mosquée, même où la prière n’est pas effectuée. Souvent, les mosquées de type ottoman font partie de grands complexes.

#### Autres mosquées

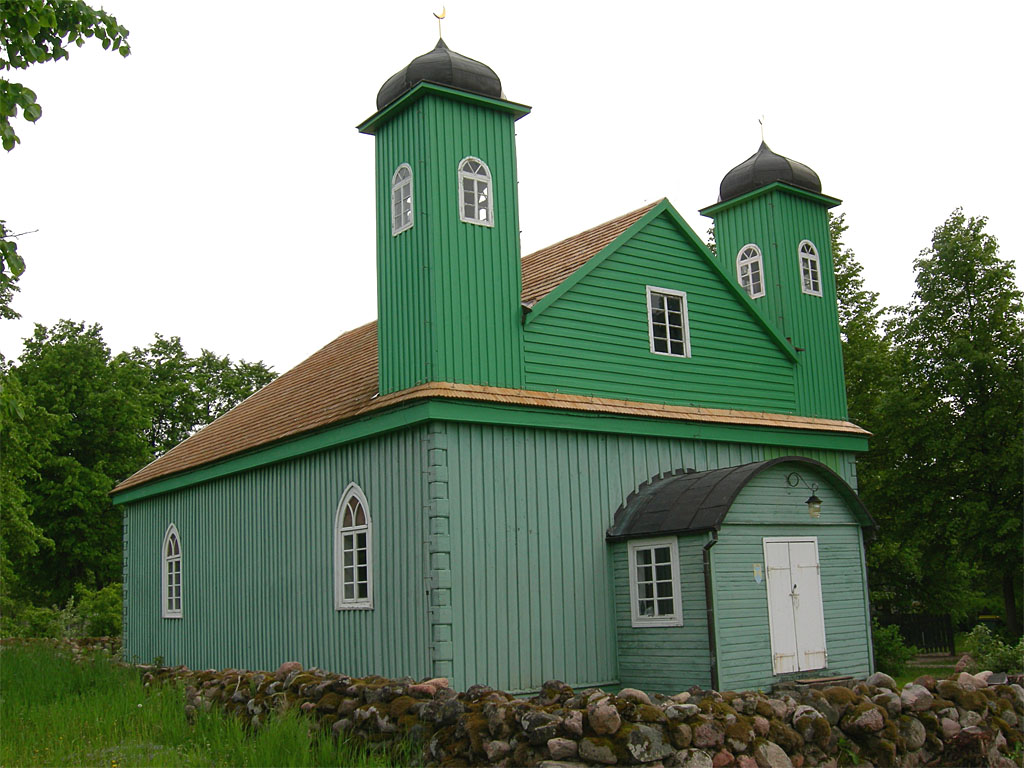
Mosquée tatare à Kruszyniany en Pologne.

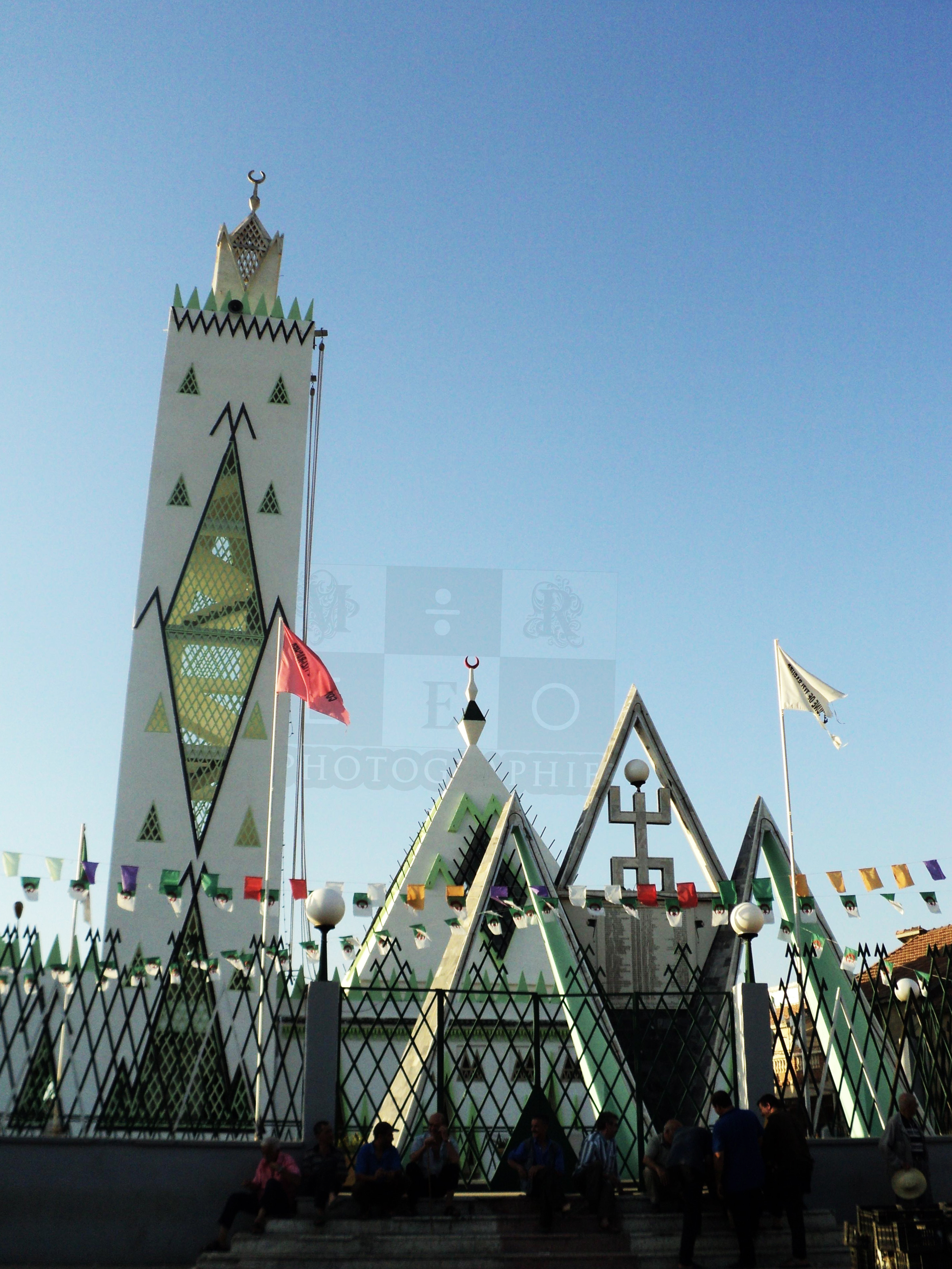
Mosquée de Tala Amara, Une mosquée d'architecture Kabyle située dans le village de Tala Amara dans la commune de Tizi Rached en Algerie

Les mosquées d’Afrique subsaharienne sont marquées par l’architecture de terre. Elles sont souvent construites en terre crue. Les grandes mosquées de Tombouctou et de Djenné qui témoignent de cet art sont dotées de contreforts et de nombreux pinacles. La grande mosquée d’Agadès (au Niger), érigée au XVIe siècle, possède un minaret sahélien traditionnel construit avec de la terre et des étais de bois.

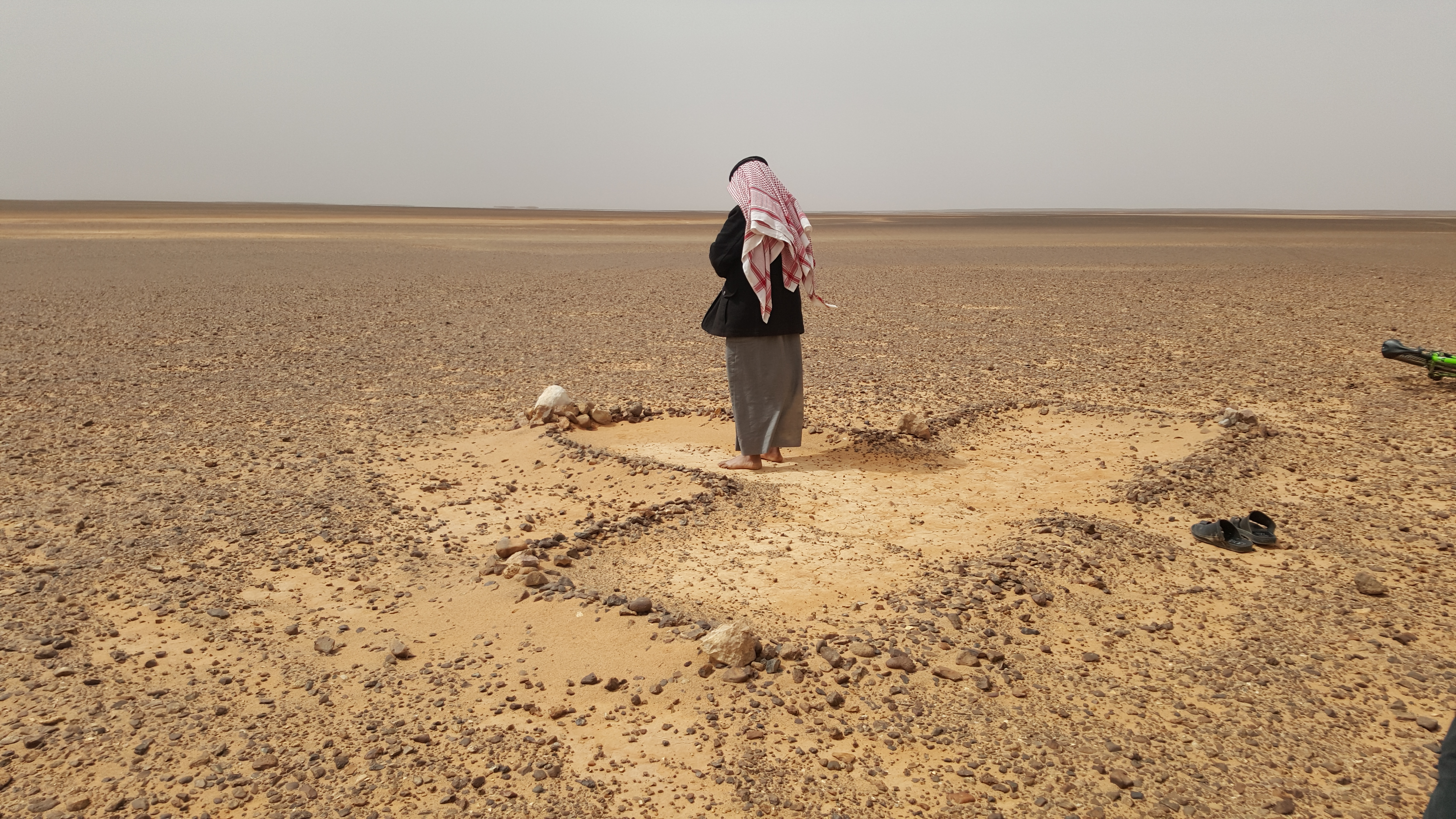
Lieu de prière improvisé par les bédouins dans le désert de Jordanie, rappelant les contours d'une mosquée.

En Chine orientale, le minaret est séparé du reste de la mosquée et il est situé à son entrée. Les mosquées ressemblent plutôt à des pagodes, tandis qu’en Chine occidentale, les mosquées sont moins marquées par l’architecture chinoise traditionnelle.
En Pologne, la communauté musulmane d'origine tatare s'élève à 5 000 âmes. Une mosquée en bois est visible à Kruszyniany non loin de la frontière biélorusse dans la voïvodie de Podlachie, une autre mosquée en bois est également visible dans la région à Bohoniki. Une mosquée existe également à Gdańsk, à Varsovie et à Białystok.

### Minarets

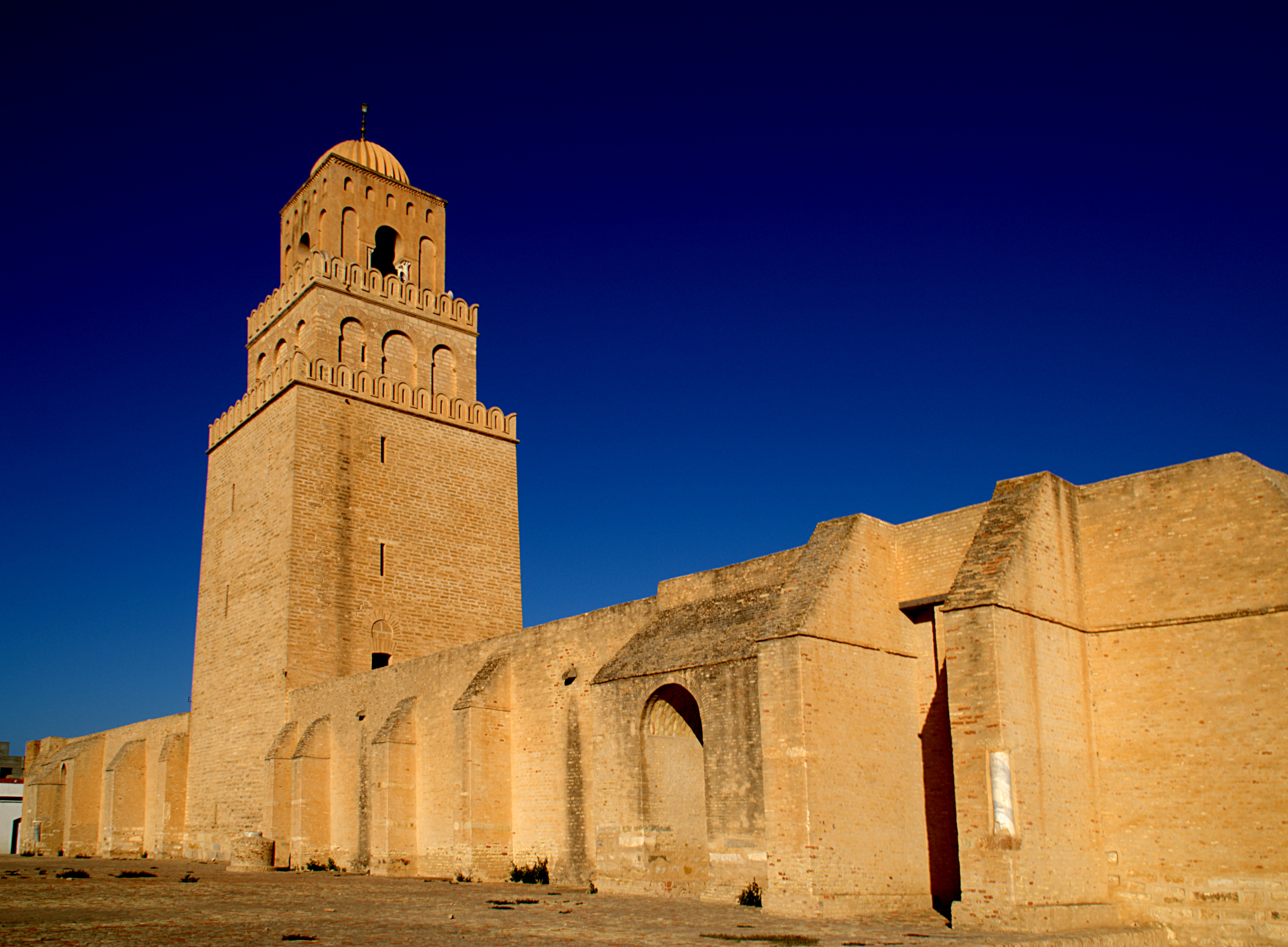
Minaret à trois étages de la grande mosquée de Kairouan.

Le minaret (مئذنة) est généralement une tour élevée dépassant tous les autres bâtiments. Son but était autrefois de fournir un point élevé au muezzin (مؤذن) pour l’appel à la prière (أذان adhan). Aujourd’hui des haut-parleurs sont souvent placés en haut du minaret et le muezzin fait alors l’appel de l’intérieur de la mosquée.
Dans les mosquées qui n’ont pas de minarets, l’adhan se fait de l’intérieur de la mosquée, avec ou sans haut-parleurs. Dans certains pays où les musulmans sont minoritaires, l’appel à la prière n'est pas autorisé. L’iqama (إقامة), qui est semblable à l’adhan, est dite juste avant le début de la prière et n’est habituellement pas annoncé du minaret.
Qu’ils soient à fût cylindrique, carrés, en spirale ou octogonaux, petits et massifs ou bien hauts et élancés, les minarets sont une constante de presque toutes les mosquées. Les premières mosquées qui ont été construites n’avaient cependant pas de minaret, et des courants comme le salafisme trouvent encore que la construction de ceux-ci est inutile.

Les premiers minarets furent édifiés au lendemain de l’hégire, et le plus ancien en date semble être celui élevé en 665 à Bassorah par le premier calife omeyyades Muawiya Ier. Ce dernier a encouragé la construction des minarets, car ils permettaient aux mosquées d’avoir le même aspect grandiose que les églises chrétiennes avec leurs clochers. Avant l’apparition des minarets, l’appel à la prière était lancé depuis le toit de la mosquée par le muezzin.

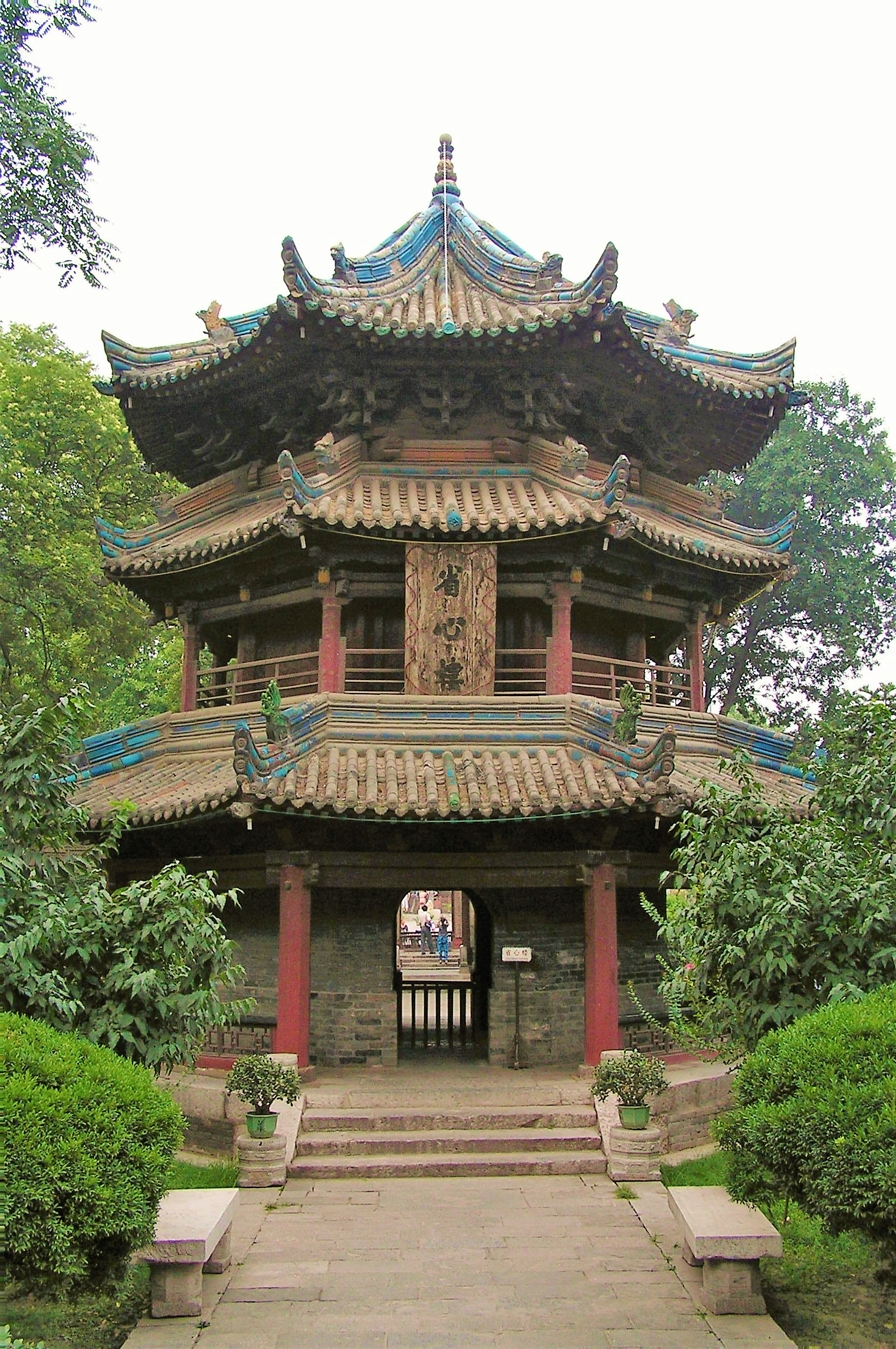
Minaret de la Mosquée de Xi’an.

Le minaret de la grande mosquée de Kairouan (à Kairouan en Tunisie) est considéré comme le plus ancien minaret encore existant au monde, ; sa construction, probablement commencée au cours de la première moitié du VIIIe siècle, date essentiellement de l'an 836. Constitué de trois niveaux de largeurs décroissantes, il apparaît comme le prototype des minarets de l’Occident musulman.
Le plus haut minaret du monde est celui de la grande mosquée d'Alger (Djamaâ El-Djazaïr) à Alger, avec une hauteur d’environ 265 mètres. À Téhéran, en Iran, deux minarets d’une hauteur de 230 mètres sont en cours de construction.
Le minaret est généralement solitaire, mais il existe des exceptions. Ainsi, les Timourides introduisirent un portail monumental, accompagné de minarets jumeaux, un de chaque côté, comme à Samarcande, dans l'actuel Ouzbékistan.

### Dômes (Koubba)

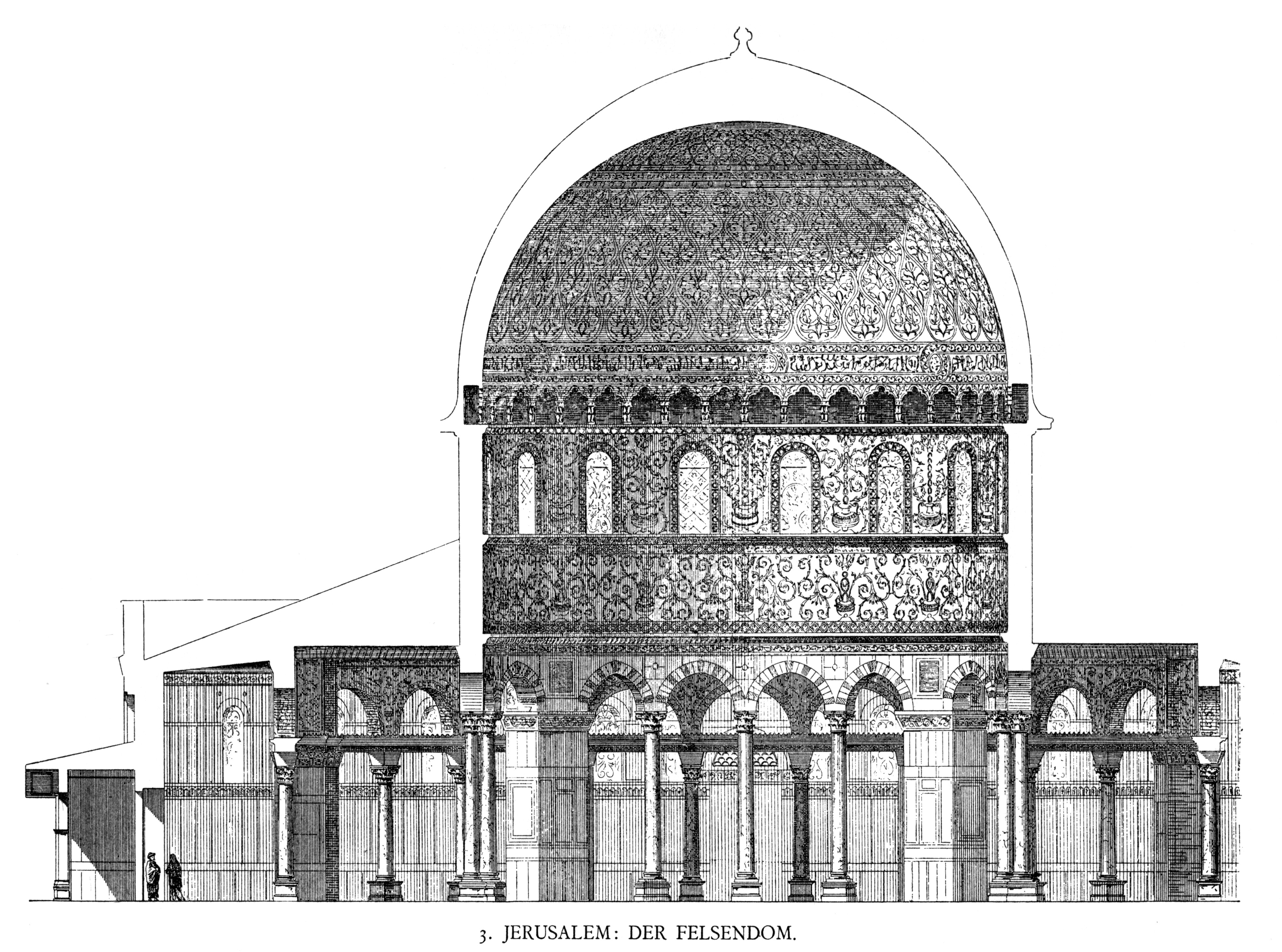
Coupe du dôme du Rocher.

Le dôme provient des voûtes sphériques perses. Il est utilisé dans l'architecture islamique depuis le VIIe siècle. Les dômes sont souvent placés directement au-dessus de la salle principale de prière.
Au cours du temps, la taille des dômes augmente. Après avoir occupé un petit espace près du minaret, ils occupent aujourd’hui presque la totalité de la surface du toit de la salle de prières.
À partir de la fin du XIe siècle, avec le règne des Seldjoukides, de petites coupoles apparaissent au-dessus du mihrab et de l’iwan, en plus du grand dôme principal qui se trouve au centre. Bien que les dômes aient normalement la forme d’un hémisphère, les Moghols ont popularisé les dômes avec une forme plus étirée, notamment en Inde.
Les formes arrondies en forme de coupole sont symbole de perfection.

### Coupoles

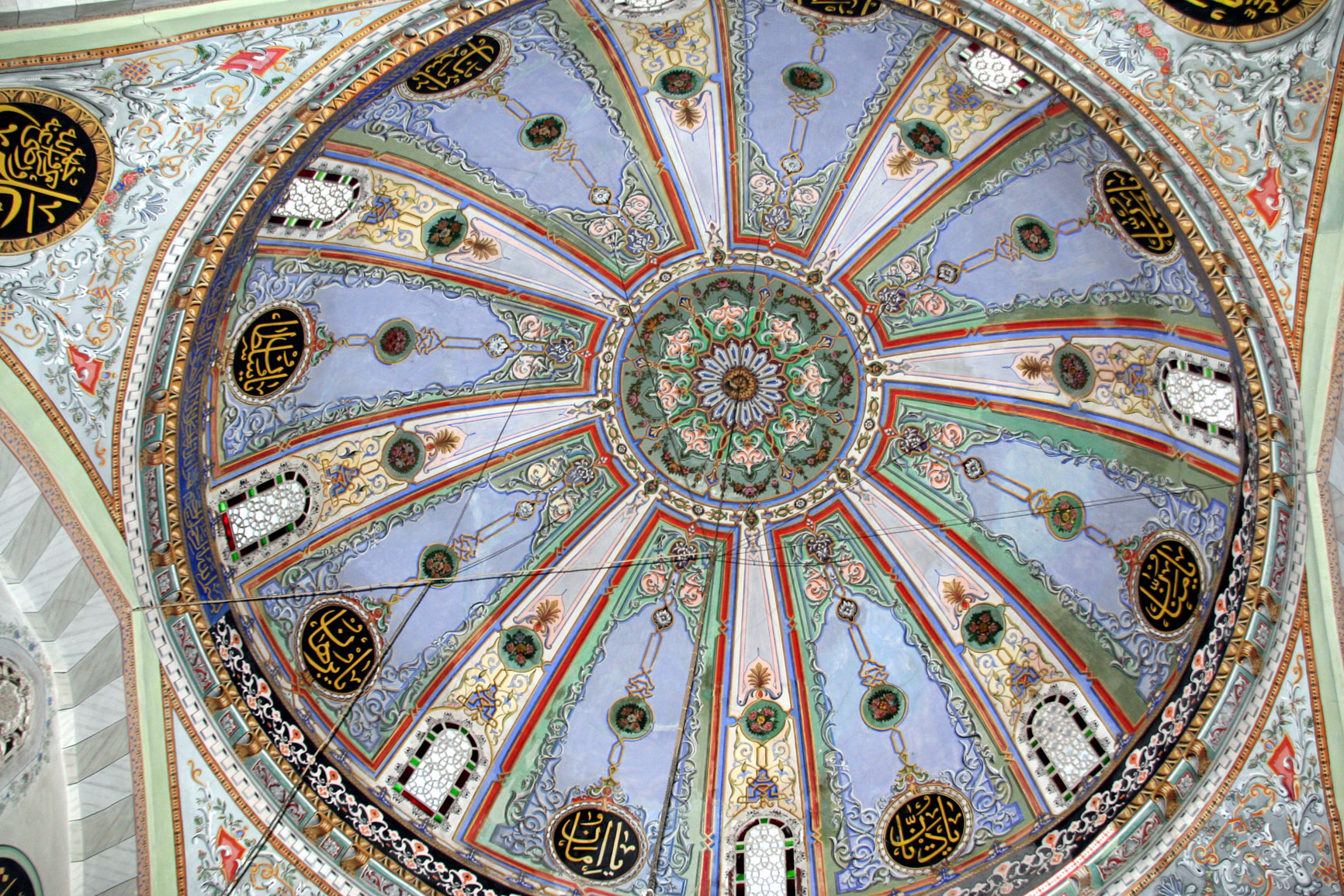
Coupole d’une mosquée turque.

Une coupole est un mode de couverture hémisphérique, qui repose sur une zone de transition octogonale (le plus souvent), elle-même posée sur quatre piliers. La zone de transition est le grand problème des architectes islamiques. Ils peuvent se servir de pendentifs, c’est-à-dire de triangles convexes posés sur la pointe, comme dans l’Empire byzantin, ou de trompes, à savoir des petites niches, ce qui proviendrait du monde iranien.
Les nervures et les muqarnas qui remplissent souvent les coupoles dans le monde islamique n’ont en général pas de véritable fonction architectonique.
On appelle dôme l’extérieur d’une coupole. À partir du XVe siècle, les coupoles sont très souvent doubles, c’est-à-dire qu’il existe un espace plus ou moins important entre la coque interne et la coque externe. Cette technique permet de réaliser des monuments plus hauts.

### Salle de prière
Les salles de prière ne doivent pas abriter des statues, des figures spirituelles, des images d’animaux ou d’êtres humains. Les fidèles prient dans des rangées parallèles au mur de la qibla. Pour la prière, les hommes se placent devant et les femmes derrière ; néanmoins, dans de nombreux pays, les hommes et les femmes sont séparés. L’intérieur est sobre et ne comporte généralement aucune image figurative : des calligraphies, généralement des versets du Coran ou la chahada, ornent l’édifice et les tapis sont utilisés pour couvrir le sol et les motifs dont ils se parent sont orientés en direction de La Mecque. La salle de prière est précédée d’une vaste cour centrale bordée de portiques et parfois ornée d’une fontaine (قبلة).
Généralement, en face de l’entrée à la salle, se trouve le mihrab (محراب) qui est une niche, souvent décoré avec deux colonnes et une arcature, qui indique la qibla, c’est-à-dire la direction de la Kaaba à La Mecque vers où se tournent les musulmans pendant la prière. Il est souvent au milieu du mur de la qibla. C’est probablement dans la mosquée de Médine qu’on trouve le premier mihrab (705-706).

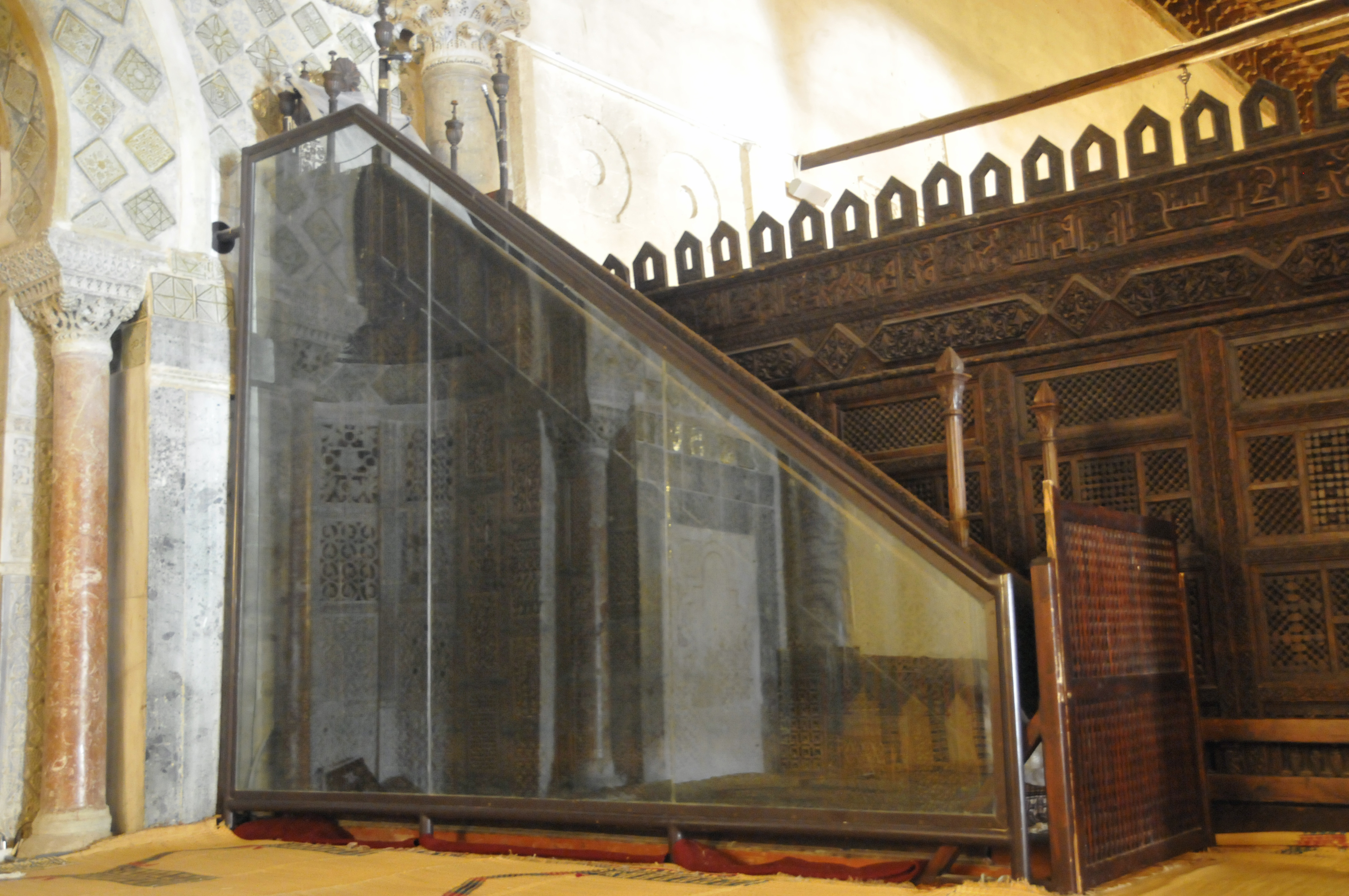
Le minbar de la grande mosquée de Kairouan

Le minbar, un siège ou un pupitre duquel on présente des sermons, est situé à la droite du mihrab, en haut d’une série de marches. Il est notamment utilisé lors de la prière du vendredi. Le premier minbar fut construit par le prophète en l'an 7 de l'hégire, sous forme d'une chaire de bois depuis laquelle il pouvait s'adresser aux fidèles. Le minbar de la grande mosquée de Kairouan est le plus ancien minbar du monde musulman toujours conservé in situ ; il date du IXe siècle (vers 862),. Aujourd’hui, le minbar est intégré au mur de la qibla lors de la construction. Le plancher de la mosquée, à l’endroit où la congrégation se réunit pour le culte, est couvert de tapis. Il n’y a ni siège ni banc. D’après une étude réalisée à Marseille, Montpellier, Alsace-Moselle et Île-de-France, les lieux de culte musulmans en France sont globalement des espaces discrets de taille modeste dont on peine au premier abord à imaginer la destination cultuelle. Cette discrétion peut s’expliquer par les coûts financiers importants pour l’achat de grands bâtiments ou du foncier. Il y a également le rôle dissuasif joué par certaines municipalités qui ont pour premier réflexe celui de la résistance de principe. Dans les pays musulmans, on peut trouver des salles de prière dans les lieux de travail, les grands centres commerciaux voire dans les écoles. Certains aéroports comme celui de Doha, d'Abou Dabi ou encore de Riyad sont également équipés de salles de prière.

### Iwan

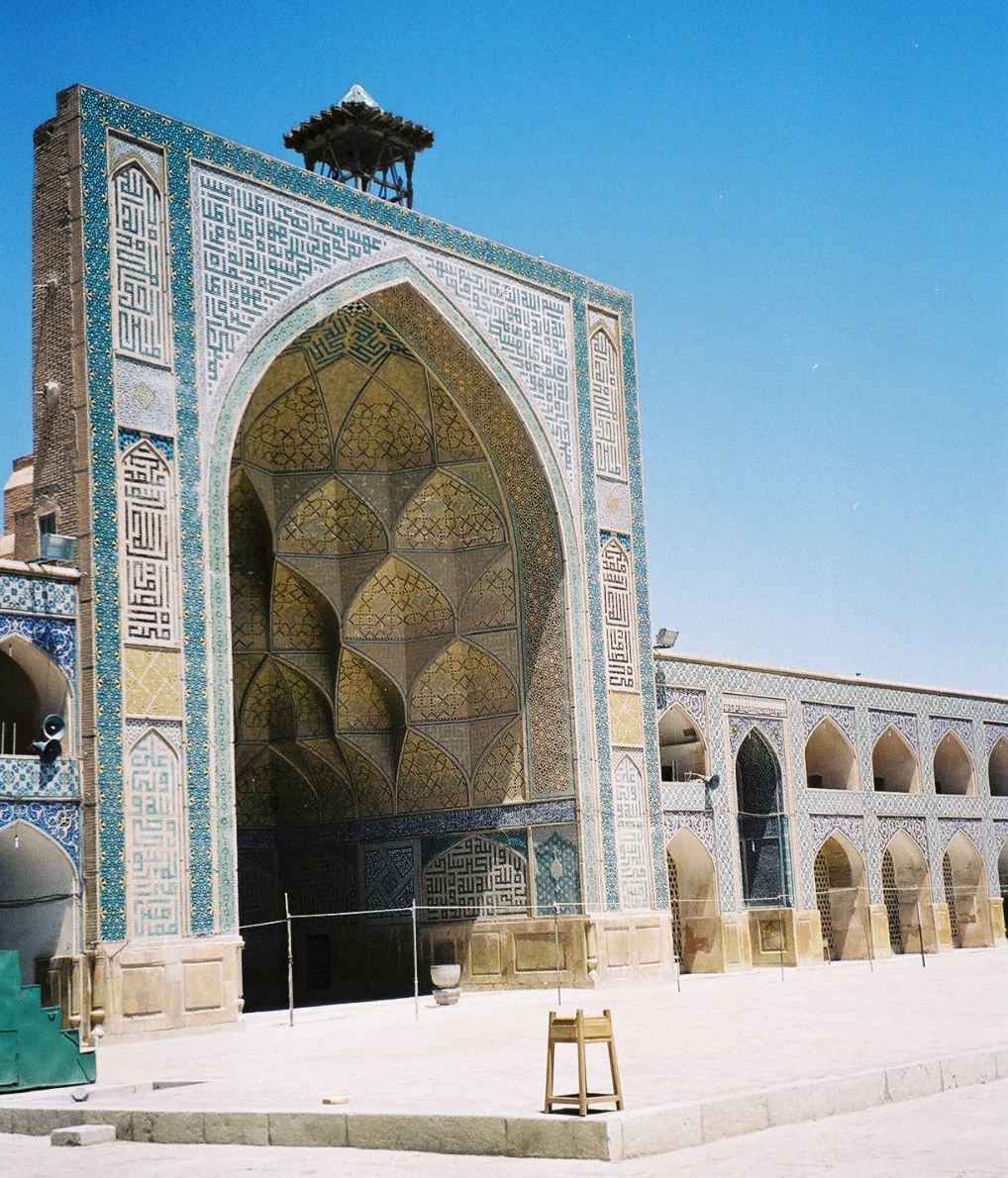
Un des quatre iwans de la mosquée du vendredi à Ispahan (Iran).

Les iwans sont nés dans le monde iranien bien avant l’arrivée de l’islam, sans doute sous la dynastie sassanide. Il s’agit d’un hall voûté avec une façade rectangulaire ouverte par un grand arc. L’iwan combiné avec le plan carré des palais achéménides a donné le modèle du plan de mosquée dit « iranien » (quatre iwans disposés en croix et s’ouvrant sur une cour appelée sahn (en persan : صحن). Au centre de la cour, on trouve parfois des fontaines à ablutions.
Ce sont les Abbassides qui introduisent l'iwan dans l'architecture islamique. On retrouve par la suite les iwans dans le plan moghol influencé par le plan iranien.
Les madrasas, dont le type est né en Iran, utilisent aussi cet élément, et ont permis sa diffusion (faible) en Syrie, en Égypte et au Maghreb. Les iwans servent de pièces de séjour et permettent à l’habitant soit de chercher le soleil, soit de s’en mettre à l’abri selon les besoins des saisons et des heures du jour. L’hiver, on s’installe dans l’iwan du nord pour recevoir les rayons du soleil situés au sud, et l’été dans l’iwan du sud pour ne pas être atteint par eux

### Zaouïa

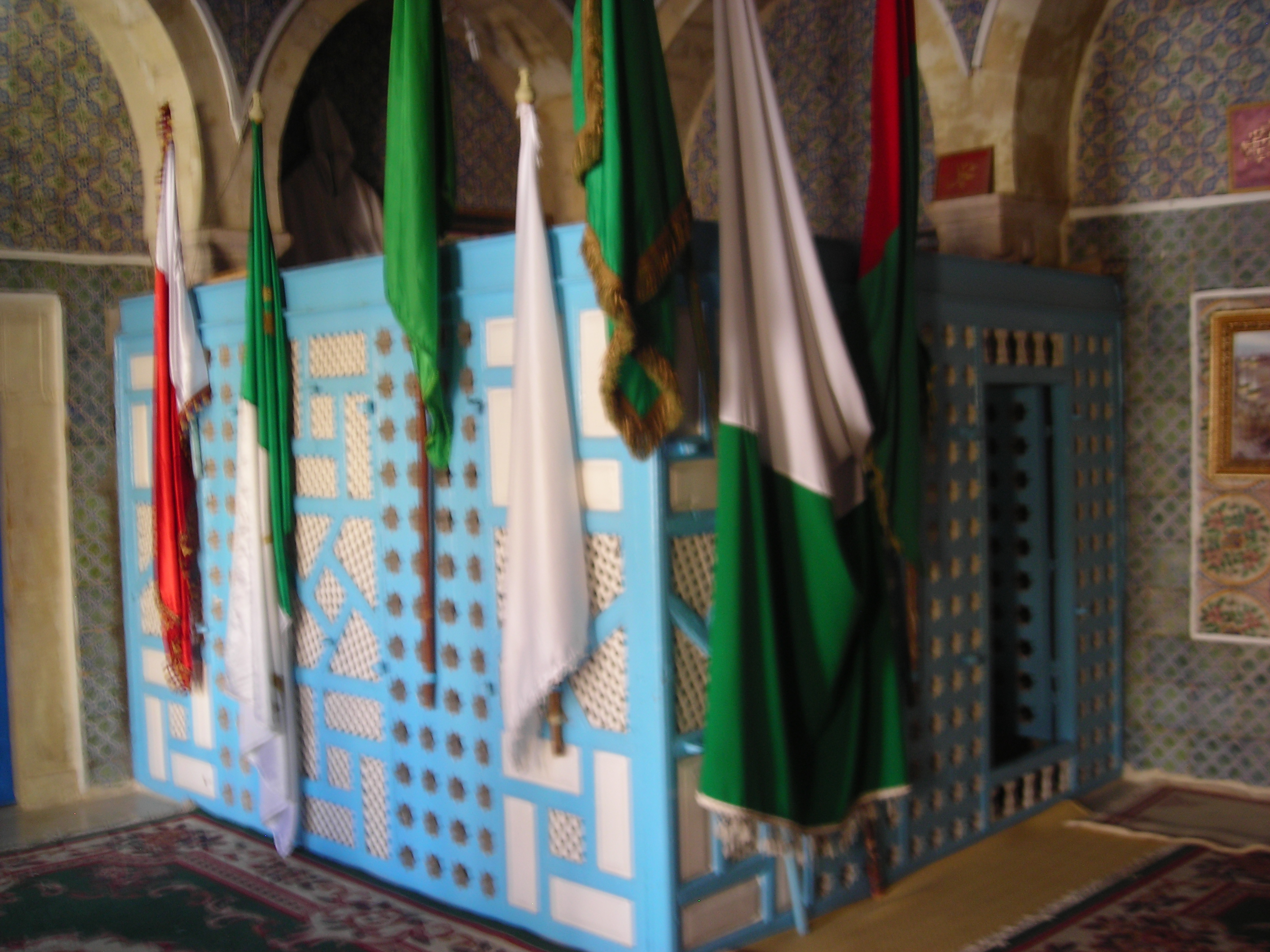
Zaouïa de l'Imam Mezri au Yémen

Zaouïa (زاوية) est un centre spirituel soufi. Le mot zaouïa a pour sens premier angle, cette définition induit donc l’"isolement" propice au recueillement. En effet, ce terme va désigner dans un premier temps un emplacement ou un local réservé à l’intérieur d’une structure plus vaste où les mystiques pouvaient se retirer comme le laisse entendre le sens de la racine du mot arabe. Par la suite, le mot va désigner un complexe religieux comportant une mosquée, des salles réservées à l’étude et à la méditation et une auberge pour y recevoir les indigents. Zaouïa est un établissement religieux érigé autour d’une relique, un wali, et est voué essentiellement à l’enseignement du Coran et des pratiques spirituelles. On y enterre souvent les saints fondateurs des Confréries soufies qui l’occupent.
On ne trouve les zaouïas que dans certaines mosquées du Maghreb. Selon certaines pensées populaires locales, les zaouïas ont une panoplie de pouvoirs surnaturels ; on les dit capables d’intercéder auprès de Dieu. Certaines ont un rayonnement éducatif, intellectuel et culturel important, car elles contiennent des manuscrits et des ouvrages de mathématiques, d’astrologie, d’astronomie et de pharmacopée.

### Patrimoine mondial de l’UNESCO

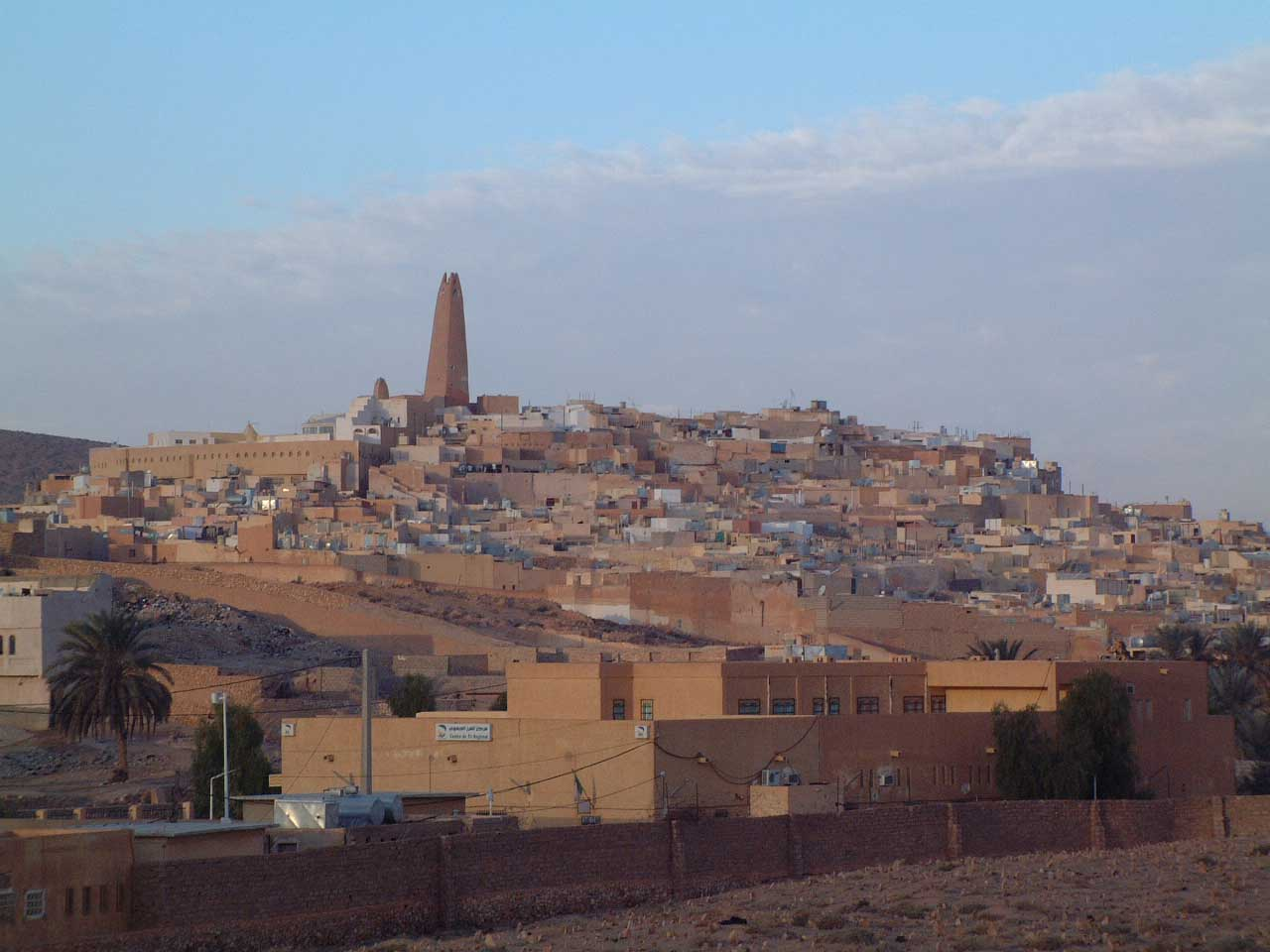
Vue sur la localité de Ghardaïa (vallée du Mzab) inscrite au Patrimoine mondial de l'UNESCO, avec le minaret de sa grande mosquée.

Les monuments islamiques figurant sur la liste du Patrimoine mondial de l'UNESCO sont :
- Kairouan et sa célèbre grande mosquée[86] : critères i, ii, iii, v et vi[87]
- Minaret et vestiges archéologiques de Djam : critères ii, iii et iv
- La mosquée de Soltaniyeh : critère iv
- Ville-mosquée historique de Bagerhat : critères iv
- Grande mosquée et hôpital de Divriği : critères i et iv
- Qûtb Minâr : critère iv
- Le Caire islamique : critères i, v et vi
- La mosquée du Shah et la mosquée du Sheikh Lutfallah, intégrées au site de la place Naghsh-e Jahan à Ispahan : critères i, v et vi
- Le Mzab et ses villes construites autour de leurs mosquées[88]: critères ii, iii, et v
- La casbah d'Alger, la vieille ville et ses mosquées anciennes[89] : critères ii et v.

### Galerie architecture

Plan type de mosquée arabe. (Attention: lire « le minbar » et « le mihrab »)
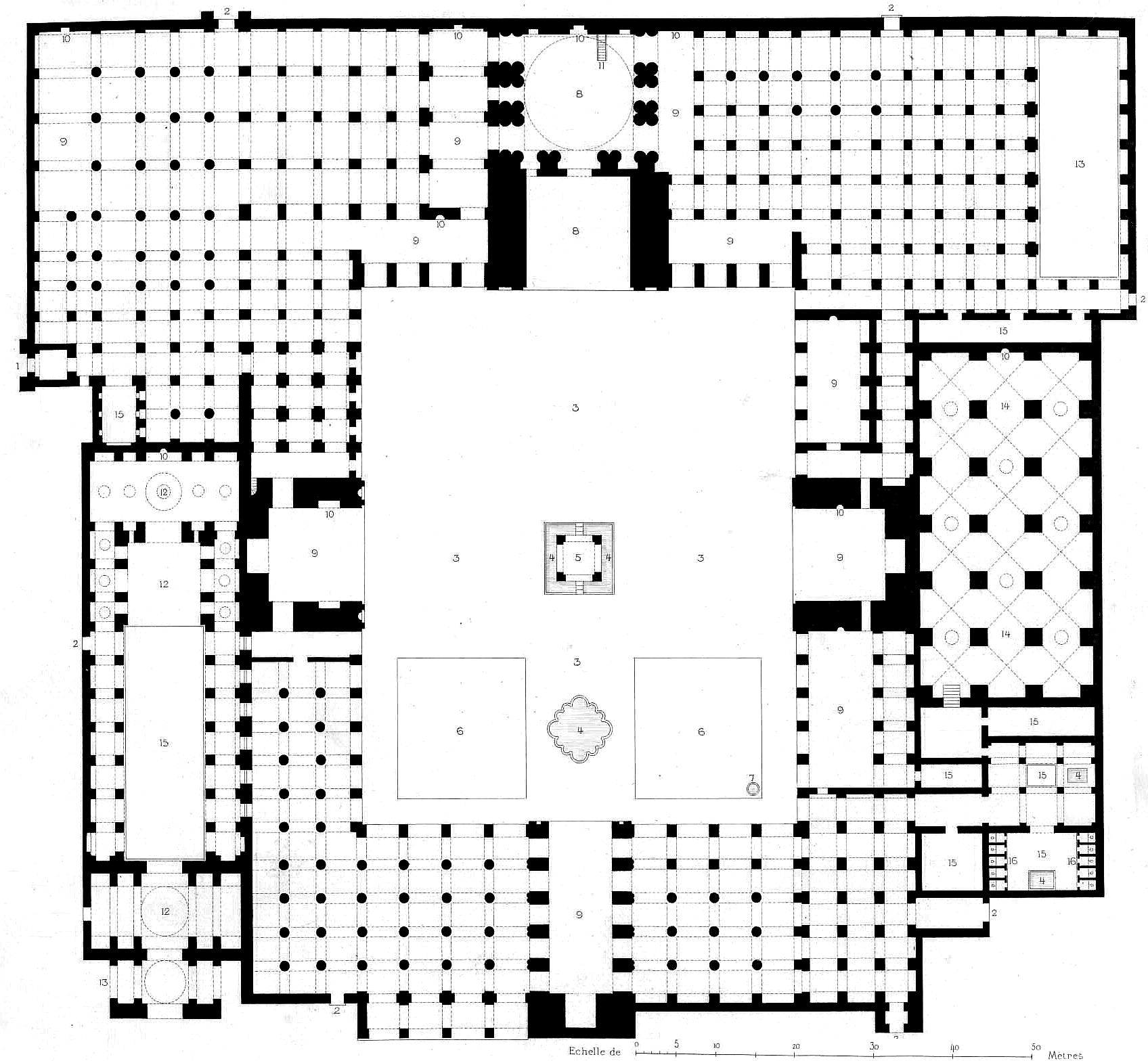
Plan iranien cruciforme à quatre iwans de la mosquée du Vendredi (Ispahan).
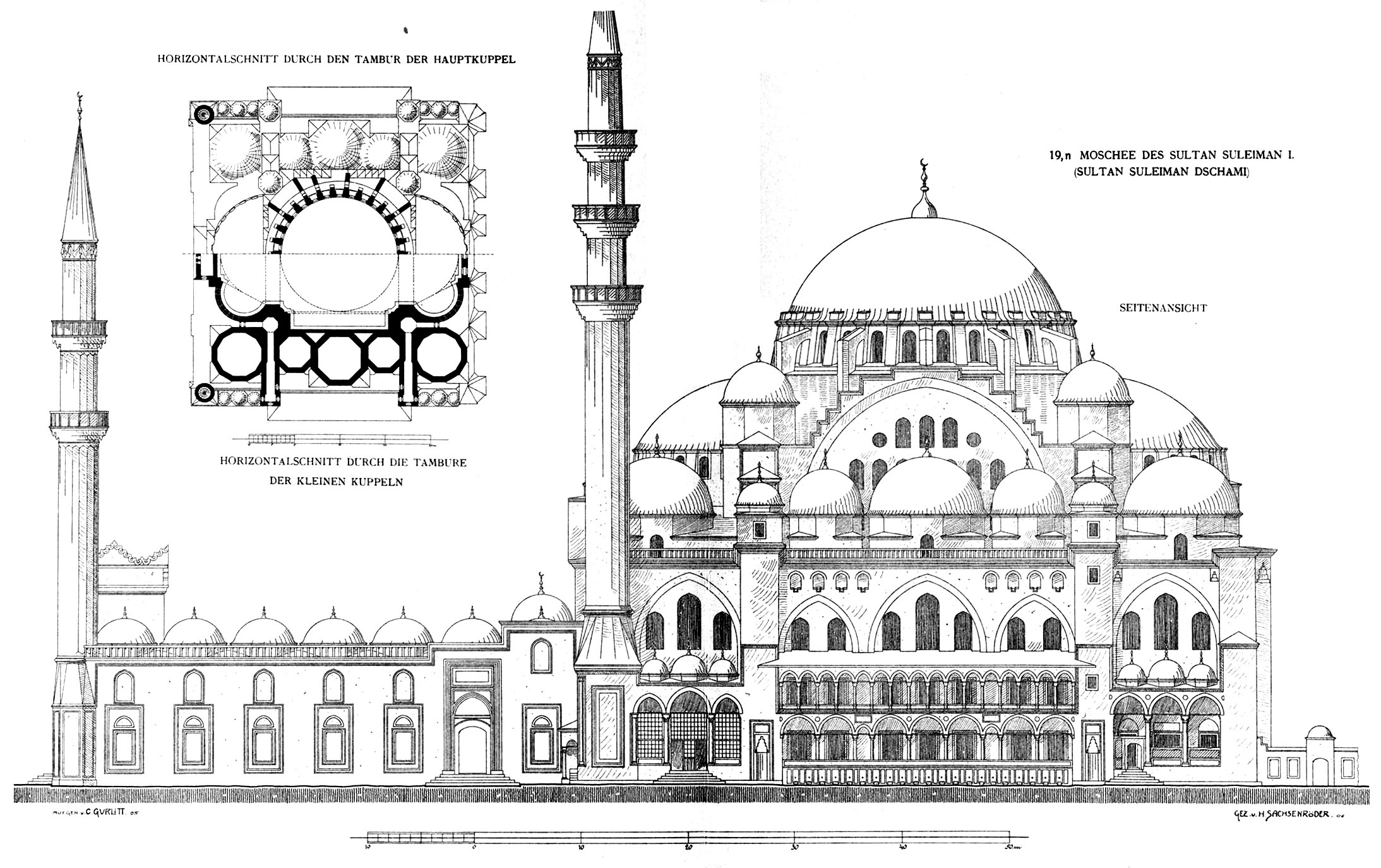
Mosquée ottomane (mosquée Süleymaniye): élévation de la façade latérale précédée de la cour encadrée par les minarets, et plan.
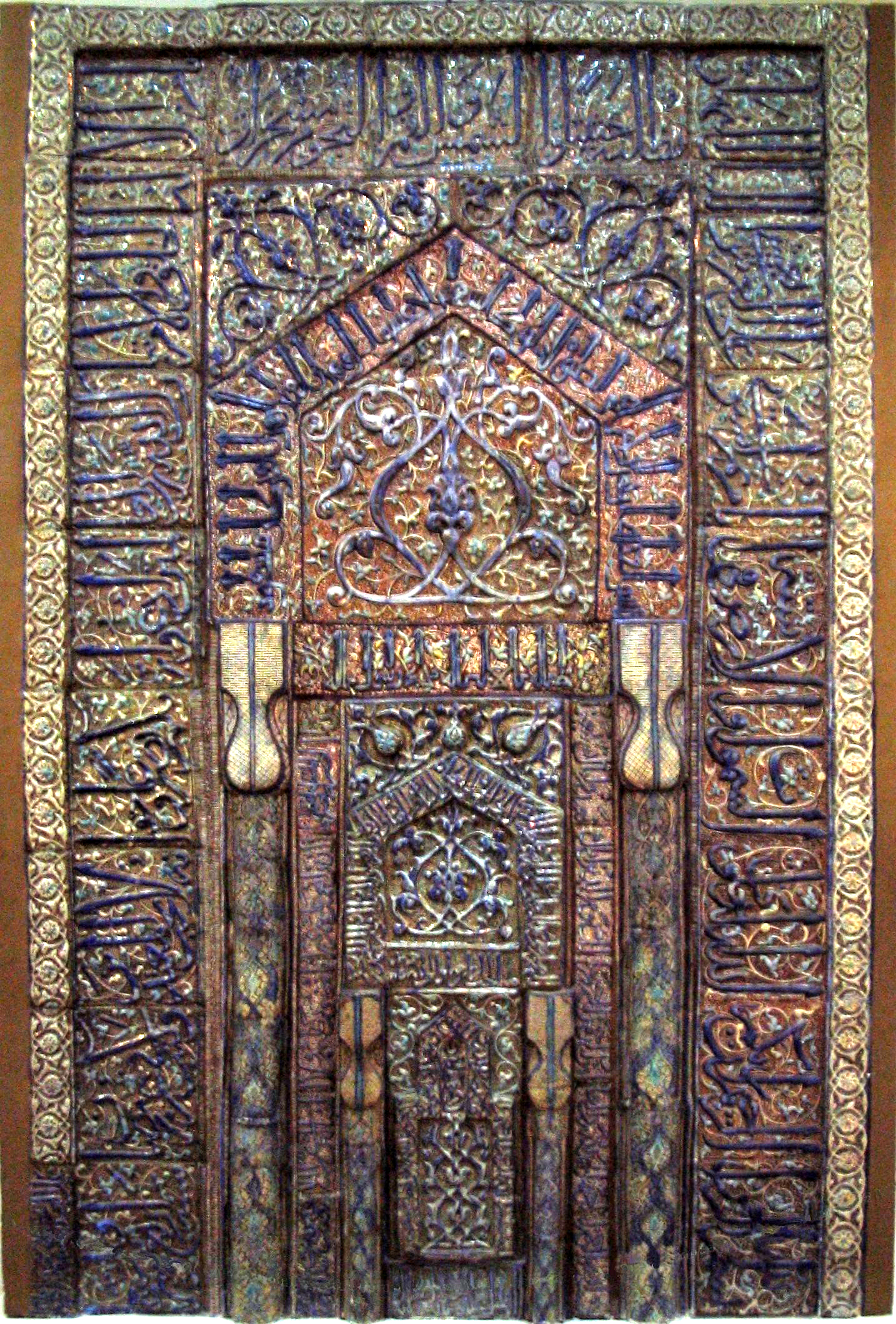
Mihrab dit de la Porte du paradis, provenant du mausolée de Ali ibn Jafar à Qom (Musée national d'Iran).
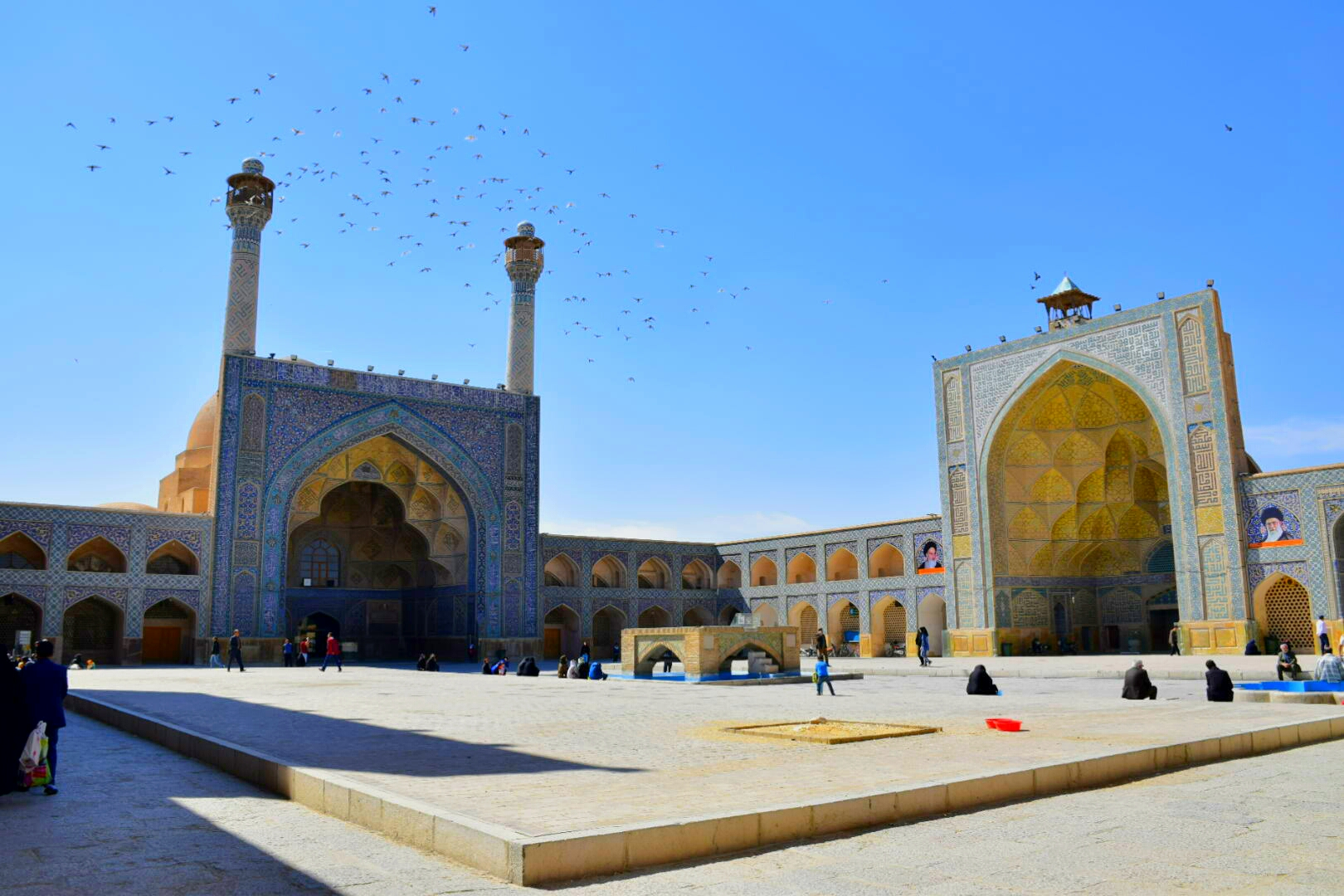
Deux des quatre iwans de la mosquée du Vendredi (Ispahan). Encadré des deux minarets, l'iwan de la salle principale orientée vers La Mecque.

## Règles et étiquette
Parce que les mosquées sont des endroits de culte, les personnes qui s'y trouvent sont tenues de respecter ceux en train d’y prier. Il est ainsi interdit de parler dans la mosquée à voix haute, ou de discuter de sujets considérés comme irrespectueux. Applaudir est uniquement toléré pour les femmes lorsque l’imam fait une erreur. La raison est que selon une parole de Mahomet : « (…) celui qui veut signaler une chose pendant la prière formule le tasbih (dire : soubhan-Allah « gloire à Allah »). [et] (…) taper les mains, est [une manière de le signaler] pour les femmes ». Il est blâmable de cracher dans la mosquée et surtout au cours de la prière. Selon Abd Allah ibn Umar : L'« Envoyé d’Allah s’ayant aperçu d’un crachat sur le mur de la Qibla, il le frotta, puis se tourna vers les fidèles en disant : Lorsque l’un de vous fait sa prière, qu’il ne crache pas devant lui, car Allah se trouve en face de celui qui prie. ». Il est également interdit à celui qui a mangé de l’ail, de l’oignon ou du poireau d’aller à la mosquée à cause des odeurs désagréables qui peuvent gêner les personnes en train de prier. Il est interdit à l’homme en état de grande impureté de rester dans la mosquée alors qu’il connaît son état jusqu’à ce qu’il se purifie. Il en est de même pour les femmes lors des menstrues et des lochies.

### Séparation des sexes
Les hommes et les femmes ne sont généralement pas mêlés (la salle de prière pour femmes étant souvent séparée de celle des hommes soit par un mur, soit par un rideau). Il existe même parfois des mosquées complètement séparées, surtout en Chine. Selon la sounna, les rangs des femmes doivent être derrière ceux des hommes, pour des raisons liées à la génuflexion. Dans un des ouvrages de référence, on trouve un hadith où Anas ibn Mâlik dit : « Le prophète a prié dans la maison d’Oum Souleym. Il m’a souri lorsque je me suis placé derrière lui, j’ai prié derrière lui et Oum Souleym derrière nous ». Il est mentionné dans beaucoup de hadiths authentiques et transmis d’une manière récurrente que les femmes priaient avec Mahomet derrière les rangs des hommes. Il existe toutefois quelques rares mosquées pour femmes dans le monde.

### Propreté et habits

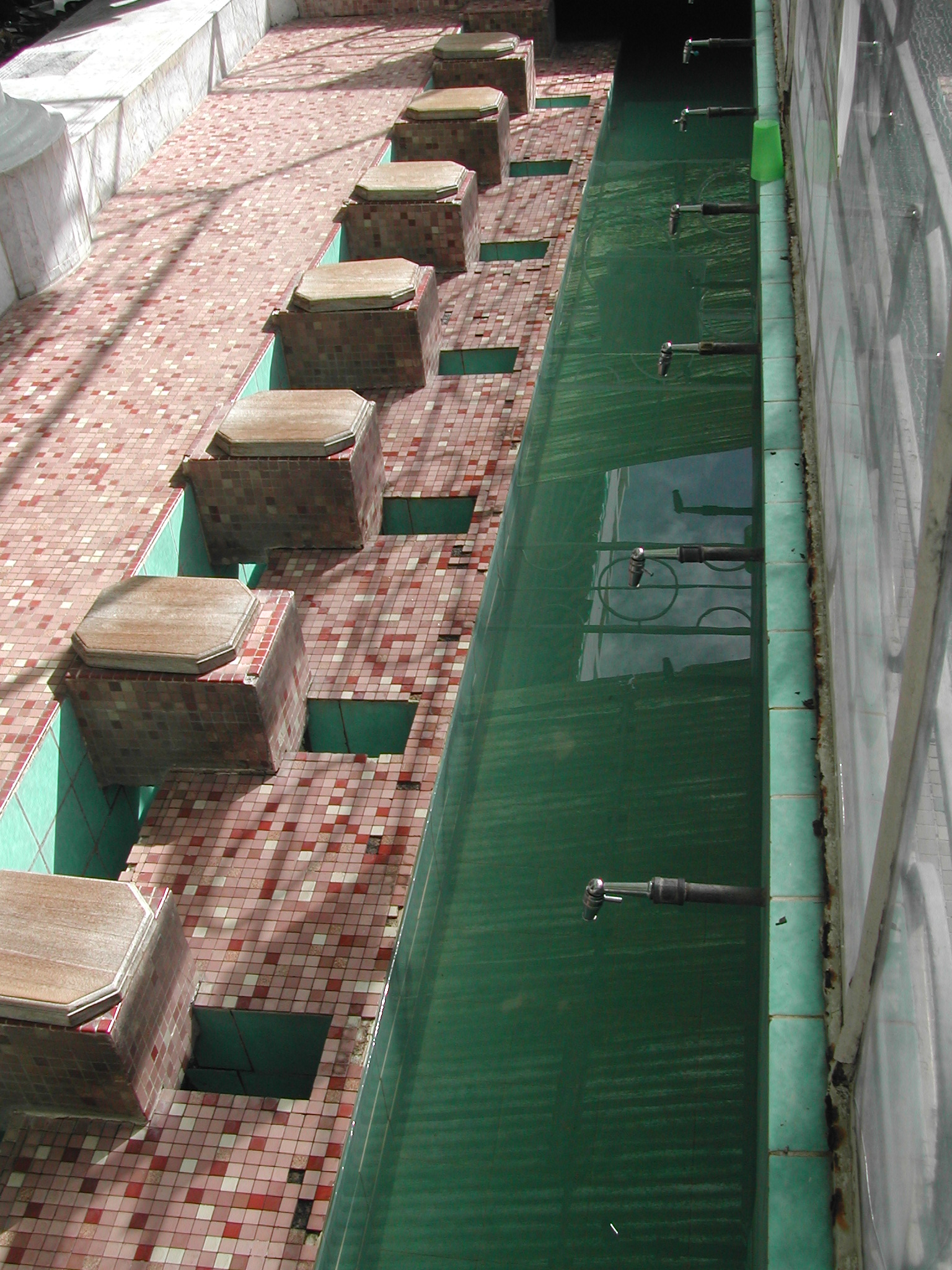
Bassin pour ablutions, Noor-e-Islam à Saint-Denis de La Réunion.

Les fidèles doivent enlever leurs chaussures à l’entrée de la mosquée afin de respecter la pureté du lieu de prière. En effet, le Coran précise que la prière n'est valable que si le corps, les vêtements et le lieu sont exempts d'impuretés. Une autre raison est aussi pour que le musulman puisse faire ses ablutions rituelles, qui comprennent les pieds.
Les habits de fête et le parfum sont recommandés pour la prière du vendredi afin de suivre cette recommandation : « Ô enfants d’Adam, dans chaque lieu de salat portez votre parure (vos habits) ». L’orant doit purifier son corps par des ablutions et ses habits doivent être propres. Il ne peut pas, par exemple, prier avec des habits souillés par de l’urine. La femme doit être habillée d’un habit large et non transparent qui ne montrera pas ses atours. Elle ne doit pas porter de parfums ni autre chose qui pourrait attirer l’attention sur elle et distraire les hommes de la prière. Les habits moyen-orientaux (thawb ou jouba) sont souvent associés à l’islam, mais leur port n’est pas obligatoire, sauf si l'habit occidental est trop serré. Cependant, certains musulmans préfèrent les porter quand ils vont à la mosquée.

### L’entrée d’un non-musulman
Le Coran interdit l’entrée des polythéistes dans le Masjid al-Haram : « Ô vous qui croyez ! Les associateurs ne sont qu’impureté : qu’ils ne s’approchent plus de la Mosquée Sacrée, après cette année-ci. Et si vous redoutez une pénurie, Dieu vous enrichira, s’Il veut, de par Sa grâce. Car Dieu est Omniscient et Sage». Il existe toutefois plusieurs façons d'interpréter ce verset. Par exemple, l’imam et théologien Abû Hanîfah, fondateur du madhhab de droit musulman hanafite, pense que les polythéistes peuvent entrer dans le Haram (lieu saint) à la Mecque tant qu’ils n’y restent pas ou n’y séjournent pas, car il interprète l’impureté dans le sens d’une impureté spirituelle (liée au polythéisme). Mais il y a une divergence d’opinions entre les spécialistes (fouqaha) en ce qui concerne l’entrée d’un non-musulman dans une mosquée. Le plus prépondérant est la permission d’entrer dans toutes les mosquées — excepté la mosquée al-Haram à La Mecque — tant qu’il ne dort pas et ne mange pas dans la mosquée. En effet Mahomet accueillit la délégation thaqifite dans sa mosquée pour l’initier à l’islam et reçut également dans le même endroit la délégation chrétienne de Najran quand elle se rendit auprès de lui pour être initiée à l’islam.

« Si des non-musulmans demandent à entrer dans une mosquée pour voir comment prient les musulmans et ne portent rien qui puisse salir la mosquée et ne sont pas des femmes indécemment vêtues et, en l’absence de tout autre obstacle à leur entrée, il n’y a aucun inconvénient à les faire entrer dans la mosquée. On les installe derrière les prieurs pour qu’ils voient comment ils prient et on avertit les musulmans qui ne seraient pas au courant afin qu’ils ne cherchent pas à chasser les étrangers. Allah sait le mieux. »

Cependant, à l'époque de son règne, le calife omeyyade Umar II a interdit l’entrée des non-musulmans dans les mosquées et cette règle est encore appliquée aujourd'hui en Arabie saoudite. En pratique, la décision de permettre l’entrée des non-musulmans varie d’un endroit à l’autre. Au Maroc par exemple, l’entrée est permise dans deux mosquées seulement, la mosquée Hassan II à Casablanca et la mosquée Moulay Ismael à Meknès. Il y a également beaucoup d’autres endroits, en Occident aussi bien que dans le monde islamique, où les non-musulmans sont autorisés à entrer dans des mosquées. Aux États-Unis par exemple, la plupart des mosquées reçoivent des visites de non-musulmans chaque mois. En Malaisie, l’entrée est généralement permise sauf pendant les heures de prière. Pour entrer, on exige que les femmes (musulmanes ou non) portent également une écharpe pour couvrir la tête dans le modèle du hijab et que les hommes se couvrent les jambes des pieds aux genoux. En Tunisie, dans la grande mosquée de Kairouan, le port d'un voile sur la tête n'est pas indispensable et seules les jambes des femmes portant une jupe ou un short court doivent être couvertes. La partie qui reste non accessible au visiteur est le lieu de prière à proprement parler. En Iran les non-musulmans peuvent visiter toutes les mosquées sauf la partie centrale des lieux extrêmement saints comme les mausolées de l'imam Reza à Mashhad et de Fatima Masoumeh à Qom. En Turquie, l'entrée des non-musulmans dans les mosquées ne pose aucun problème, à condition de respecter les règles de bienséance valables pour tout le monde, à savoir se déchausser et (pour les femmes) couvrir la tête par une écharpe.

## Principales mosquées saintes de l'islam
Les trois principales mosquées et lieux saints de l'islam sont la Mosquée al-Harâm à La Mecque ; la Mosquée du Prophète à Médine ; la Mosquée al-Aqsa à Jérusalem.

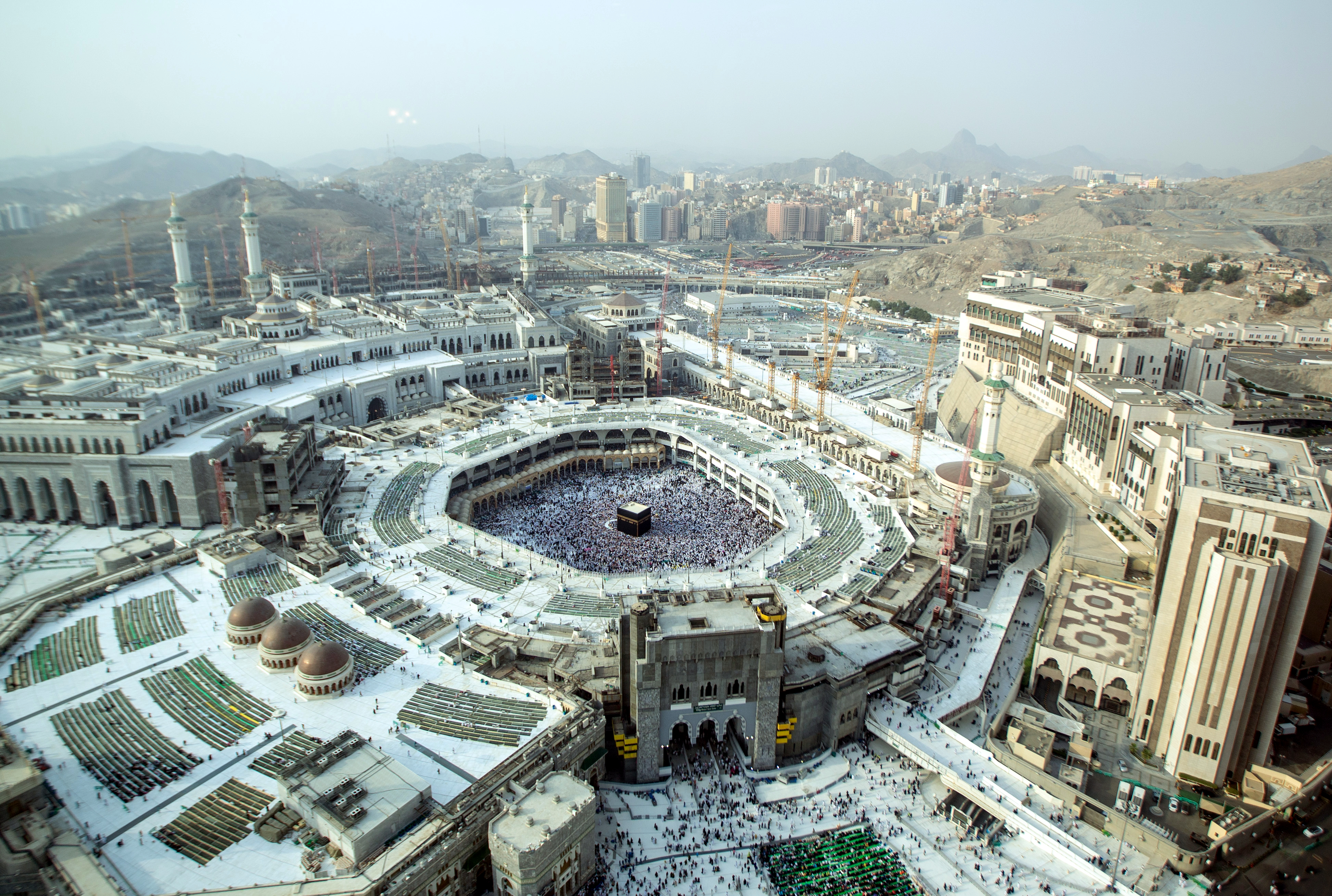
Masjid al-haram, La Mecque.
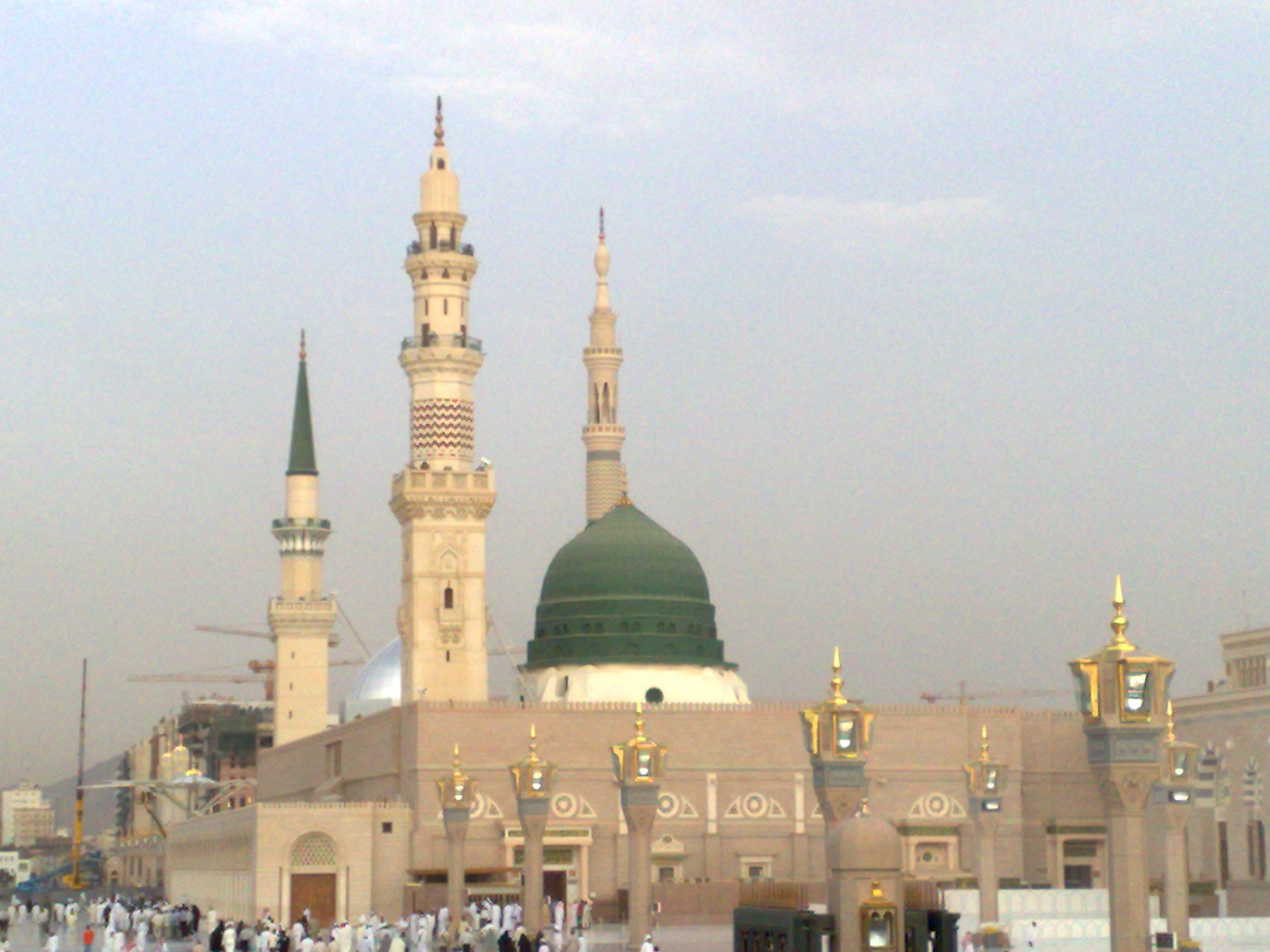
Mosquée du Prophète, Médine.
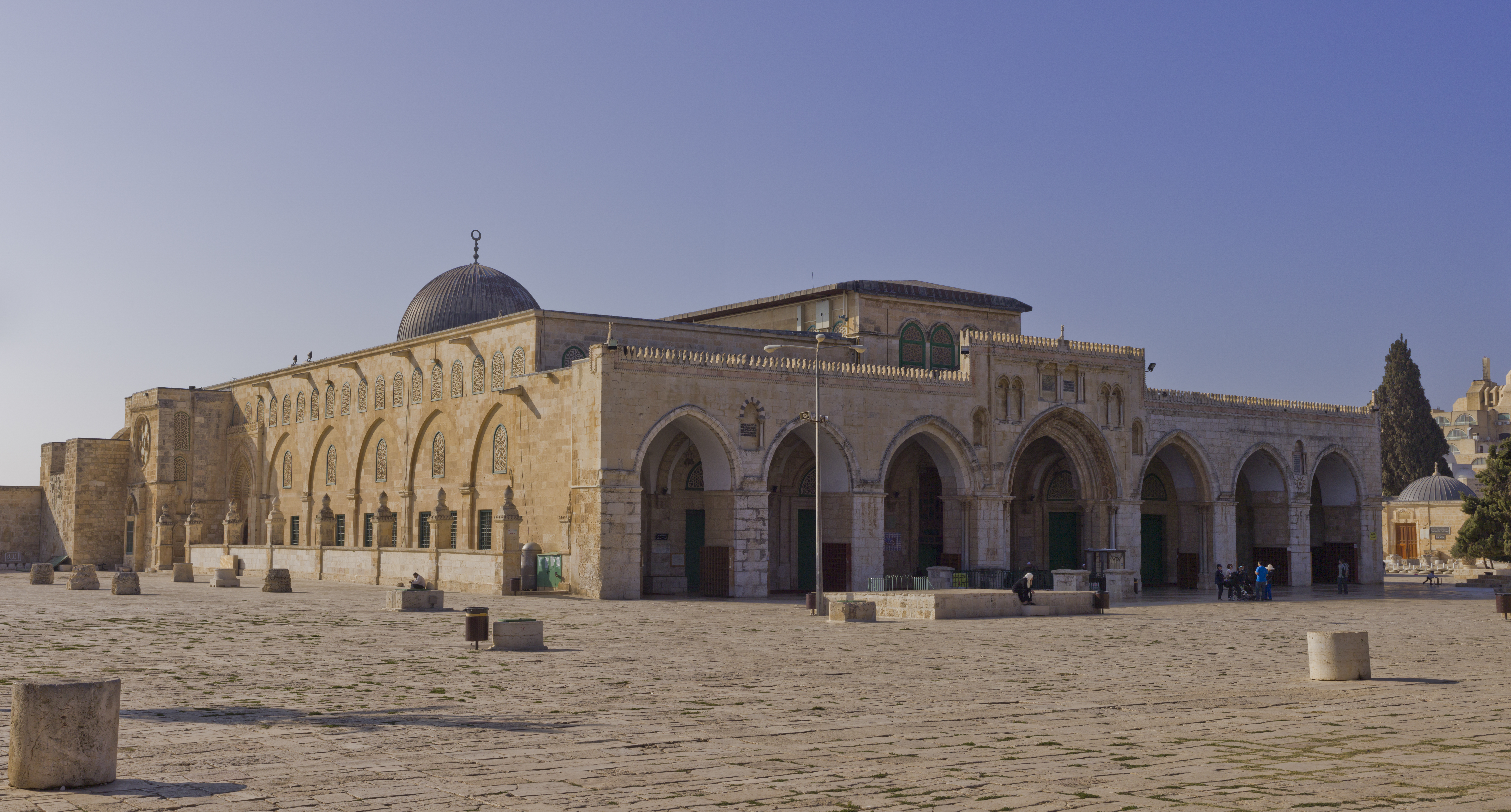
Mosquée al-Aqsa, Jérusalem.

| Autres mosquées célèbres                                     | Image | Pays                | Ville             |
| ------------------------------------------------------------ | ----- | ------------------- | ----------------- |
| Grande mosquée de Kairouan                                   |       | Tunisie             | Kairouan          |
| Mosquée Zitouna                                              |       | Tunisie             | Tunis             |
| Grande mosquée de Tlemcen                                    |       | Algérie             | Tlemcen           |
| Mosquée de Sidi Okba                                         |       | Algérie             | Biskra            |
| Grande mosquée d'Alger                                       |       | Algérie             | Alger             |
| Mosquée Hassan-II                                            |       | Maroc               | Casablanca        |
| Université Al Quaraouiyine                                   |       | Maroc               | Fès               |
| Mosquée Koutoubia                                            |       | Maroc               | Marrakech         |
| Grande mosquée du sultan Qabus                               |       | Oman                | Mascate           |
| Mosquée de Chinguetti                                        |       | Mauritanie          | Chinguetti        |
| Grande mosquée des Omeyyades                                 |       | Syrie               | Damas             |
| Mosquée Süleymaniye                                          |       | Turquie             | İstanbul          |
| Mosquée bleue                                                |       | Turquie             | İstanbul          |
| Mosquée du Vendredi                                          |       | Irak                | Samarra           |
| Mosquée Al-Azhar                                             |       | Égypte              | Caire             |
| Mosquée Ibn Touloun                                          |       | Égypte              | Caire             |
| Mosquée-cathédrale de Cordoue                                |       | Espagne             | Cordoue           |
| Mosquée du Chah                                              |       | Iran                | Ispahan           |
| Grande mosquée de Paris                                      |       | France              | Paris             |
| Mosquée Noor-e-Islam                                         |       | La Réunion          | Saint-Denis       |
| Grande mosquée de Djenné                                     |       | Mali                | Djenné            |
| Mosquée Djingareyber                                         |       | Mali                | Tombouctou        |
| Grande mosquée de Xi'an                                      |       | Chine               | Xi’an             |
| Mosquée de Niujie                                            |       | Chine               | Pékin             |
| Mosquée de Saint-Pétersbourg                                 |       | Russie              | Saint-Pétersbourg |
| Mosquée Cheikh Zayed                                         |       | Émirats arabes unis | Abou Dabi         |
| Mosquée Faisal                                               |       | Pakistan            | Islamabad         |
| Grande mosquée de Touba                                      |       | Sénégal             | Touba             |
| Mosquée Bibi-Khanym (ou « mosquée du Vendredi de Tamerlan ») |       | Ouzbékistan         | Samarcande        |

Types de mosquées :
- Mosquée à minaret sur le toit.

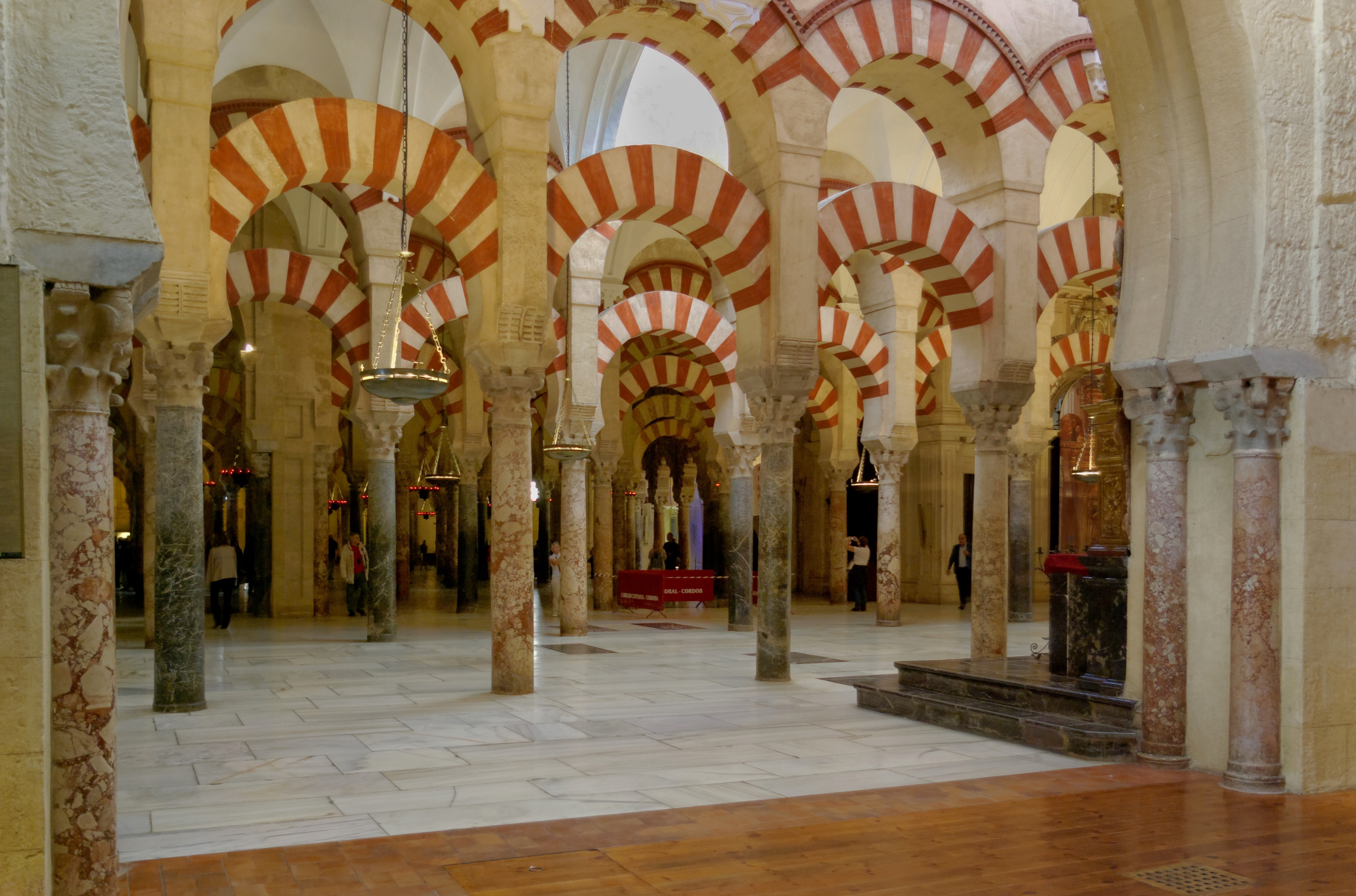
Grande mosquée de Cordoue en Espagne.
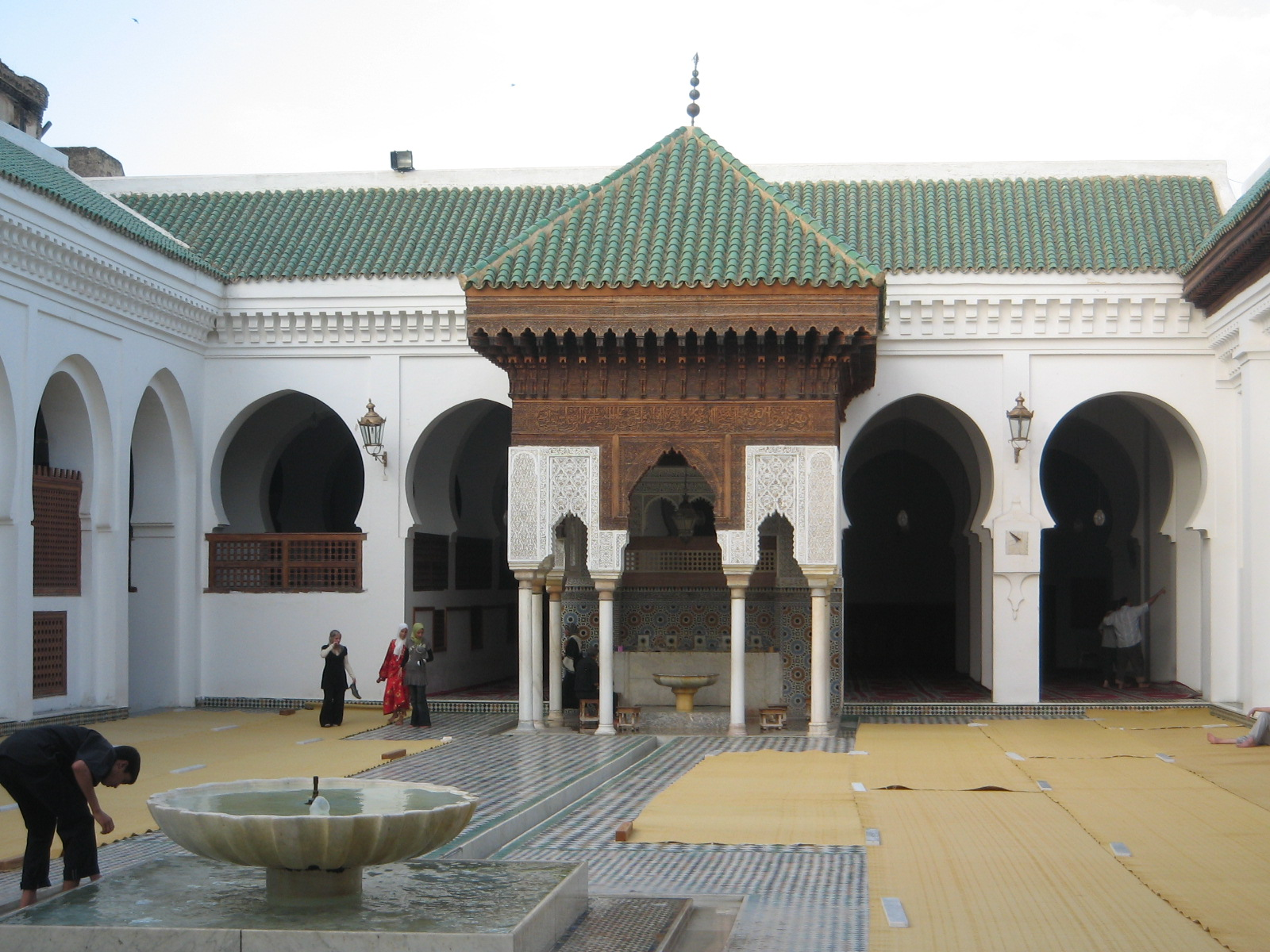
Mosquée Al Quaraouiyine de Fès au Maroc.
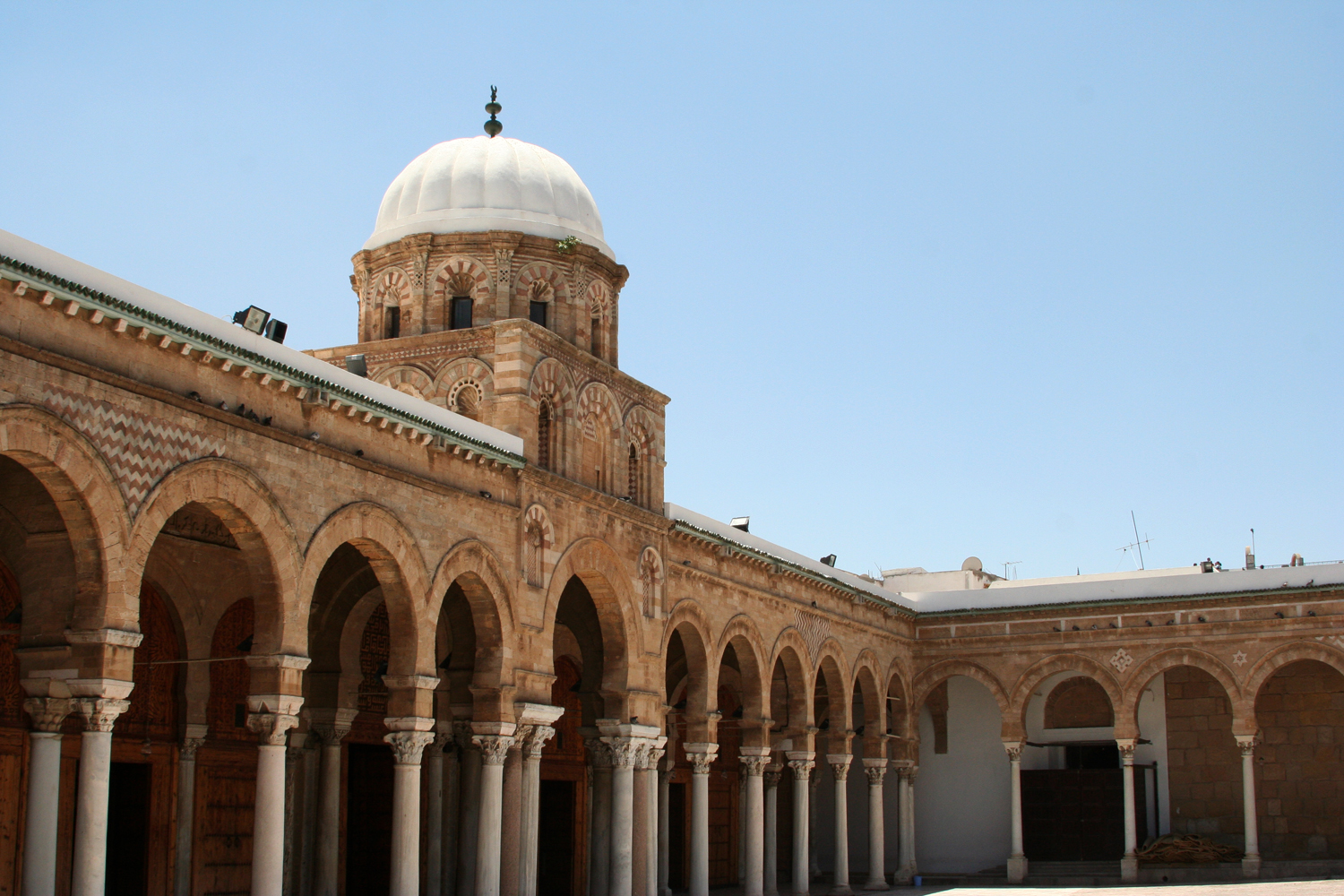
Mosquée Zitouna en Tunisie.
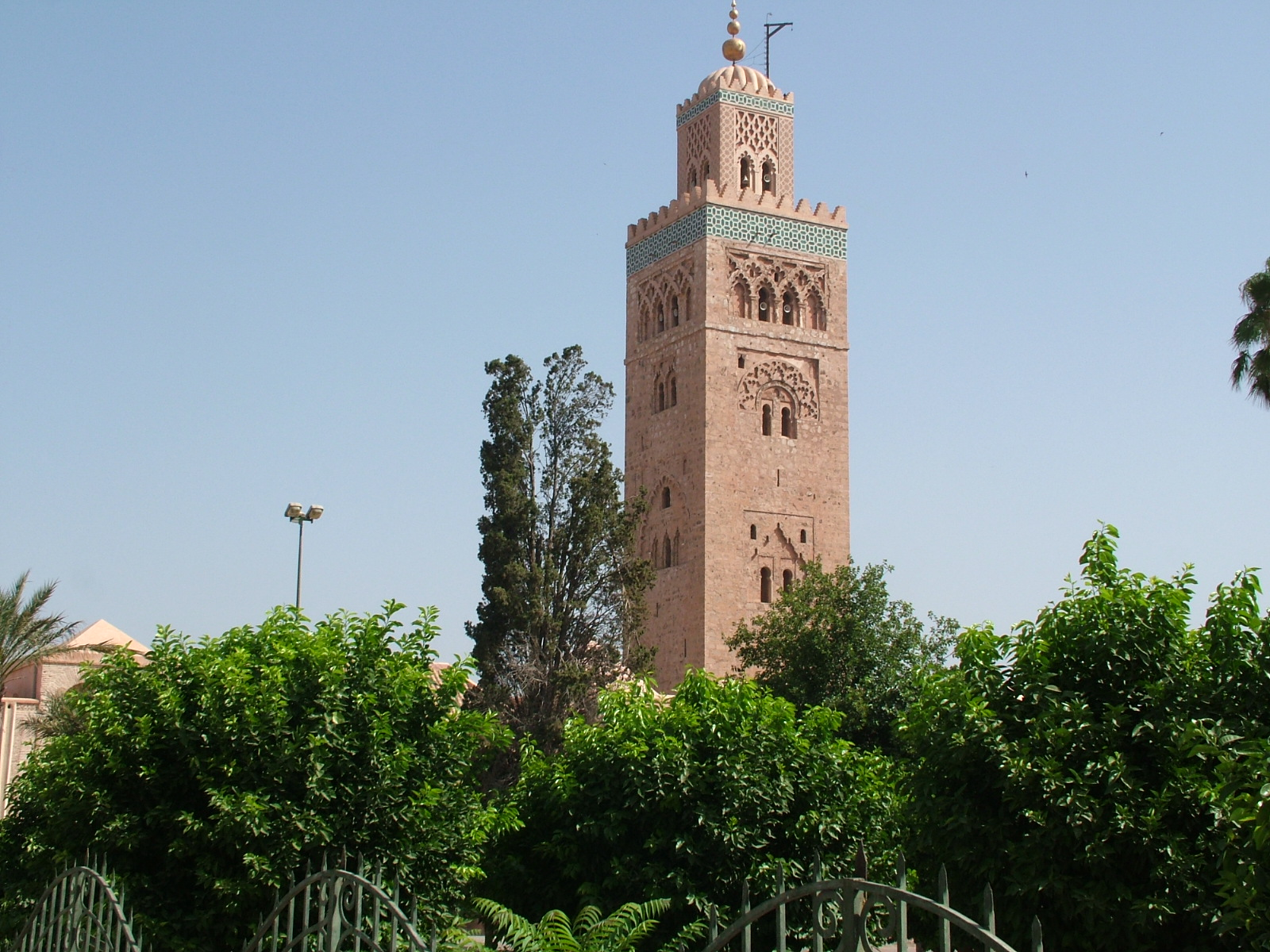
Mosquée Koutoubia au Maroc.
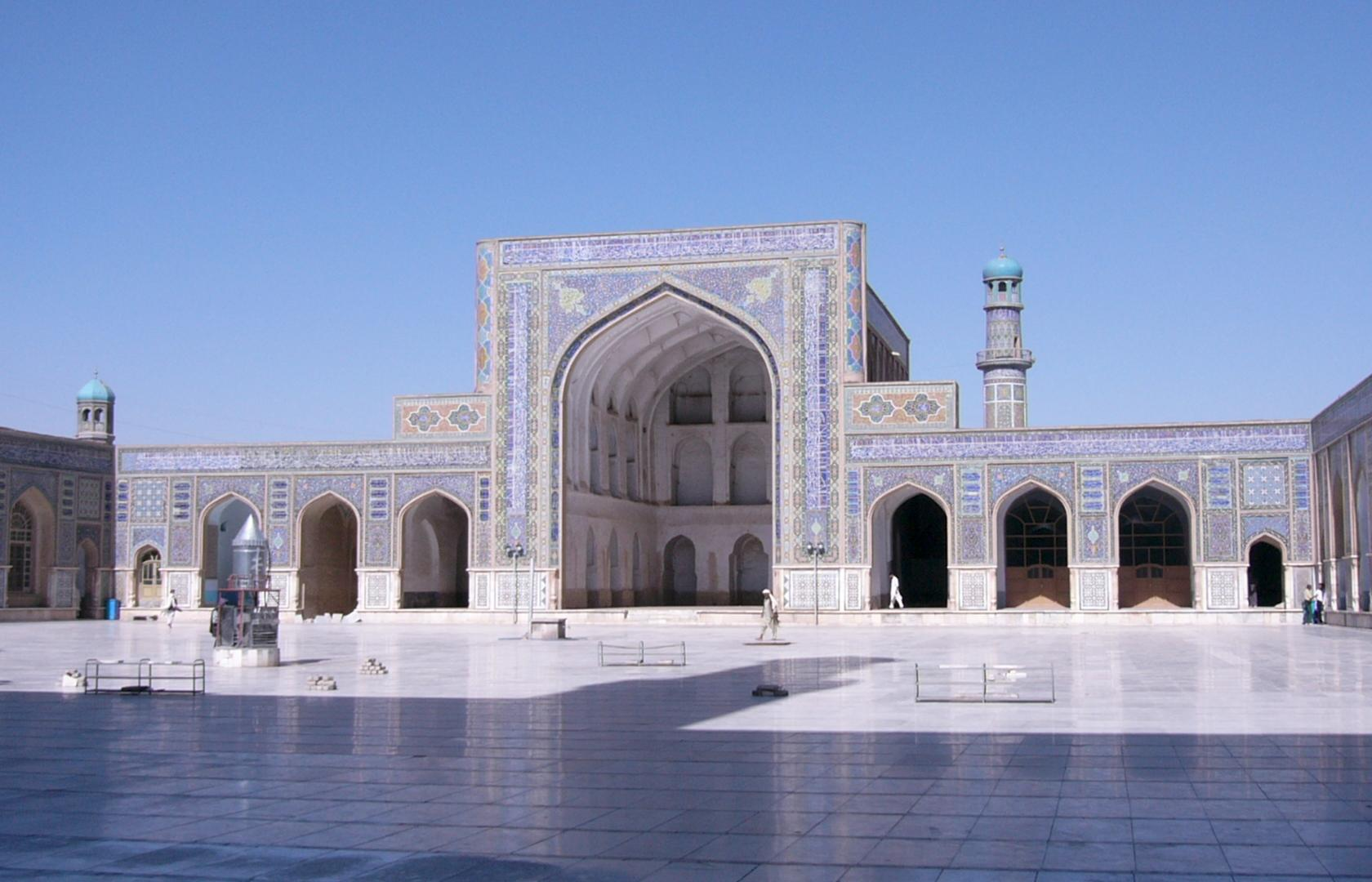
Mosquée du Vendredi à Herat en Afghanistan.
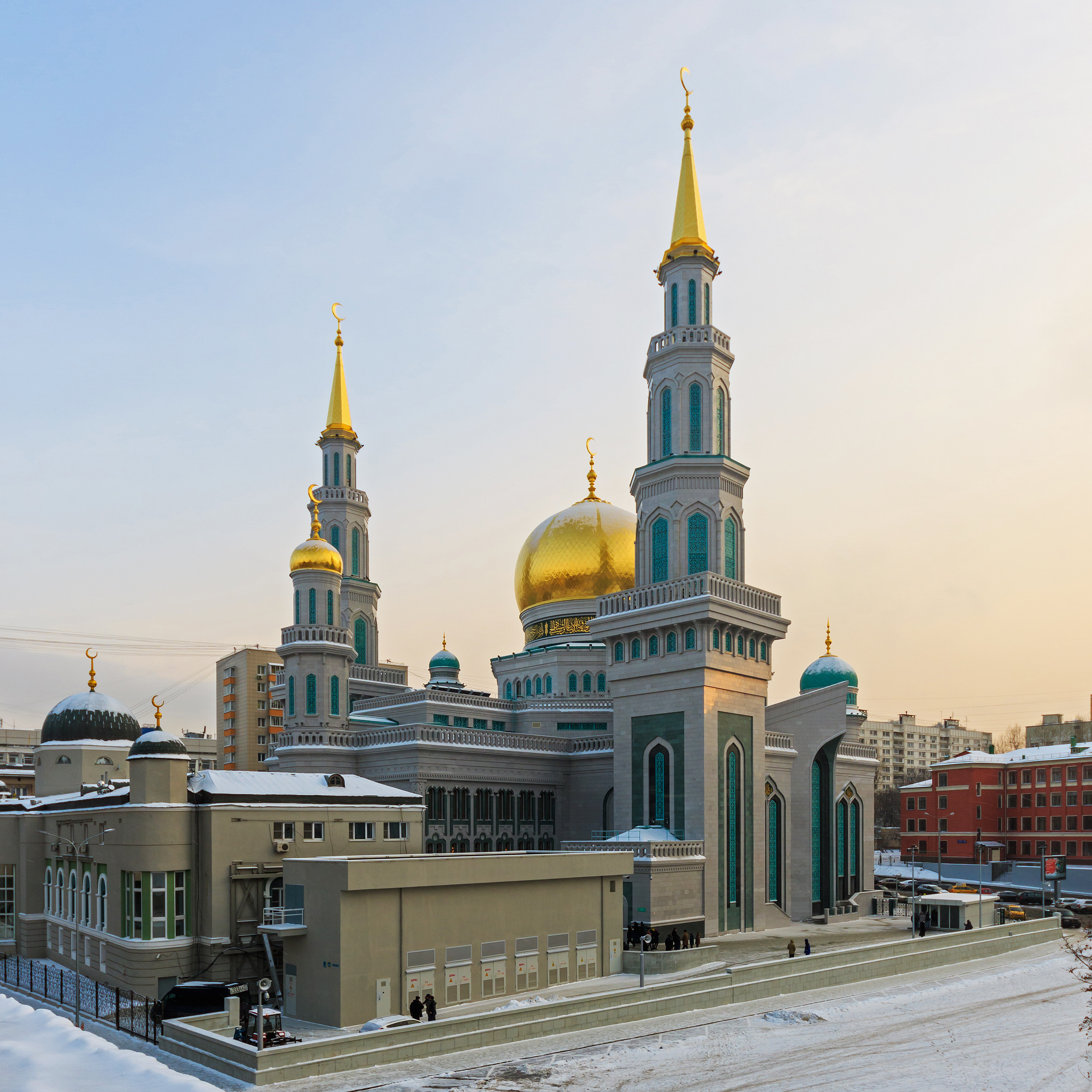
Mosquée-cathédrale de Moscou en Russie.
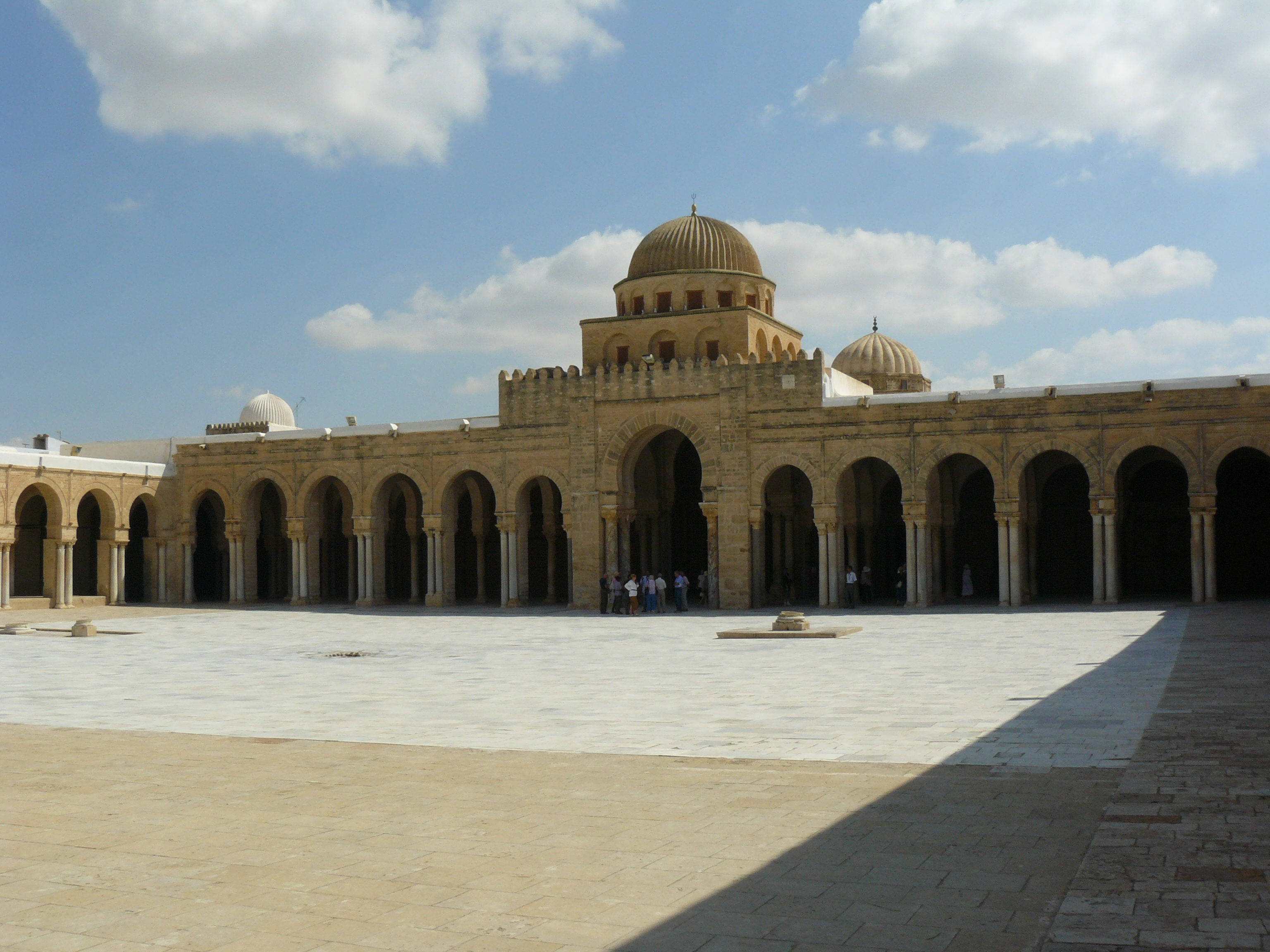
Grande mosquée de Kairouan en Tunisie.
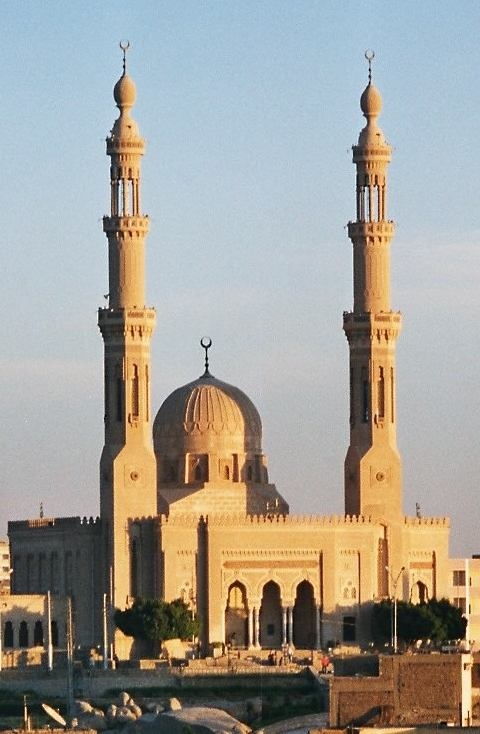
Une mosquée, Assouan en Égypte.

#### Ouvrages
- (en) Essam Ayyad, The Making of the Mosque: A Survey of Religious Imperatives, Piscataway (NJ), Gorgias Press, 2019, 493 p. (ISBN 978-1-463-20727-4)
- Lucien Golvin, Essai sur l'architecture religieuse musulmane, vol. I : Généralités, Paris, Klincksieck, 1970, 282 p.
- (en) Martin Frishman and Hasan-Uddin Khan, The Mosque: History, Architectural Development & Regional Diversity, Thames & Hudson; New Ed edition, 2002,  (ISBN 0500283451)
- Razia Grover, Les mosquées, Paris, Éd. NovéBook, 2006,  (ISBN 2916284109)
- (en) Renata Holod, Hasan-Uddin Khan, Kimberly Mims, The Mosque and the Modern World: Architects, Patrons and Designs since the 1950s, Londres, Thames and Hudson, 1997, 288 p. (ISBN 0500341559)
- Néji Jalloul, Kairouan : la Grande Mosquée, Sousse, Éd. Contraste, 2000,  (ISBN 9973977904)
- (en) Aisha Karen Khan and Aaron Pepis, What You Will See Inside a Mosque, Jewish Lights Pub, 2003,  (ISBN 1893361608)
- David Macaulay, Naissance d'une mosquée, éd. L'école des Loisirs, coll. « Archimède », 2004,  (ISBN 221107524X) (traite du caractère architectural au XVIe siècle)
- (en) Rusmir Mahmutćehajić (préf. William C. Chittick), The Mosque: The Heart of Submission, Fordham Univ Press, 2006, 122 p. (ISBN 978-0-823-22584-2)
- (en) George Mitchell (Ed.), Architecture of the Islamic World. Its History ans Social Meaning, Londres, Thames and Hudson, 1978, 286 p. (ISBN 0-500-34076-5).
- Anne Saurat-Anfray, Les mosquées : phares de l'islam, éd. Koutoubia, Paris, 2009,  (ISBN 2361120003)
- Jean Sauvaget, La Mosquée omeyyade de Médine. Étude sur les origines architecturales de la mosquée et de la basilique, Paris, Vanoest, 1947, 199 p.
- Mohammed-Allal Sinaceur, La Mosquée Hassan II, Éd. Daniel Briand, Drémil-Lafage, 2003,  (ISBN 2903716439)

#### Articles et chapitres d'ouvrages collectifs
- Abdelaziz Benabdallah, « L'architecture islamique dans les mosquées maghrébines », Al-Qods : revue arabo-islamique, Rabat, Dar al-Aqc̜a, no 3,‎ 1985 (lire en ligne [PDF])
- (de) Marek Stachowski, « Slawische Bezeichnungen für Moschee unter besonderer Berücksichtigung des Polnischen, Schlesischen, Tschechischen und Slowakischen », dans Ilona Janyšková, Helena Karlíková, Vít Boček (Eds.), Etymological research into Czech (Proceedings of the Etymological Symposium Brno 2017), Prague, Lidové noviny, coll. « Studia Etymologica Brunensia » (no 22), 2017 (ISBN 978-8-074-22619-9, lire en ligne), p. 361-369
- Paul Louis Rinuy avec la collab. de J. Abram, A. Le Bas, C. Vignes-Dumas (photogr. Pascal Lemaître), Patrimoine sacré XXe et XXIe siècles. Les lieux de culte en France depuis 1905, Paris, Éditions du patrimoine, Centre des monuments nationaux, novembre 2014, 232 p. (ISBN 978-2-757-70344-1)Voir « Entretien » avec Dalil Boubakeur, recteur de la grande mosquée de Paris, P. 28 ; « Mosquées : Modernité, antimodernité. La.Grande mosquée de Strasbourg » , p. 202-203

### Filmographie
- Lecture d'une mosquée, Addeb David, France, 2000,  (ISBN 2-86635-138-X)
- (en) Islam Empire of Faith, Robert H. Gardner, PBS, 2000
- (en) Me and the Mosque, Zarqa Nawaz, Canada, 2005.
- (en) The Mosque in Morgantown, Brittany Huckabee, États-Unis, 2009.